# Mons
Vous lisez un « article de qualité » labellisé en 2007.
Cet article possède un paronyme, voir Mens.
Pour les articles homonymes, voir Mons (homonymie).
Mons (prononcé /mɔ̃s/ ; en picard : Mont ; en néerlandais et en allemand : Bergen) est une ville francophone de Belgique située en Wallonie. Ancienne capitale des comtes de Hainaut, chef-lieu de la province de Hainaut, ville principale de l’arrondissement de Mons, elle est le siège d’une des cinq cours d’appel du pays. La population montoise est de 97 129 habitants en 2025 et son agglomération contient 260 855 habitants.
Mons se situe à 56 km au sud-ouest de la capitale Bruxelles, à environ 225 km au nord-est de Paris, à 75 km à l’est de Lille et à environ 180 km à l’ouest d’Aix-la-Chapelle. La ville de Mons est localisée au croisement des importants axes autoroutiers E19 (Amsterdam-Anvers-Bruxelles-Paris) et E42 (Lille-Charleroi-Liège-Francfort-sur-le-Main).
Marquée par l’histoire et riche d’un patrimoine architectural et culturel important, Mons est depuis 2002 la capitale culturelle de la Wallonie. Mons a également été désignée le 9 février 2010 pour être capitale européenne de la culture en 2015.

## Toponymie
Le nom de la localité est attesté sous diverses formes en latin médiéval Montensis en 1036, Montibus en 1066 - 1070 -1073, Montes en 1140 qui laissent des vocables précoces en ancien français Monz en 1051, de Monte en 1070, Mons en 1178.
Mons s'expliquerait par le terme roman montes, c'est-à-dire le mot gallo-roman MONTES, forme pluriel de MONTE (autrement notée montem), MONTE étant effectivement issu de l'accusatif montem du latin classique mons, montis « colline » (qui a donné le mot dérivé « montagne »). C'est exactement la même étymologie que le nom commun mont « hauteur, élévation, colline, montagne ». La graphie Mons sans -t correspond soit à une latinisation, soit à une évolution de la prononciation et une simplification de la graphie (Monz avec -z = -ts > Mons) que l'on retrouve aussi parfois pour le nom propre au pluriel dans les textes du Moyen Âge. Le nom néerlandais de Mons est Bergen, qui a exactement la même signification.
Le nom au pluriel, retrouvé en langue néerlandaise Bergen, s'explique par la présence des cinq collines en bord de la vallée de la Haine : Mons, Bois-là-Haut et les monts Héribus, Panisel et Saint-Lazare.

## Géographie

### Sections et hameaux
En 1971, Mons est fusionnée avec les communes de Cuesmes, Ghlin, Hyon, Nimy et Obourg (AR du 18/02/1971 - Loi du 09/04/1971).
À cette entité sont ajoutés en 1977 Ciply, Harmignies, Harveng, Havré, Jemappes, Flénu, Maisières, Mesvin, Nouvelles, Saint-Denis, Saint-Symphorien, Spiennes et Villers-Saint-Ghislain.

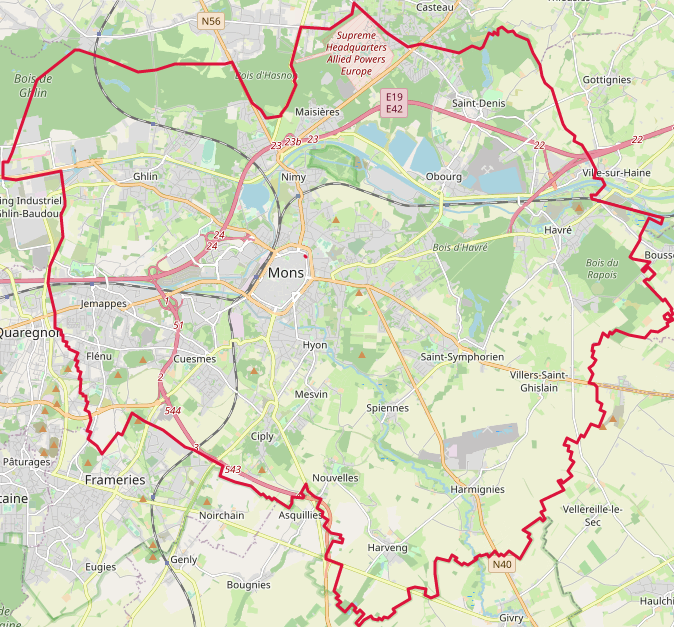
Carte OpenStreetMap
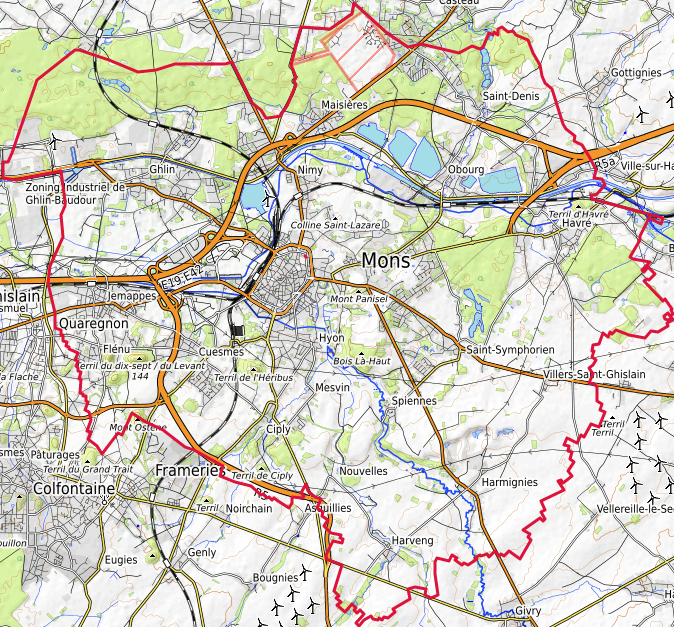
Carte topographique
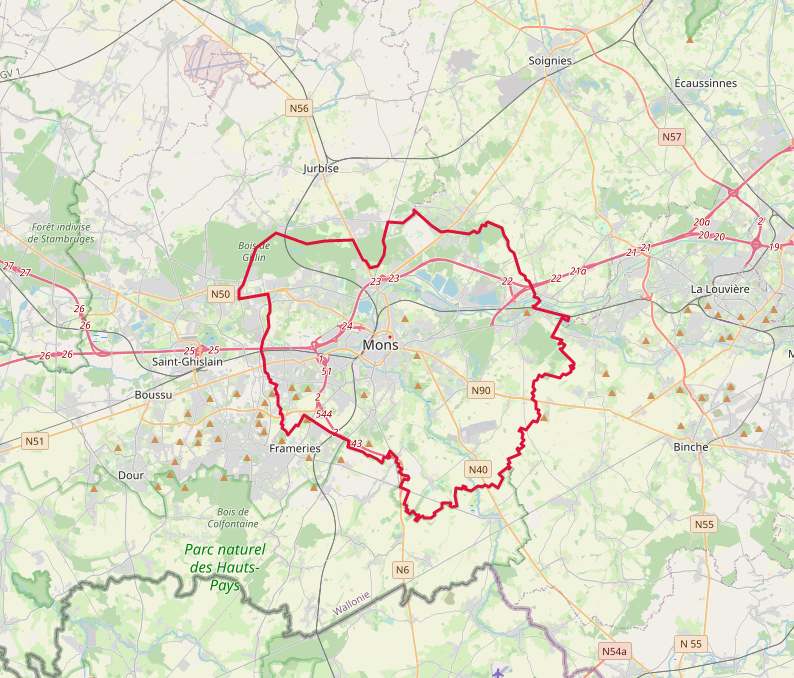
Avec les communes environnantes

| #  | Nom                            | Superf. (km²). | Habitants (2020). | Habitants par km² | Code INS |
| -- | ------------------------------ | -------------- | ----------------- | ----------------- | -------- |
| 1  | Mons                           | 16,69          | 28.787            | 1.725             | 53053A   |
| 2  | Hyon                           | 3,68           | 4.099             | 1.115             | 53053B   |
| 3  | Cuesmes                        | 9,43           | 9.964             | 1.056             | 53053C   |
| 4  | Ghlin                          | 22,16          | 8.458             | 382               | 53053D   |
| 5  | Nimy                           | 4,15           | 4.751             | 1.144             | 53053E   |
| 6  | Obourg (y compris Saint-Denis) | 14,13          | 4.488             | 318               | 53053F   |
| 7  | Maisières                      | 7,94           | 4.157             | 524               | 53053G   |
| 8  | Havré                          | 18,47          | 6.211             | 336               | 53053H   |
| 9  | Saint-Symphorien               | 7,28           | 3.349             | 460               | 53053J   |
| 10 | Villers-Saint-Ghislain         | 2,63           | 655               | 249               | 53053K   |
| 11 | Harmignies                     | 11,12          | 835               | 75                | 53053L   |
| 12 | Harveng                        | 6,25           | 473               | 76                | 53053M   |
| 13 | Nouvelles                      | 2,70           | 314               | 116               | 53053N   |
| 14 | Spiennes                       | 5,37           | 942               | 175               | 53053P   |
| 15 | Mesvin                         | 2,32           | 952               | 410               | 53053R   |
| 16 | Ciply                          | 2,40           | 740               | 308               | 53053S   |
| 17 | Jemappes                       | 6,82           | 10.950            | 1.605             | 53053T   |
| 18 | Flénu                          | 3,86           | 5.669             | 1.469             | 53053U   |

### Communes limitrophes
Les communes limitrophes de Mons sont, dans le sens horaire au départ du nord, Jurbise, Soignies, Le Rœulx, La Louvière, Binche, Estinnes, Quévy, Frameries, Quaregnon et Saint-Ghislain. À l’ouest et au sud-ouest de la ville s'étend une région au riche passé charbonnier : le Borinage (depuis la fusion des communes de 1972, Mons fait partie de l'entité Mons-Borinage).
|                | Jurbise - Soignies | Le Rœulx                    |
| Saint-Ghislain | Mons               | La Louvière Binche Estinnes |
| Quaregnon      | Frameries - Quévy  |                             |

### Topographie et hydrographie

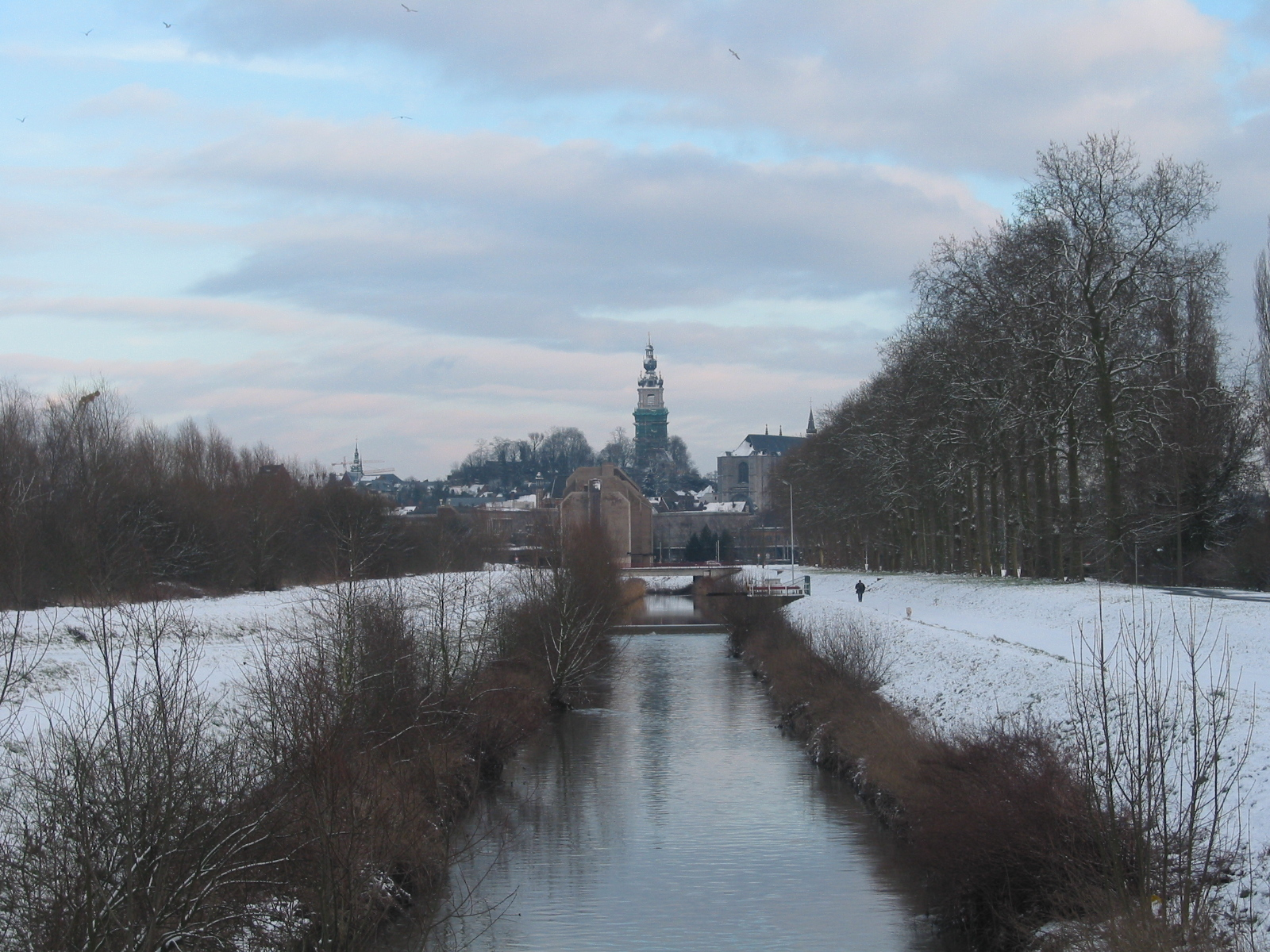
La Haine avec en arrière-plan Mons sur sa colline.

Le relief de la commune de Mons est influencé par la vallée de la Haine, rivière qui s’écoule d’est en ouest au nord de la ville avant de rejoindre l'Escaut en France. La Trouille, affluent de la Haine (Direction Sud-Nord) se jette dans la Haine au niveau de Jemappes. Le nord et le sud de la vallée de la Haine sont constitués de collines et de plateaux dont l’altitude augmente progressivement pour atteindre des hauteurs variant de 50 à 115 mètres (point culminant situé au nord-est du village de Saint-Denis). Au niveau de la vallée, l’altitude descend jusque 20 mètres à proximité de la rivière et du canal Nimy-Blaton-Péronnes.
La ville s’est ainsi développée au fil des siècles sur une colline située au confluent des deux rivières, ce qui lui confère une forme presque circulaire actuellement. Le petit ring délimite très bien le centre-ville des faubourgs. On remarque aisément que l’altitude augmente en se rapprochant du centre de ce cercle pour atteindre son maximum à proximité du beffroi.

### Géologie

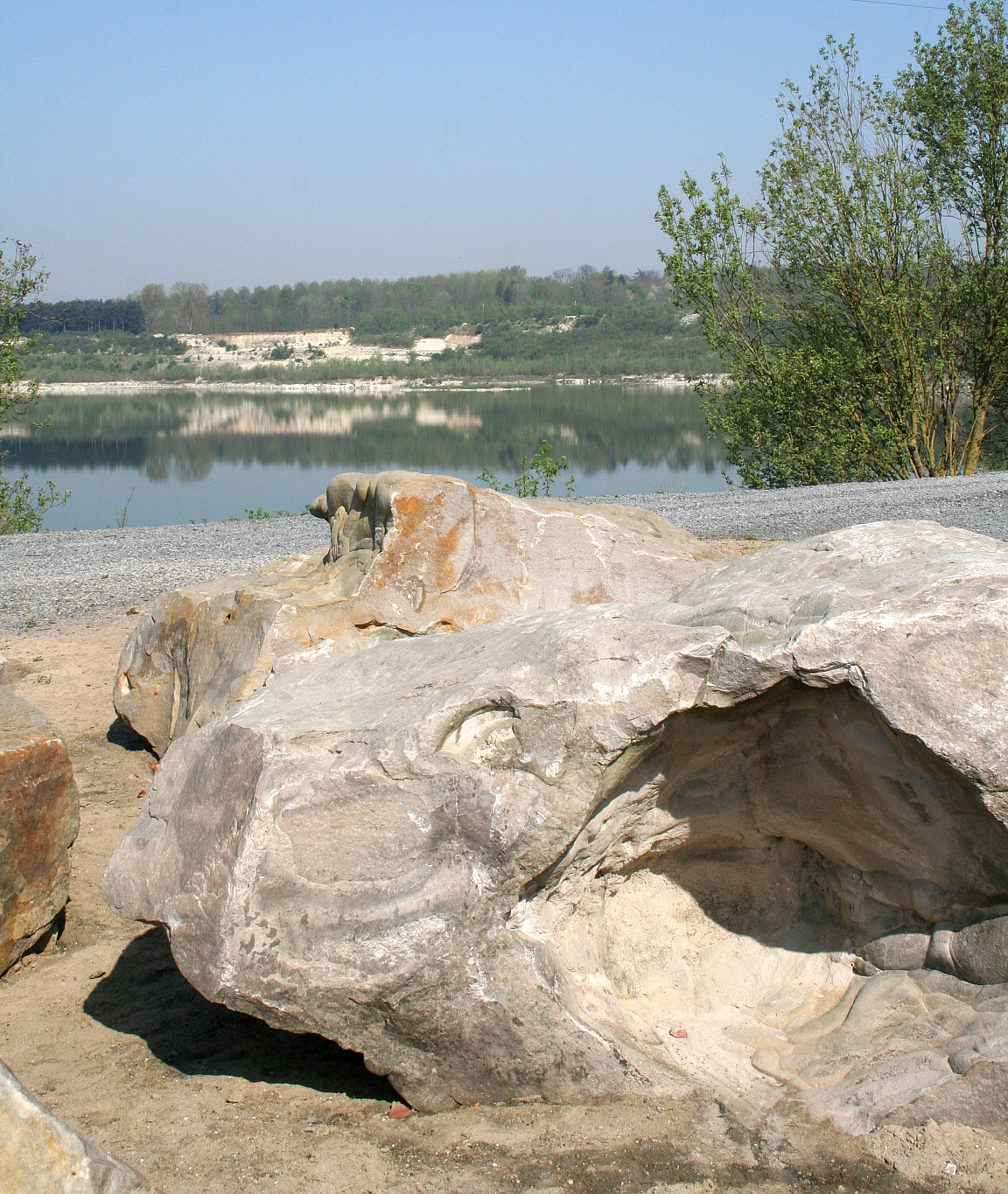
Le jardin géologique.

Sur le territoire communal, le sous-sol de la vallée de la Haine est composé d’alluvions. À l’extrême nord de la vallée, on peut apercevoir des couches de craie du Crétacé à proximité des villages de Ghlin et de Obourg. Cette craie d’Obourg, qui date du Campanien, renferme des fossiles de bélemnites mais est généralement dépourvue de silex. La craie est utilisée dans la région depuis de nombreuses années pour la fabrication de ciment. La craie de Spiennes dont l'âge a été récemment revu est également datée du Campanien. Toutes ces craies et ces fossiles prouvent que la région de Mons était une mer tropicale au Crétacé, il y a plus de 75 millions d’années.
À d’autres endroits on trouve du silex, comme à Saint-Denis où l’affleurement date du Turonien. Cette matière siliceuse a été utilisée dans la production de matériaux réfractaires. Au néolithique, ces silex étaient récoltés dans les minières de silex de Spiennes.
Au nord des versants crayeux, l’altitude augmente sensiblement pour atteindre 80 à 120 mètres. À ce niveau, le sol est composé de couches plus jeunes d’argiles datant de l’yprésien. Au sommet des buttes boisées (bois de Ghlin et limite avec la commune de Soignies), on retrouve un sol composé de couches sableuses datant également de l’yprésien.
Il existe également à Mons plusieurs projets d’utilisation de sources de chaleur géothermiques qui sont déjà disponibles à Saint-Ghislain, Douvrain et Ghlin pour chauffer certains bâtiments publics et privés. Le nouveau quartier de la gare de Mons est prévu pour profiter de la chaleur géothermique dès 2013 et plusieurs autres projets sont à l'étude d'ici 2020 et pourraient au total offrir à la région une puissance de 40 MW. Le sous-sol montois abrite en effet des nappes d’eau chaude en profondeur dont la température avoisine les 70 °C à Ghlin. Seuls deux puits, à Saint-Ghislain et à Douvrain, font l’objet d’une exploitation depuis 1985. Le site de Saint-Ghislain permet, par exemple, une économie annuelle avoisinant les 1 000 Tonnes Équivalent Pétrole (Tep). Celui de Ghlin pourrait, s’il était exploité, fournir un débit naturel de plus de 100 m3/h d’eau à une température de 71 °C. La région montoise bénéficie là d’une ressource énergétique exceptionnelle car la géothermie apparaît comme une alternative économiquement viable parmi les différentes sources d’énergie renouvelable, que ce soit pour la production d’électricité ou des applications thermiques directes.

### Climat
Le climat de la région de Mons est un climat tempéré océanique comme pour l’ensemble de la partie occidentale de la Belgique, cela grâce à la proximité de l’océan Atlantique qui régule le temps grâce à l’inertie calorifique de ses eaux. Le climat peut être influencé par des zones humides et douces en provenance de l’océan, mais aussi par des zones sèches (chaudes en été et froides en hiver) en provenance de l’intérieur du continent européen. En moyenne (moyenne faite sur une période couvrant les 100 dernières années), on observe 208 jours de pluie par an dans la région de Mons.
| Mois                     | jan. | fév. | mars | avril | mai  | juin | jui. | août | sep. | oct. | nov. | déc. | année |
| ------------------------ | ---- | ---- | ---- | ----- | ---- | ---- | ---- | ---- | ---- | ---- | ---- | ---- | ----- |
| Température moyenne (°C) | 3,2  | 3,5  | 6,5  | 9,2   | 13,2 | 16   | 18,2 | 17,8 | 14,7 | 11   | 6,7  | 3,8  | 10,3  |
| Précipitations (mm)      | 71   | 59   | 69   | 49    | 67   | 75   | 70   | 74   | 61   | 73   | 73   | 77   | 818   |

## Histoire

### Les origines
Les lieux alentour sont occupés dès le Néolithique, principalement au sud de la Haine : à Spiennes, Givry (dans la commune actuelle de Quévy), mais aussi plus au nord, comme à Obourg.
Le lieu se trouve ensuite sur le territoire de la tribu belge des Nerviens. À l'époque romaine, une garnison se serait établie sur la colline montoise. D'après certains auteurs, se fondant sur deux textes médiévaux (une vita de sainte Aldegonde du VIIIe siècle et le testament d'Anségise, abbé de Fontenelle), le quadrillage caractéristique des camps romains se retrouverait dans la topographie actuelle de la ville. Le géologue Serge Ghiste a notamment tenté de le démontrer en superposant le plan de la ville au plan d'un camp romain. Cependant, aucun vestige ne vient confirmer cette hypothèse plausible.

### Moyen Âge

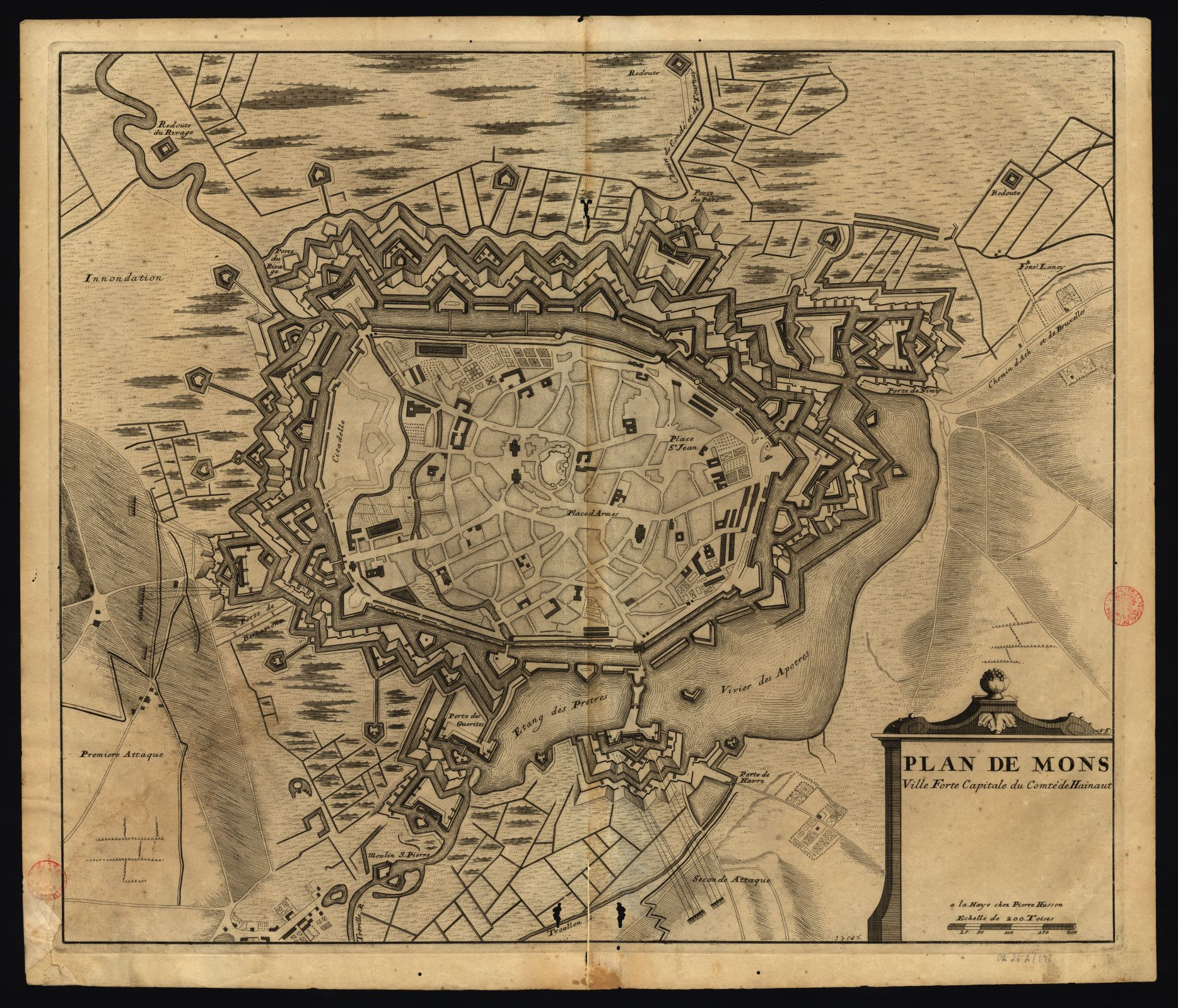
Plan représentant Mons au temps du comté de Hainaut.

La ville est fondée au VIIe siècle durant l'époque mérovingienne, autour d'un oratoire érigé par Waldetrude, fille d'un intendant de Clotaire II canonisée à sa mort en 688 sous le nom de Waudru. Waudru, suivant les conseils de son confesseur saint Ghislain, fonde cet oratoire, devenu par la suite un monastère, sur un site inhabité du domaine d'Obourg-Nimy-Maisières, propriété de sa cousine Aye et de son époux, Hydulphe, un notable mérovingien.
Le site devient un enjeu militaire à la suite de l'implantation des Vikings à Condé-sur-l'Escaut en 876. Le premier comte de Hainaut (Lotharingie), Régnier au Long Col, construit une première forteresse, Castri Locus, destinée à lutter contre les envahisseurs. Cette forteresse est prise et réduite en cendres en 956, sous Régnier III. Dès 959, le comté fait partie de la Basse-Lotharingie.
À partir du Xe siècle, les comtes de Hainaut font de Mons leur résidence principale et la ville devient leur capitale, un titre qu'elle aurait déjà reçu de Charlemagne en 804. Devenant le centre administratif du comté, Mons se développe durant les 800 ans qui suivent autour du nouveau château et du chapitre de Sainte-Waudru. Le bras de fer incessant entre l'autorité religieuse (le chapitre, propriétaire initial de la ville) et l'autorité administrative (le comte de Hainaut, qui tente de s'étendre) modèle le paysage montois.
Les grands travaux de rénovation et d'entretien des fortifications sont le fait de Baudouin IV et Baudouin V au milieu du XIIe siècle. C'est à cette époque que Bernard de Clairvaux vient à Mons prêcher la croisade (1148). En l'an 1290, selon la ville de Boussu cité par le Baron de Reiffenberg, « presque toutes les maisons de Mons sont de bois, et les forets qui environnent cette ville procurent aux habitans des matériaux en abondance ». Cette même année 1290, Jean II d'Avesnes construit la deuxième fortification qui, à la différence de la première, défend aussi la ville et non plus seulement le château : cette enceinte urbaine (frumeteit ou fermetei(t) en picard montois) est percée de six portes. Seule la Tour valenciennoise (1358) subsiste actuellement. Guillaume le Bon, fils et successeur de Jean II, permet au commerce de s'épanouir dans la ville.
Mons souffre également de plusieurs désastres au cours de cette période. En 1112, un incendie a déjà détruit une grande partie de la cité. En 1348, la peste noire sévit dans la ville et la population diminue fortement. La petite histoire veut que l'épidémie cesse après la procession, organisée par les autorités, des reliques de sainte Waudru. C'est l'origine de la ducasse de Mons.
En 1356, Marguerite II (d’Avesnes), comtesse de Hainaut, décède à Le Quesnoy : son fils, Guillaume Ier duc de Bavière-Straubing lui succède et devient le nouveau comte de Hainaut (Guillaume III). Celui-ci sera « inauguré » (entrée solennelle) à Mons le 26 février 1357. Un des premiers actes du comte sera l’imposition aux Bourgeois de Mons, aux Lombards et aux Juifs de demeurer constamment armés : cette obligation est à l’origine des « milices bourgeoises » qui maintiendront l’ordre, la sécurité et la défense perpétuelle des villes, des comtes et du pays de Hainaut.

#### Périodebourguignonne

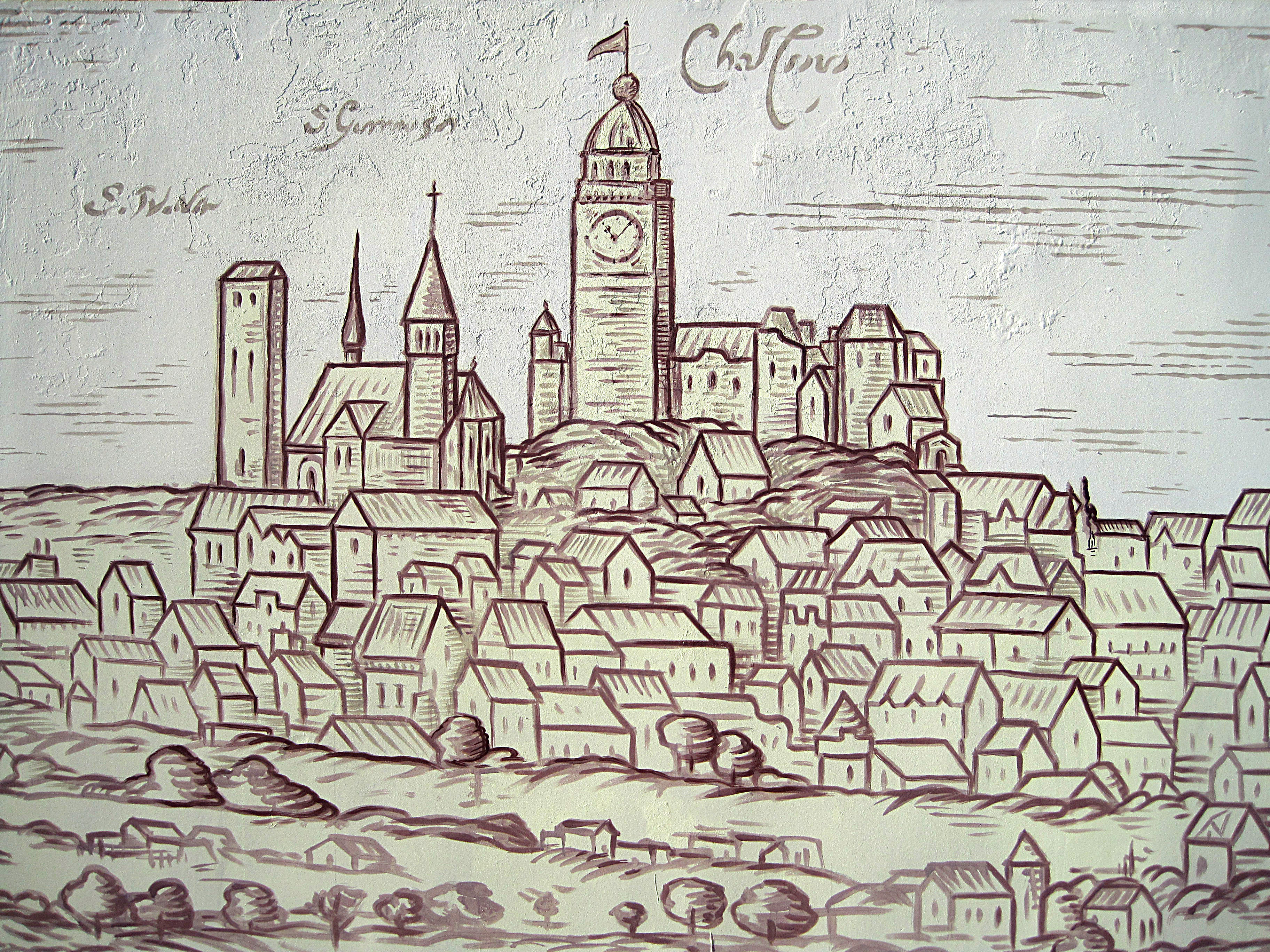
Peinture murale « Mons » réalisée en 2023 par l’artiste Ufoncinque d’après une gravure du XVIe siècle.

En 1433, Philippe le Bon acquiert le titre de comte de Hainaut, faisant ainsi passer le comté de la maison de Bavière à celle des ducs de Bourgogne. Par suite du mariage de Marie de Bourgogne avec Maximilien d’Autriche, la ville passe sous tutelle de la Maison de Habsbourg en 1477.
En 1497, la tour de l'horloge est érigée sur le site de l'actuel beffroi : celui-ci la remplacera après son incendie et l'écroulement d'une tour de remplacement, survenu en 1661.

### Époque moderne

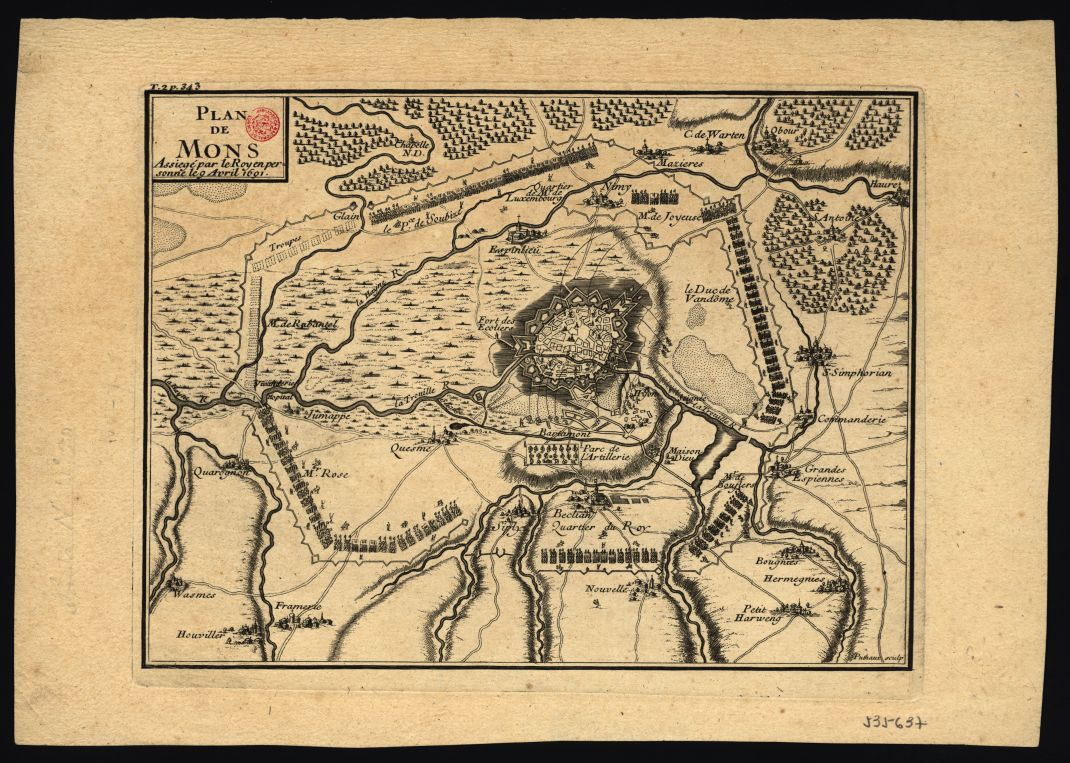
Plan représentant le siège de Mons de 1691.

En 1515, Charles Quint est sacré comte de Hainaut. À cette époque, Mons compte environ 9 500 habitants et elle attire un grand nombre d'artisans (tanneurs, cordonniers, tisserands). Ainsi, des tanneries s'installent le long de la Trouille, qui à cette époque passe encore dans la ville.

#### Période espagnole (1555-1713)
Peu avant son abdication en 1555, Charles Quint transmet à son fils, Philippe II d'Espagne, ses possessions non autrichiennes, notamment les Pays-Bas dont Mons fait partie.
La guerre de Quatre-Vingts Ans porte un coup au commerce et à l'industrie de la ville au cours du XVIe siècle. La ville tombe aux mains des Gueux : Louis de Nassau prend la ville par surprise le 24 mai 1572. Le but est de donner Mons au roi de France. Ferdinand Alvare de Tolède, le duc d'Albe, n'acceptant pas cette situation, reprend la ville le 21 septembre de la même année.
Entre 1580 et 1584, Alexandre Farnèse installe à Mons le siège du gouvernement des Pays-Bas espagnols.
En 1615, la ville est à nouveau touchée par une épidémie de peste. La ville est alors mise en quarantaine et des soldats interdisent le passage des remparts. Néanmoins, les échevins montois s'adressent au chapitre de Gand pour obtenir les reliques de saint Macaire en espérant ainsi faire disparaître l'épidémie. Les Gantois acceptent et les reliques sont placées dans la collégiale Sainte-Waudru. En 1616, l’épidémie décroît, avant de cesser totalement. En remerciement, la ville fait réaliser par un orfèvre montois une châsse en argent pour y transférer les reliques : elle fait toujours partie des trésors de la cathédrale Saint-Bavon de Gand.

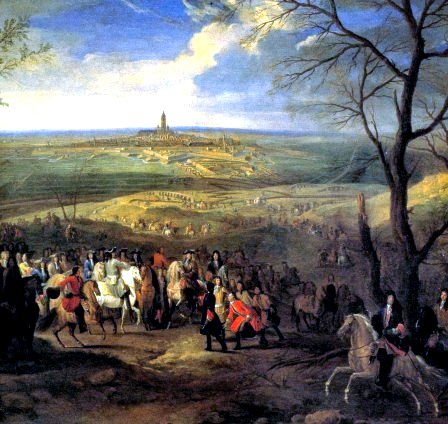
Le siège de 1691.

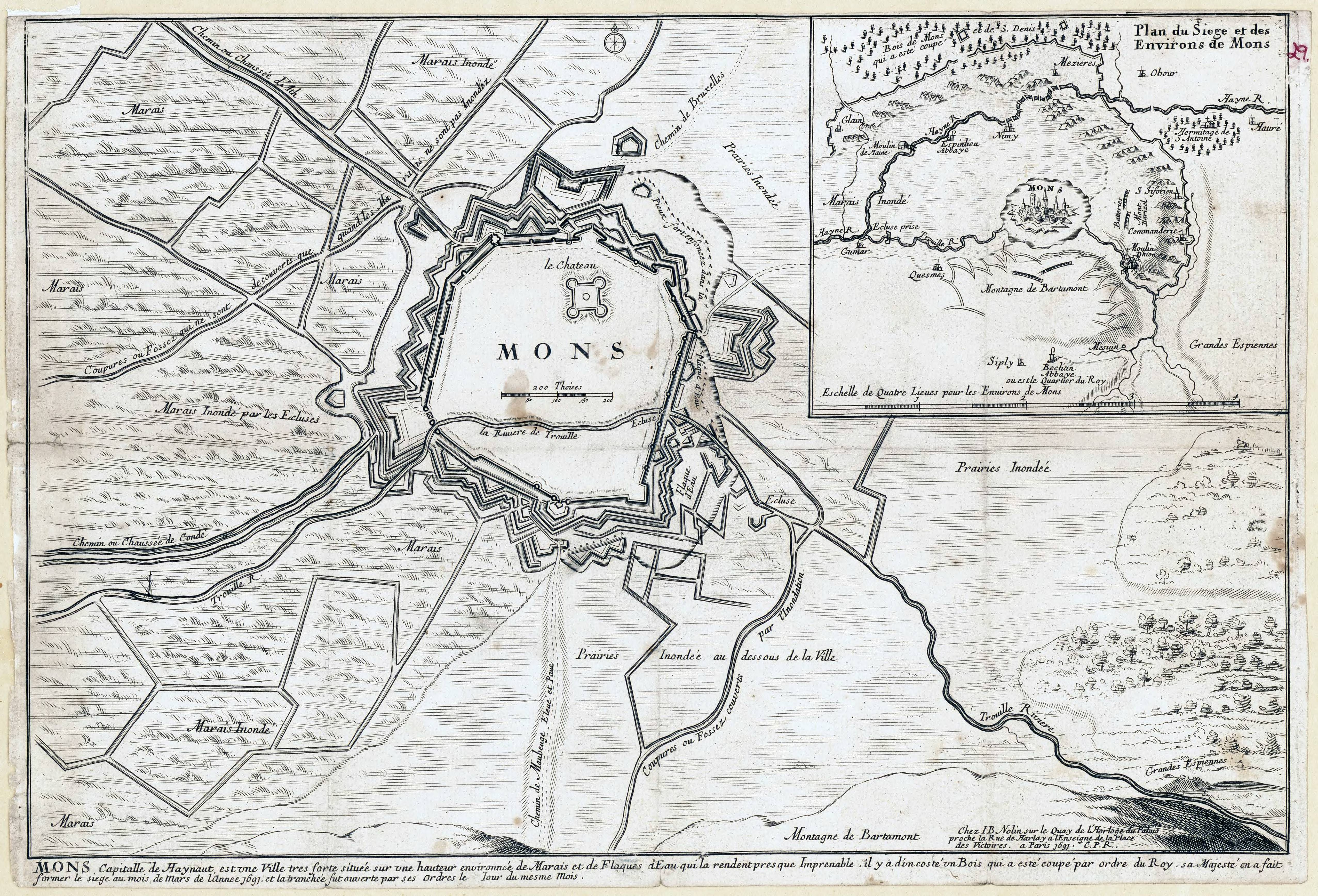
Plan de Mons durant le siège de 1691.

En 1655, la ville est assiégée par l’armée française. Les opérations de siège sont dirigées par le chevalier de Clerville ; elles commencent le 15 août et la ville tombe le 18.
En 1678, au cours de la Guerre de Hollande, le maréchal de Luxembourg assiège Mons. À la suite de la bataille de Saint-Denis, le siège finit par être levé.
Du 15 mars au 10 avril 1691, lors de la guerre de la Ligue d'Augsbourg, la ville est à nouveau assiégée par les troupes du maréchal de Luxembourg, en présence de Louis XIV, Vauban dirigeant les travaux de siège. La ville tombe et Louis XIV nomme gouverneur Nicolas de La Brousse, comte de Verteillac. Vauban est chargé d'améliorer le système défensif de la ville. En 1697, à la suite du traité de Ryswick, Mons est restituée à la couronne d'Espagne.

#### Période autrichienne (1713-1795)
De 1701 à 1713, la France occupe à nouveau la ville (guerre de Succession d'Espagne). Les Traités d'Utrecht et de Rastatt font entrer la ville dans le giron des Habsbourg d'Autriche. La place forte est toutefois contrôlée par des troupes des Provinces-Unies.
En 1718, le pouvoir, représenté par la cour souveraine du Hainaut, quitte le château qui, par faute d'entretien, se dégrade. Le site est rasé au XIXe siècle, seuls la chapelle Saint-Calixte (XIIIe siècle), la conciergerie et le beffroi étant préservés : un parc public y est inauguré le 10 juin 1873.
En 1746, Louis XV conquiert la ville et la garde jusqu'en 1748, où elle est restituée à l'impératrice Marie-Thérèse par le Traité d'Aix-la-Chapelle (1748) qui met fin à la guerre de Succession d'Autriche. Le prince Charles Alexandre de Lorraine, beau-frère de l'impératrice, est nommé gouverneur des Pays-Bas tandis que sa sœur, la princesse Anne-Charlotte, est nommée abbesse du chapitre de la collégiale Sainte-Waudru. Dans la seconde moitié du XVIIIe siècle, les ordres religieux sont interdits :  les Jésuites en 1774 et les ordres contemplatifs en 1783.
En 1787, la révolution brabançonne se produit, en rejet à des réformes prises à partir de 1780, par l'empereur Joseph II qui frappent l'administration, la justice, la fiscalité, les coutumes. Les États généraux sont réunis le 7 janvier 1790 à Bruxelles.
L'acte d'union qui unit et confédère les provinces insurgées, dont le Hainaut, est ratifié le 20 janvier 1790 par tous les États des provinces insurgées, excepté par ceux du Limbourg, sous la dénomination d’États belgiques unis. Le traité d'union est édité dans Le Moniteur Universel du 31 janvier 1790,
En l'absence de soutien international et à la suite de problèmes financiers, les États belgiques unis ne peuvent pas résister au retour des troupes autrichiennes, et à la fin de l'année 1790, l'armée impériale autrichienne reprend le pouvoir au nom de l'empereur Léopold II.

##### Description de la ville, fin duXVIIIesiècle
La ville fortifiée de Mons comprend six portes, dites de Nimy, d'Havré, de Bertaimont, du Rivage, du Parc et de la Guerrite.
Les six paroisses de la ville sont les églises de Saint-Germain, détruite en 1691, Sainte-Elizabeth, brulée en 1714, de Saint-Nicolas, de Bertamont et du Béguinage et la collégiale Sainte-Waudru.
Les monastères religieux sont l'abbaye du Val-des-Ecoliers, les Récollets, les Jésuites.

### Époque contemporaine

#### Période française (1795-1815)
Après la bataille de Jemappes, le 6 novembre 1792, Mons devient « ville libre ». La Convention veut réunir les Pays-Bas autrichiens et la principauté de Liège (alors État distinct) à la France, mais elle est combattue. Le vainqueur de Jemappes, Dumouriez, est sensible au désir d'autonomie des populations, mais son vœu de voir procéder à des élections se heurte aux vieilles structures, sauf à Mons, Liège et Charleroi et aux dirigeants français avides des richesses belges.
Bien que des pillages et exactions soient signalés dès cette première conquête française, les choses s'aggravent avec la seconde (les Autrichiens ont reconquis brièvement leurs Pays-Bas en 1793), consécutive à la victoire de Fleurus, le 26 juin 1794. Des massacres ont lieu à Mons, Nalinnes et Tiercelet, faisant 200 victimes, les religieux étant les premiers visés. Par ordre officiel de la Convention nationale, le pays est soumis à une exploitation forcenée des armées françaises qui doivent « évacuer en France toutes les richesses des pays conquis »,. Les occupants imposent alors par des arrêts des contributions toujours plus grandes « sous peine d'exécution militaire. Il sera pris des otages jusqu'à l'acquittement ». Ce régime s'adoucit relativement rapidement en raison des protestations parvenues au Comité de salut public[source insuffisante] et parce que la Belgique était exsangue. Mais les représentants en mission ont quand même frappé Mons.
En 1794, comme en 1792, les révolutionnaires français peuvent compter sur de nombreux sympathisants à Mons comme à Liège. La ville devient la préfecture du département de Jemappes (alors orthographié Jemmapes) en 1794. En 1800 débutent les travaux du Canal Mons-Condé : il permet d'acheminer le charbon des mines du Borinage vers le reste de la France (les mines boraines produisent plus de charbon que la France entière).
C'est à cette époque qu'Antoine-Joseph Moneuse et sa bande de chauffeurs sévissent notamment dans la région de Mons ; le 10 novembre 1797, Moneuse est jugé en première instance à Mons et l'un de ses complices, François François dit « La Mouche », y est guillotiné en 1807.

#### Période néerlandaise (1815-1830)
En 1815, à la suite de la défaite de Waterloo, la ville passe sous l'autorité néerlandaise, conformément aux décisions du Congrès de Vienne. Cette période voit la construction du canal Pommerœul-Antoing, permettant de rejoindre l'Escaut sans passer par la France.
La révolution belge, en préparation à Bruxelles dès la fin août 1830, ne laisse pas la population locale indifférente. Dès le 3 septembre, la nervosité est sensible dans les classes populaires, d'autant plus furieuses qu'elles sont en situation difficile du fait de la cessation des activités des charbonnages. Il y a des heurts avec la garde urbaine le 17 septembre. Le 19 septembre, avec l'arrivée du général Otto von der Howen, la tension grandit encore : les mineurs marchent vers la porte de Nimy, mais deux compagnies les prennent à revers : on relève 11 morts. Le 29, à la nouvelle de la défaite néerlandaise à Bruxelles, les troupes belges des garnisons néerlandaises se mutinent et le général de Howen, son état-major ainsi que les soldats néerlandais sont arrêtés.

#### Période industrielle (1830-1970)
La ville perd sa fonction de ville forte dès l'indépendance de la Belgique en 1830. Dès 1841, une liaison de chemin de fer est réalisée entre Mons et Bruxelles. Le démantèlement des fortifications a lieu entre 1861 et 1864, sous le maïorat de Désiré Dethuin, tandis que son successeur, François Dolez, donne à Mons son aspect actuel en faisant construire deux ceintures : le boulevard intérieur sur le site de la fortification dite « urbaine » et le grand boulevard sur les fondations du mur néerlandais. Même sans ces protections devenues inutiles face aux canons, Mons reste une ville de garnison jusqu'en 1914.
Transféré depuis la prison des Petits-Carmes de Bruxelles, Paul Verlaine est incarcéré à la prison de Mons d'octobre 1873 à janvier 1875 à la suite de sa condamnation pour coups et blessures contre Rimbaud : il y écrit des poèmes insérés ensuite dans Romances sans paroles et Sagesse.
À la fin du XIXe siècle, Mons est le théâtre de revendications sociales et politiques. Ainsi, le 10 juin 1890, des groupes d'ouvriers borains parcourent la ville en chantant La Marseillaise, criant « Vive la République ! » et acclamant le député socialiste Léon Defuisseaux. Le 17 avril 1893, 3 000 mineurs en grève marchent sur la ville : la colonne de grévistes se heurte à trois compagnies de gardes civiques qui, à la suite d'une charge des ouvriers qui ont arraché les baïonnettes à certains gardes, font feu. Il y a sept morts et de nombreux blessés. Le 18 avril, le Parlement épouvanté, notamment par cet incident très grave,, vote le suffrage universel tempéré par le vote plural. Le congrès du Parti ouvrier belge (POB), qui aurait dû se tenir à Mons, se réunit en 1894 dans la commune boraine de Quaregnon où il adopte la Charte de Quaregnon.

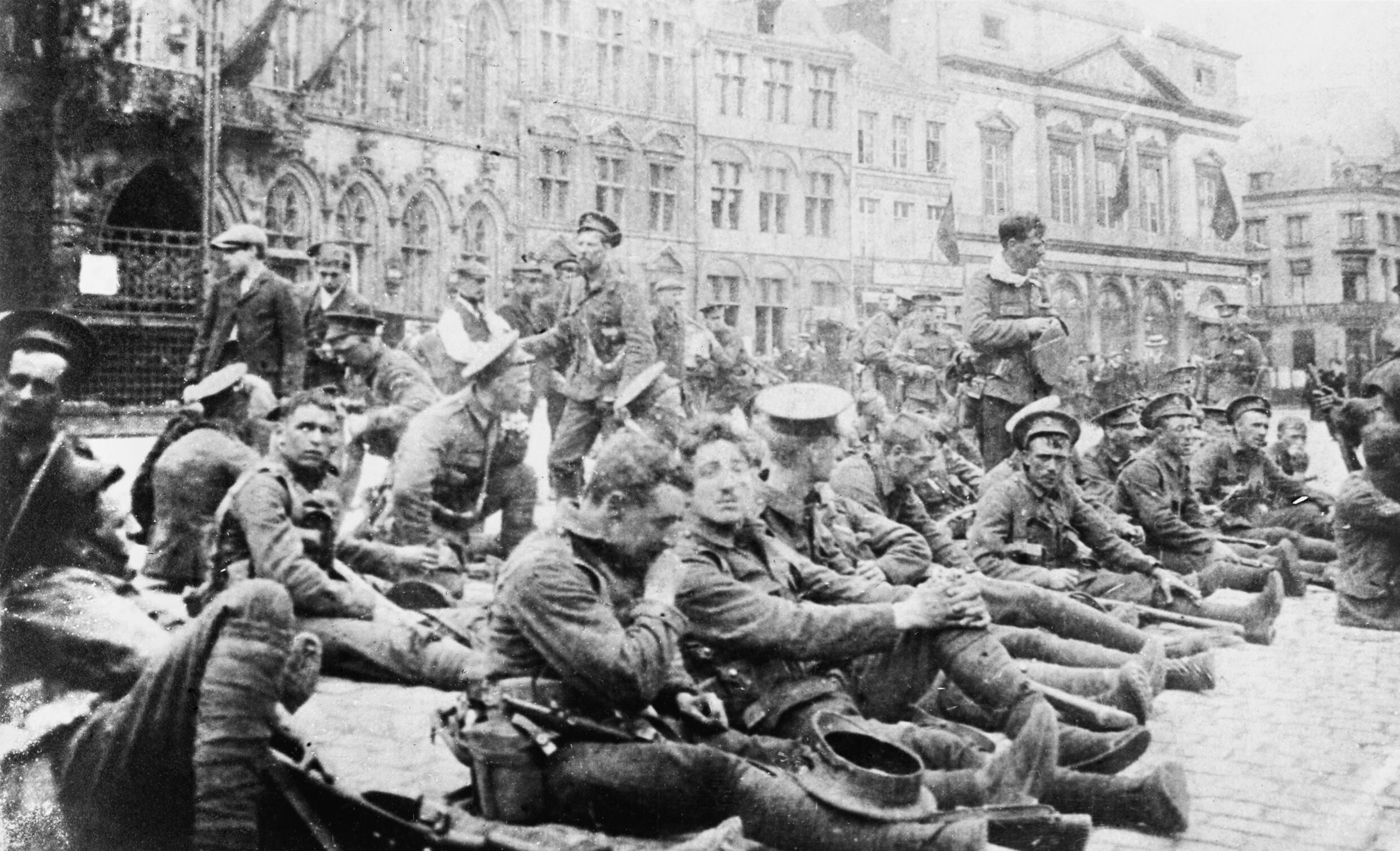
Le Battalion des Royal Fusiliers sur la grand-place, le 22 août 1914.

Les 23 et 24 août 1914, les environs de Mons sont le siège d'une bataille féroce entre Britanniques et Allemands où ces derniers subissent de lourdes pertes (5 000 hommes perdus côté allemand contre 1 500, dont 763 tués, côté britannique). Bien que les forces allemandes soient supérieures en nombre, les troupes britanniques retardent leur percée permettant à l'armée française d'échapper à l'encerclement par la 1re armée allemande. La bataille de Mons donne naissance à la légende des anges de Mons ayant inspiré l'héroïsme des Britanniques lors de cette bataille.
En février 1916, se déroule dans la salle des redoutes du Théâtre Royal, le Grand procès de Mons. Le Feldgericht allemand y siège pour juger trente-neuf prévenus dans le cadre de leur participation à un réseau d'espionnage ferroviaire initié par Victor Ernest fin 1914. Neuf personnes sont condamnées à mort, sept d'entre elles sont exécutées sur la plaine de Casteau à Masnuy-Saint-Jean. Parmi les condamnés à mort, une jeune fille, Herminie Vaneukem, est graciée,,.
Le 10 novembre 1918, Arthur Currie, commandant du corps expéditionnaire canadien, ordonne au corps d'armée canadien d'attaquer Mons, malgré les rumeurs d'armistice. Mons est libérée dans la matinée du 11 novembre ; il y a 280 victimes au corps canadien.
Lors de la Seconde Guerre mondiale, une grande partie des Archives de l'État à Mons sont détruites par des bombardements le 14 mai et l'armée allemande fait son entrée dans la ville le 19 mai 1940. Ce n'est que le 2 septembre 1944 que la 3e division blindée libère la ville sans résistance : Mons est l'une des premières villes de Belgique à être libérée.
Lors du dénouement de la Question royale en 1950, Léo Collard, député et échevin de Mons, déclare le 18 juillet que la Wallonie est menacée « d'un mouvement incontrôlable et irrationnel de nature morale et psychologique ». C'est à Mons qu'ont lieu les premiers attentats à l'explosif: le 21 à hauteur du Waux-Hall ainsi que sur la ligne vicinale Mons-Charleroi. Le 29, 10 000 manifestants défilent.
En 1967, le SHAPE (Quartier général de l’OTAN), quittant Rocquencourt (France), s'installe à Casteau.
À partir des années 1970, Mons est en mutation. Il y a tout d'abord l'étape importante des fusions de communes de 1972 (fusion avec Cuesmes, Ghlin, Hyon, Nimy, Obourg avec des parties de Baudour et de Jemappes) et de 1977 (fusion avec Ciply, Harmignies, Harveng, Havré, Jemappes, Maisières, Mesvin, Nouvelles, Saint-Symphorien, Spiennes, Villers-Saint-Ghislain ainsi que des parties de Ville-sur-Haine, de Masnuy-Saint-Jean et de Casteau à l'emplacement du SHAPE). Les fusions permettent à la ville d'atteindre une taille critique en multipliant par trois sa population.

#### Reconversion urbaine (depuis les années 1970)
La crise houillère et sidérurgique laisse pour des décennies d'immenses friches industrielles. Un mouvement de rénovation urbaine se met en place dès les années 1970, en se poursuivant dans les années 1980 : le but est de mettre en avant les richesses culturelles et patrimoniales de la ville. Conçue à l'origine comme une place forte et donc fermée, la ville est maintenant ouverte au tourisme et au commerce.
Le 9 février 2010, la ville de Mons a été désignée à l'unanimité par les membres du jury (composée de six Belges et sept européens non-Belges) pour être Capitale Européenne de la Culture en 2015. La ville a profité de cette occasion pour poursuivre la rénovation urbaine, et améliorer l'offre muséale, culturelle et hôtelière.

## Armoiries
Les armes de Mons se blasonnent ainsi : De gueules, à une ville d’argent posée sur une terrasse isolée de sinople, à quatre tourelles, un guidon d’or issant des deux intérieures, un globe impérial surmonté d’une croix du même issant des deux extérieures ; la ville ouverte du champ, un chien lionné d’argent de garde sous une herse du même ; la porte surmontée d’un écu écartelé aux I et IV d’or au lion de sable armé et lampassé de gueules, aux II et III d’or au lion de gueules armé et lampassé d’azur, qui est du Hainaut.

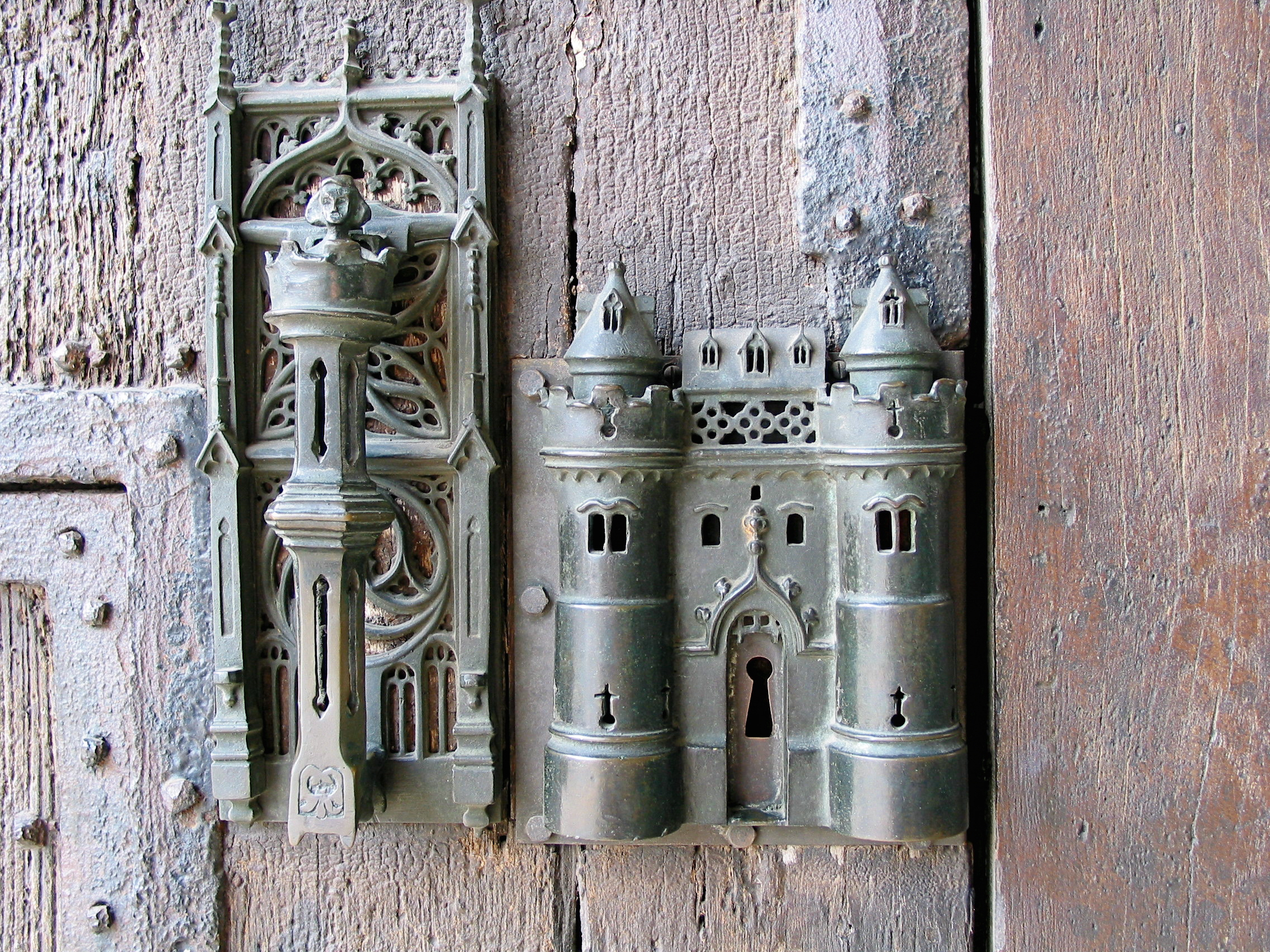
La serrure de l'Hôtel de Ville

Ce sont ces armoiries qui ont inspiré la serrure d’art de l’hôtel de ville, dont on peut voir une copie vandalisée (il y manque le chien) sur la porte principale. La serrure originale se trouve au musée de la vie montoise ou Maison Jean Lescarts.
Deux autres symboles sont souvent utilisés pour figurer la cité : le Singe du grand’garde, qui se trouve sur la façade de l’hôtel de ville de Mons ou le dragon du « Lumeçon », combat traditionnel de la Ducasse qui se déroule le dimanche de la Trinité.

## Population et statistiques de la société

### Démographie
Au 1er janvier 2024 la commune de Mons a une population totale de 96 358 habitants. En 2023, la ville de Mons était la douzième commune la plus peuplée de Belgique
La ville a perdu beaucoup d'habitants dans les années 1980, mais l'ampleur du déclin s'est atténuée ensuite. Cette chute démographique des années 1980 s’intégrait dans une tendance nationale qui voyait la population des villes décroître au profit des régions plus rurales. La tendance s'est inversée dès les années 1990 car la ville revit grâce à la restauration en profondeur du cœur historique de ces dernières années. Une partie non négligeable de la population est constituée d'étudiants qui ne logent sur place que pendant les jours de la semaine dans des « kots ». Ces derniers sont environ 3 200, mais ne sont pas domiciliés à Mons et ne figurent donc pas dans le registre de la population de la ville. Comme dans beaucoup de pays occidentaux, la ville est confrontée à un léger vieillissement de population. Cela s'explique par la diminution de la natalité qui ne renouvelle pas la population née durant l’après-guerre.
La majorité (41 %) de la population étrangère de Mons en 2003 était de nationalité italienne. Cette frange de la population est en grande partie constituée des immigrés italiens et de leurs descendants venus travailler dans les mines du Borinage. La population d'origine française arrive en seconde position : la proximité de Mons avec la France (moins de 10 km) explique facilement cette présence. En troisième position arrivent les Américains : ils représentent 8 % de la population étrangère. La présence sur le territoire de la commune du centre de commandement militaire des forces de l'OTAN, le SHAPE, mais également la proximité de la base militaire de Chièvres, appartenant à l'armée de l’air des États-Unis, sont à l'origine de cette présence américaine. Chacune des autres nationalités représente moins de 5 % de la totalité de la population étrangère.
La zone d'influence régionale de la ville de Mons englobe une population de près de 260 000 personnes, tandis que les autorités parlent d'une zone d'influence de 390 000 personnes, évoquant même le chiffre de 1 390 000 dans une zone d'influence à 30 minutes, incluant Valenciennes et Maubeuge.

### Démographie: Avant la fusion des communes
- Source: DGS recensements population

### Démographie: Commune fusionnée
En tenant compte des anciennes communes entraînées dans la fusion de communes de 1972 et 1977, on peut dresser l'évolution suivante
Les chiffres des années 1831 à 1970 tiennent compte des chiffres des anciennes communes fusionnées.
- Source : DGS, de 1831 à 1981=recensements population; à partir de 1990 = nombre d'habitants chaque 1er janvier
- 1972 : fusion avec Cuesmes, Ghlin, Hyon, Nimy et Obourg ainsi que des parties de Baudour et Jemappes
- 1977 : fusion avec Ciply, Harmignies, Harveng, Havré, Jemappes, Maisières, Mesvin, Nouvelles, Saint-Symphorien, Spiennes et Villers-Saint-Ghislain ainsi que des parties de Casteau, Masnuy-Saint-Jean et Ville-sur-Haine

### Cultes

#### Culte catholique
Les différentes églises de la ville de Mons et des anciennes communes fusionnées sont gérées par trois  Unité Pastorales différentes, qui dépendent du Diocèse de Tournai.
Les paroisses de la ville de Mons et des villages de Hyon et de Ghlin font partie de l'Unité Pastorale Nouvelle (UPN) de Mons, sous le patronage de Sainte-Waudru. Cette UPN est composée de huit lieux de culte :
- la Collégiale Sainte-Waudru
- l'église Sainte-Elisabeth
- l'église Saint-Nicolas
- la chapelle d'Epinlieu (qui dépend de Saint-Nicolas)
- l'église Notre-Dame de Messines (anciennement Saint-Nicolas-en-Bertaymont)
- l'église du Sacré-Cœur
- l'église Saint-Martin à Ghlin
- l'église Saint-Martin à Hyon

Les anciennes paroisses de Cuesmes, Jemappes et Flénu dépendent de l'Unité Pastorale Marie Porte du Ciel.
A cela s'ajoute l'Unité Pastorale Saint-François Mons-Est, dont dépendent les autres lieux de cultes (toutes les anciennes communes sauf Hyon, Ghlin, Jemappes, Cuesmes et Flénu).

#### Culte musulman
On estime à 5 000 personnes le nombre de musulmans à Mons, soit environ 5,3 % de la population.
La mosquée An-Noor (La Lumière), mosquée du centre-ville, a ouvert ses portes en 2006 et est depuis 2015 reconnue officiellement par l'État fédéral.
Il existe d'autres mosquées sur le territoire communal comme Fatîh Camii (Diyanet) à Cuesmes, Al Fath à Flénu ou Al Imane à Cuesmes.

#### Culte antoiniste
Un temple du culte antoiniste, présentant une architecture de style néo-roman et dédicacé le 30 septembre 1956, est situé 143 rue du Général de Gaulle.

### Niveaux de connaissance
Le niveau des connaissances en Communauté française, où se situe la ville de Mons, est plus faible que sur l'ensemble du pays. Le tableau ci-dessous compare les scores moyens des connaissances entre le niveau national et le niveau francophone.
| Branche                 | Mons | Communauté française | Belgique |
| ----------------------- | ---- | -------------------- | -------- |
| Mathématiques           | ?    | 498                  | 533      |
| Sciences                | ?    | 479                  | 509      |
| Résolution de problèmes | ?    | 492                  | 524      |
| Lecture                 | ?    | 456                  | 489      |

On constate dans le tableau ci-dessous que la proportion des revenus faibles est plus importante dans la région de Mons que dans toute la Belgique. À l’opposé, le nombre de personnes ayant des revenus importants est plus faible que pour la moyenne nationale. Cela indique que les revenus des habitants de la région sont inférieurs à la moyenne nationale. L'inadaptation des connaissances des demandeurs d'emploi par rapport aux demandes des entreprises semble constituer un grave problème pour l'emploi.
| Revenu                         | Mons   | Belgique |
| ------------------------------ | ------ | -------- |
| <10 000 euros                  | 20,9 % | 18,2 %   |
| >10 000 euros et <20 000 euros | 41,2 % | 35,7 %   |
| >20 000 euros et <30 000 euros | 18,6 % | 20,9 %   |
| >30 000 euros et <40 000 euros | 8,5 %  | 10,2 %   |
| >40 000 euros et <50 000 euros | 4,7 %  | 6,1 %    |
| >50 000 euros                  | 6,1 %  | 8,9 %    |

### Criminalité
Entre 1993 et 2001 a sévi un assassin non identifié de plusieurs femmes dans la région de Mons : le dépeceur de Mons.
En 2006, 40 156 faits criminels ont été relevés sur l'arrondissement judiciaire de Mons qui compte une population d'environ 420 000 habitants. Cela représente un taux de criminalité (nombre de faits par habitant) de 9,5 % en 2006. Cette valeur est légèrement inférieure à la moyenne de la province de Hainaut (10,1 %), est égale à la moyenne de la Région wallonne et légèrement supérieure à la moyenne belge (9,3 %).
La « zone de police de Mons-Quévy » est compétente dans la commune de Mons, ainsi que celle de Quévy.

## Société, économie et transport

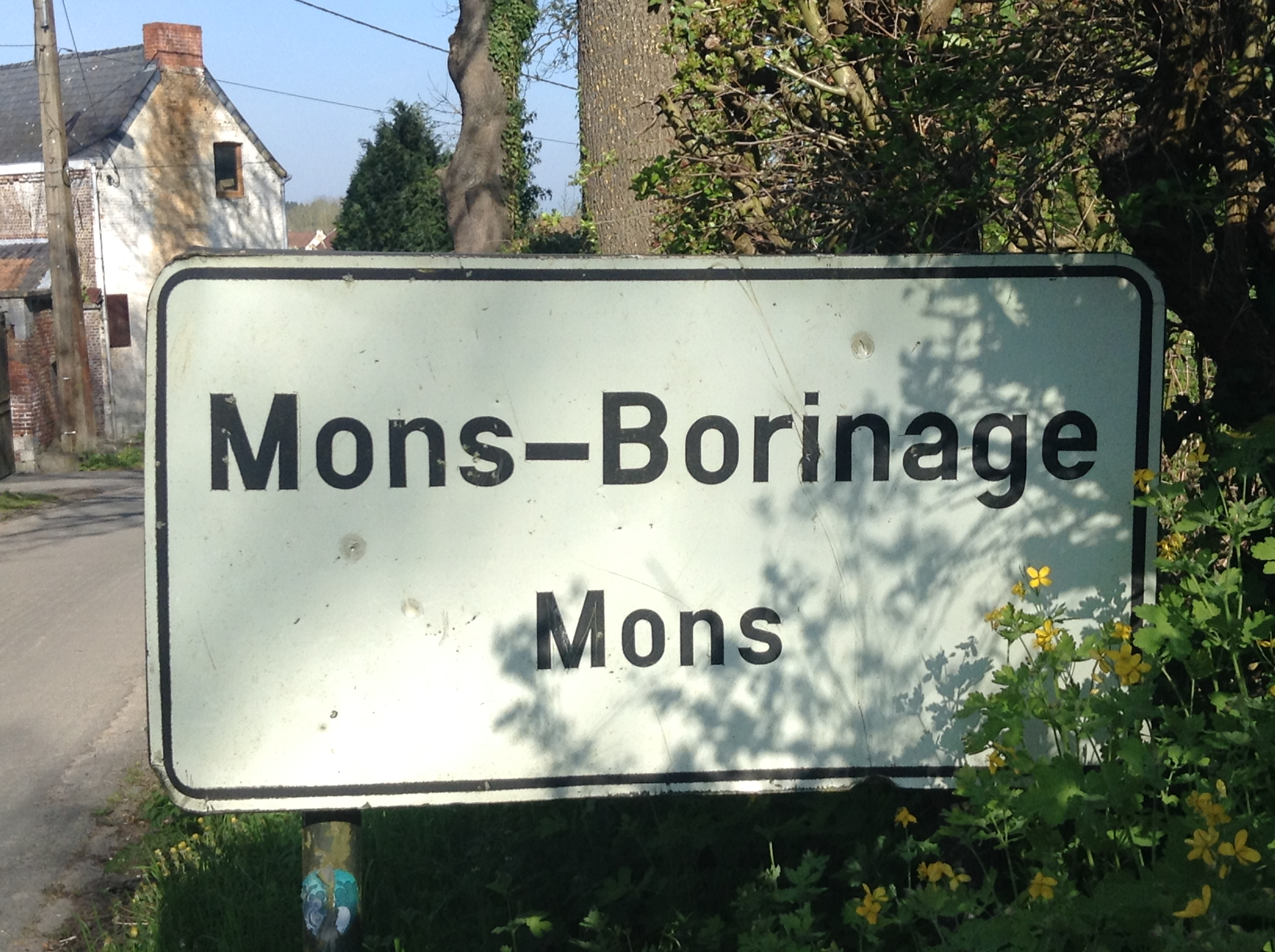
Panneau de signalisation situé à l'entrée d'Hyon.

Mons, chef-lieu du Hainaut, est un centre administratif et juridique. Principale ville de l'entité Mons-Borinage, elle s'affirme en centre tertiaire, avec ses multiples équipements de transports pour la route, les canaux et le chemin de fer électrifié, ses entrepôts et centres commerciaux, son université, son centre de recherche nucléaire.
L'industrie en banlieue ouest s'est concentrée, en particulier dans le parc industriel Ghlin-Baudour pour les secteurs du papier-carton, des profilés aluminium, du caoutchouc et de la brasserie.
Le domaine de la défense militaire internationale est représenté depuis l'installation du quartier général de l'OTAN à Casteau.

### Transports

#### Réseau routier

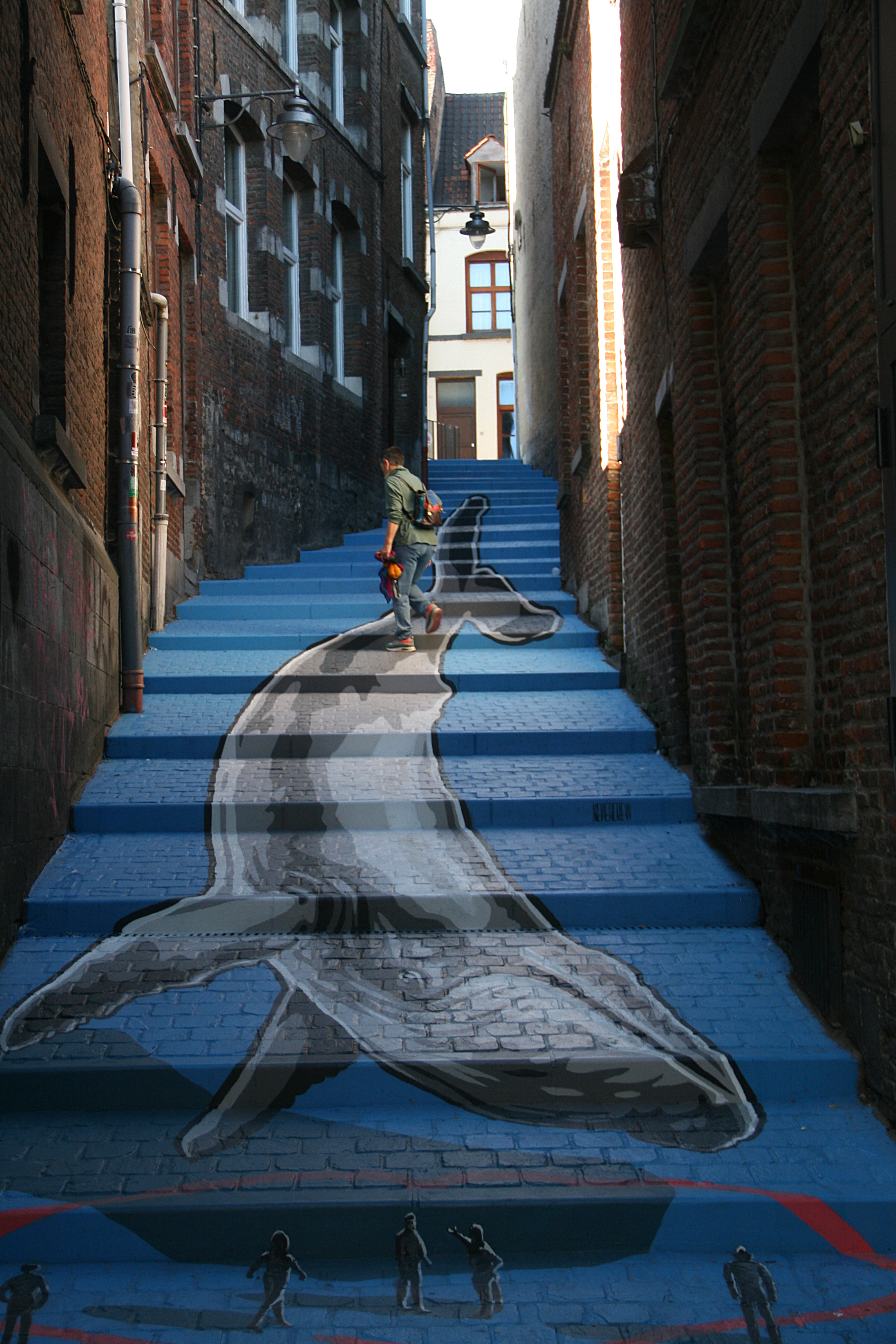
"Street art" dans une rue étroite.

Mons est desservie par l'autoroute de Wallonie menant à Liège et par l'autoroute de Bruxelles, qui mène à Paris et au nord de la France. La ville bénéficie d’un réseau autoroutier très dense. Se rendre à Mons en voiture est assez simple par autoroute, mais circuler dans la ville l'est beaucoup moins. Comme dans toutes les villes anciennes, le centre historique est composé d'un réseau de rues étroites, non prévu pour la circulation automobile actuelle. De ce fait, presque toutes les rues sont à sens unique et il n'est pas aisé d'y trouver un emplacement libre pour garer un véhicule. La ville dispose néanmoins de deux parkings couverts payants dans le centre-ville ainsi que de nombreux parkings gratuits.

#### Réseau ferré
La gare de Mons (SNCB) est une gare ferroviaire de la Société nationale des chemins de fer belges (SNCB), desservie par le service Ouigo Train Classique (OTC), des trains InterCity (IC), Omnibus (L) et Heure de Pointe (P). 
Le bâtiment de 1952 situé place Léopold a été démoli en 2013 et a été remplacé progressivement par une nouvelle gare conçue par l'architecte Santiago Calatrava. Initialement prévue pour 2015, elle est finalement mise en service le 18 décembre 2024, puis est inaugurée le 31 janvier 2025 dans le cadre du festival « Mons en Lumières ».
La ville de Mons possède également une gare SNCB à Jemappes, ainsi que des arrêts à Nimy, Havré, Ghlin et Obourg.

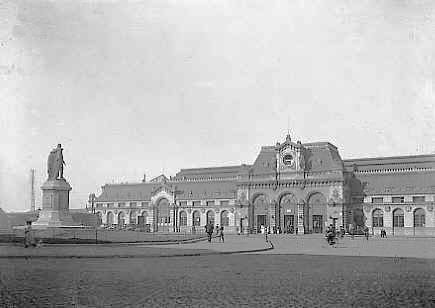
La gare de 1930.
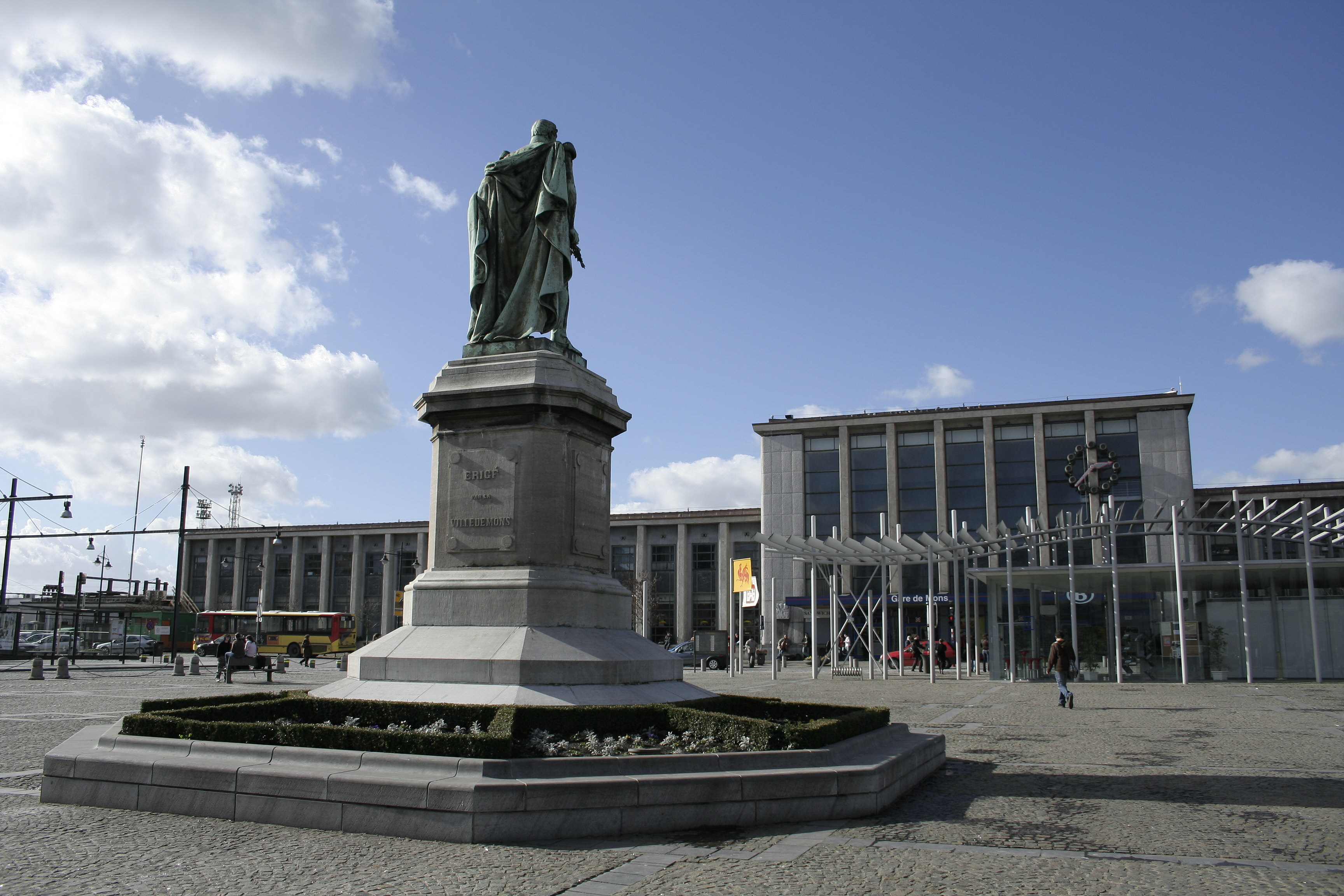
La gare de 1952, quelques années avant sa démolition.
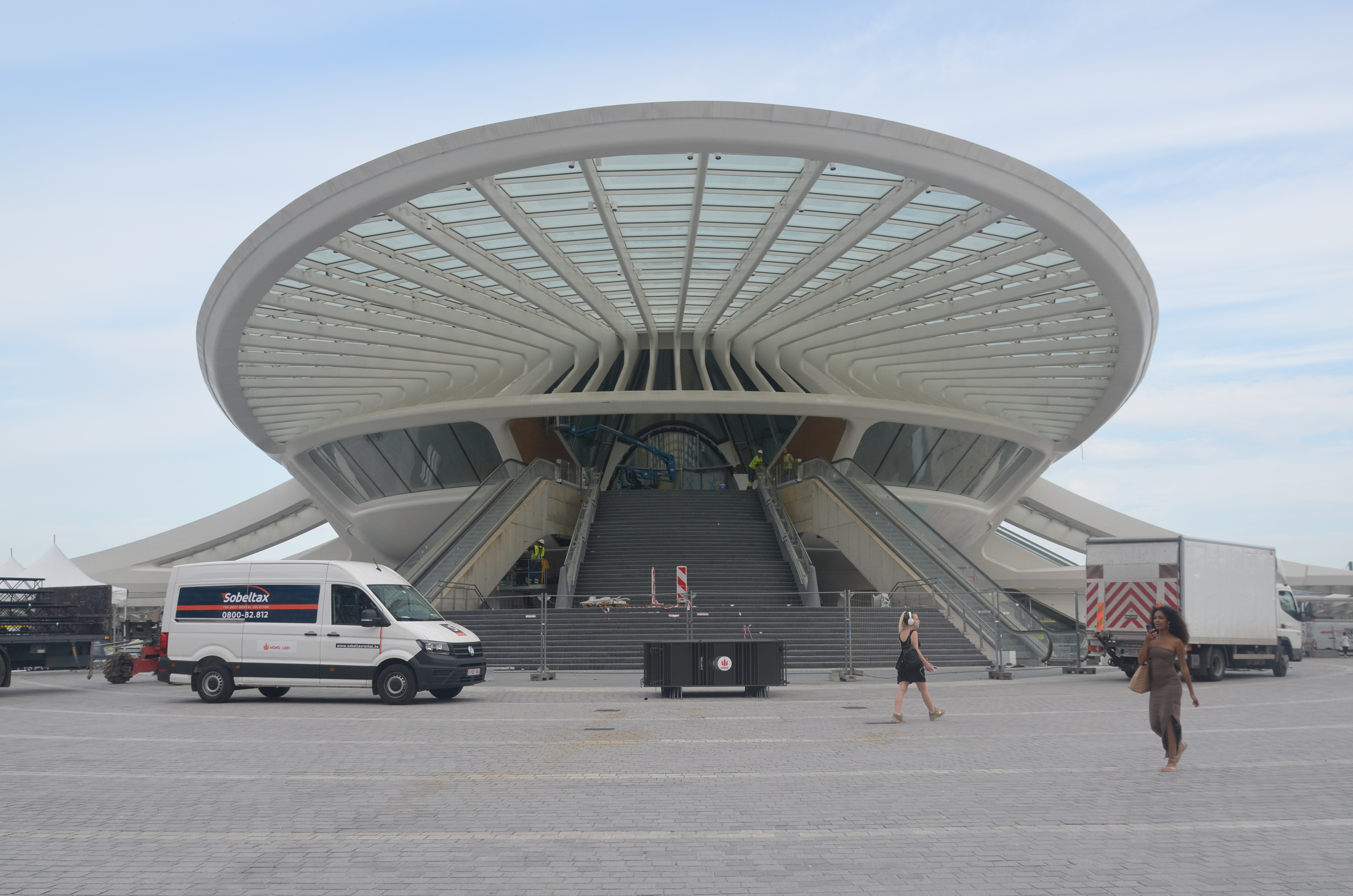
La gare de 2024

#### Bus
La ville a mis au point avec le TEC Hainaut (la société publique wallonne de transport par autobus) un réseau de navettes intérieures nommé Intramuros qui parcourt Mons suivant deux itinéraires (City R et City O). D'autres bus circulent également dans la ville, qui partent de la place Léopold ou de la gare provisoire, reliant Mons à l'ensemble de la région.

#### Autres modes de transport
Mons est situé entre les aéroports civils internationaux de Bruxelles, de Lille et de Charleroi. Il est possible de s’y rendre par voie maritime grâce au port du Grand Large, un plan d'eau artificiel qui constitue une extension du canal Nimy-Blaton-Péronnes qu'il relie au canal du Centre. Son gabarit est de 1 350 tonnes.

### Économie

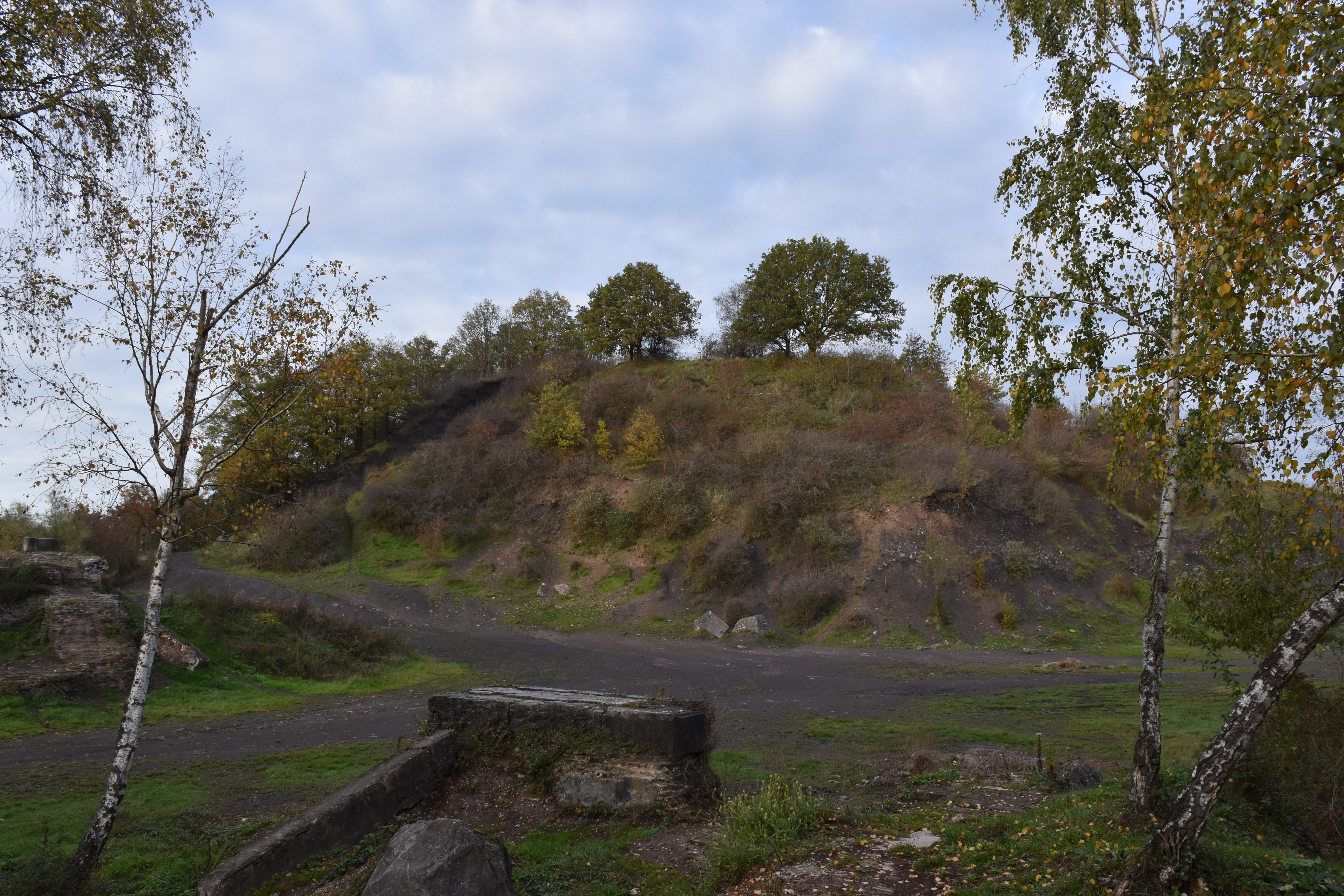
Le terril de Ciply, témoin du passé charbonnier de Mons.

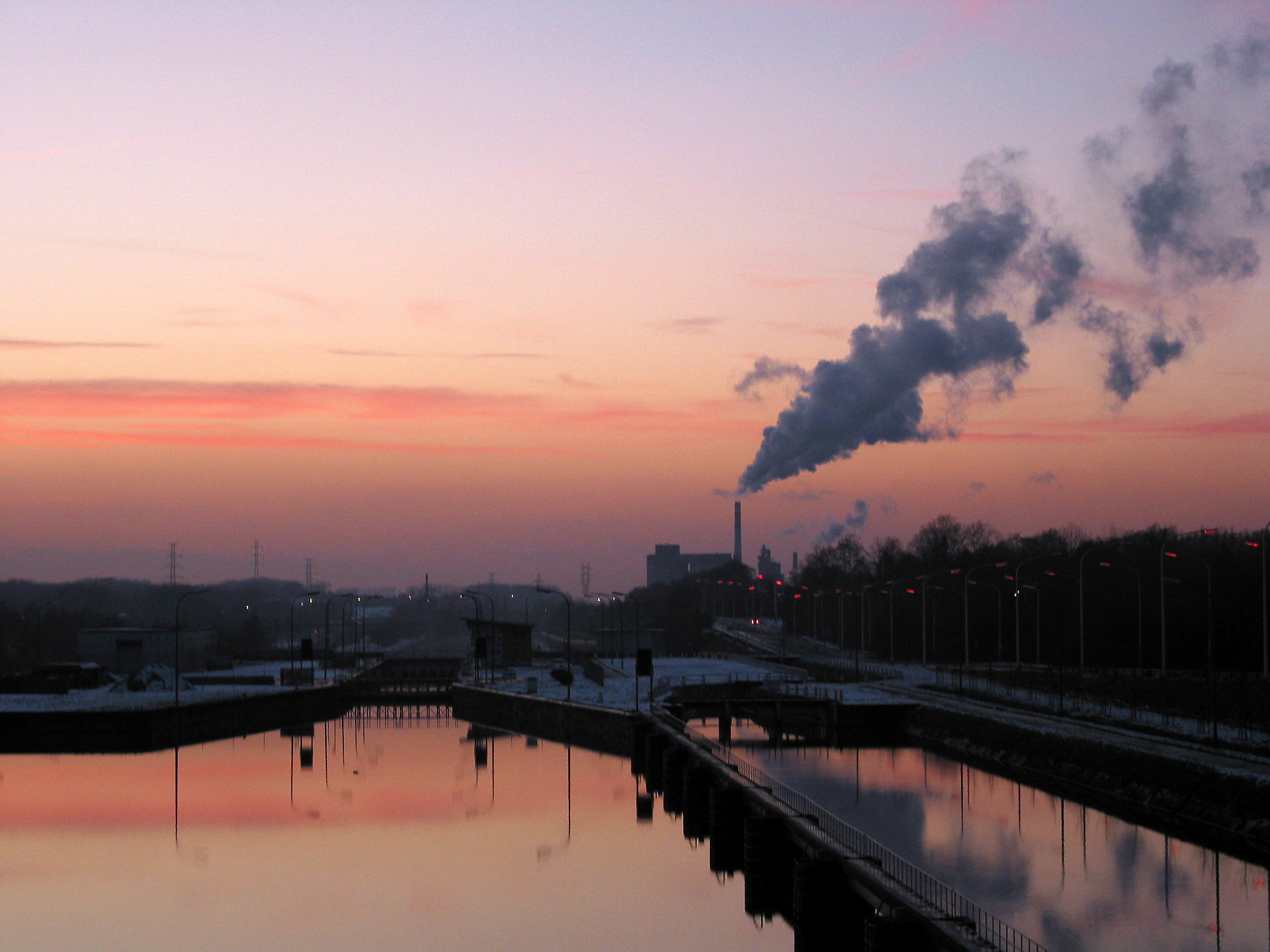
Cimenterie d'Obourg au couchant.

En 1850, l'historien géographe français Malte-Brun décrivait la région de Mons-Borinage comme étant dotée d'une puissance industrielle calculée en chevaux-vapeur supérieure à celle de toute la France, ceci en raison du nombre de charbonnages et des moteurs de traction qui équipaient les puits d'extraction.
Sur le territoire de Mons, la Faïencerie de Nimy a longtemps été un fleuron de la production de faïence hennuyère (de 1789 à 1951).
L'économie montoise est sinistrée depuis la fermeture des charbonnages qui faisaient de Mons-Borinage une des régions les plus prospères dans l'entre-deux-guerres, bien que les ouvriers vivaient souvent dans des conditions très précaires. Depuis lors, le chômage structurel augmente et le taux d'emploi n'est qu'artificiellement maintenu par des emplois dans la fonction publique. On constate que depuis la fin des années 1990 le nombre d’entreprises créées ne permet pas de compenser le nombre de faillites. Les conséquences sont le taux important de chômage et le niveau de revenu moyen par habitant inférieur de 10 % par rapport à la moyenne belge.
Le taux de chômage était de 28 % en 2005 (12 % pour la Belgique). Le taux de chômage à Mons était, en août 2008, de 20,75 %.
La répartition de l'emploi par secteurs économiques (2002) était de 1,57 % dans le secteur primaire, 8,32 % dans le secteur secondaire et 90,1 % dans le secteur tertiaire. Les services publics représentent par ailleurs 19,9 % dans l’arrondissement de Mons alors que la moyenne belge se limite à 10,8 %.
Le PIB du Hainaut équivaut seulement à 68 % du PIB moyen européen, ce qui vaut à la province des subsides européens (Objectif 1) pour atténuer son retard économique. Ces fonds ont permis la création du parc scientifique Initialis et la fondation des centres de recherche Materia Nova et Multitel. Microsoft a également décidé d'installer un centre de recherche dans ce parc scientifique. La ville a également affecté une partie de ces fonds à la rénovation de la Grand-Place afin de favoriser son développement touristique.
La politique dite du « zoning » qui consiste à rassembler les industries sur quelques sites biens dotés en infrastructures routières et fluviales n'a pas permis d’endiguer le chômage. Néanmoins, le « zoning de Ghlin-Baudour» accueille un grand nombre d’entreprises. Celles-ci sont attirées par les moyens de transports locaux (autoroutes, canaux appartenant à la liaison entre le port maritime de Dunkerque en France et la vallée industrielle de la Ruhr en Allemagne) et par le caractère bon marché des terrains. La firme Google a par ailleurs décidé d'installer dans ce zoning un tout nouveau centre de traitement des données.
| Nom                     | Commune | Secteur             |
| ----------------------- | ------- | ------------------- |
| AkzoNobel               | Ghlin   | Chimie              |
| Air liquide             | Ghlin   | Chimie              |
| AW Europe               | Ghlin   | Automobile          |
| La manufacture du verre | Ghlin   | Verrerie            |
| NGK Ceramics Europe     | Ghlin   | Produits céramiques |
| Ciments d'Obourg        | Obourg  | Cimenterie          |
| Google                  | Ghlin   | Internet            |
| H&M                     | Ghlin   | Textile             |

La part du secteur tertiaire (services) atteint plus de 90 % du total de l'emploi. Alors que le secteur primaire représente moins de 2 %. La part des emplois privés est également assurée par les activités commerciales du centre-ville et du complexe des Grands Prés. En plus de sa galerie commerçante, l'espace des Grands-Prés comporte le complexe cinématographique Imagix, un nouveau hall d'exposition du nom de Lotto Mons Expo et des entreprises à fortes valeurs ajoutées dans son parc scientifique Initialis. La ville ambitionne de faire de cet espace un zoning industriel important et d'en faire le centre de gravité économique de la ville, situé pour le moment plutôt dans le vieux centre-ville.

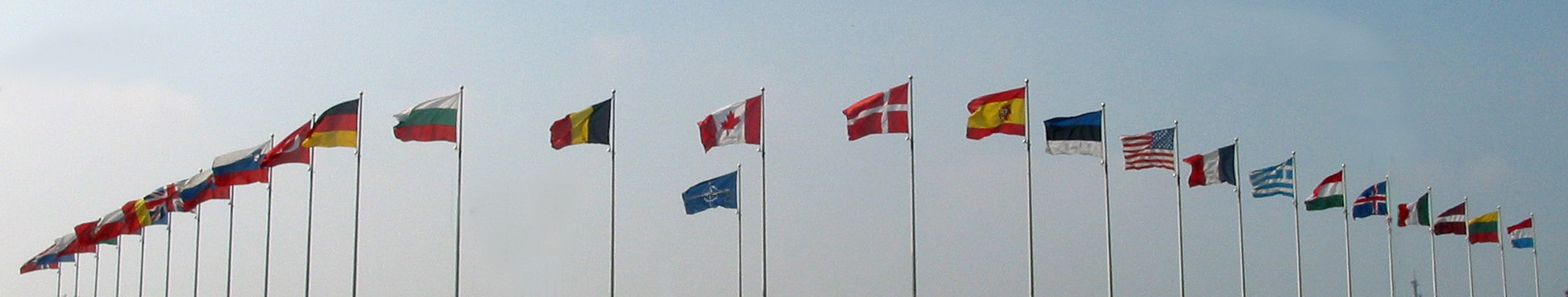
Drapeaux des pays membres de l'OTAN flottant sous le vent juste à l'entrée du SHAPE à Maisières (Photo 2006).

La présence du SHAPE depuis 1967 stimule également l'économie locale, mais au détriment du prix des loyers, alors que les militaires en poste effectuent de nombreux achats importants hors taxes dans le centre commercial interne au SHAPE.
Le nombre actuel de touristes avoisine environ les 250 000 personnes par an et est en constante augmentation depuis 10 ans. L’origine des touristes à Mons montre qu’il s'agit d’un tourisme de proximité(29 % de Belges néerlandophones, 27 % de Belges francophones, 12 % d'Anglo-saxons, 12 % de Français, 10 % de Néerlandais, 5 % d'Allemands et 5 % autres).
En résumé, l'économie de Mons est axée sur :
- le secteur public (niveaux communal, provincial, régional et fédéral) ;
- des zonings (zones d'activités) pour entreprises privées ;
- le développement du commerce (secteur tertiaire en général) ;
- le tourisme[95].

### Enseignement
Mons est une ville universitaire. La plus ancienne des universités de la ville est la Faculté polytechnique de Mons qui a été fondée en 1836 sous le nom d'École des Mines. L'École supérieure commerciale et consulaire est transférée à Mons, sur la Grand-Place, en 1899. Il s'agit actuellement de l'UCLouvain FUCaM Mons, implantation de l'université catholique de Louvain. L'Institut commercial des industriels du Hainaut, fondé en 1899 par Raoul Warocqué entre autres, est à l'origine de l'Université de Mons-Hainaut. Cette dernière a reçu le statut universitaire en 1965, tout comme les FUCaM. Au 1er janvier 2008, l'École d'interprètes internationaux jusque-là indépendante est devenue une faculté à part entière de l'UMH. Le 1er octobre 2009, la Faculté polytechnique de Mons et l'Université de Mons-Hainaut ont fusionné pour donner naissance à une seule université publique, appelée simplement Université de Mons.
La ville compte également plus de 50 écoles primaires et/ou maternelles, 16 écoles d'enseignement secondaire et 14 écoles d'enseignement supérieur.
La bibliothèque de l'Université de Mons, qui a fêté son bicentenaire en 1997, possède 715 000 ouvrages. Parmi ceux-ci, 450 manuscrits, l'un d'eux datant du Xe siècle, et 140 incunables, dont un exemplaire de la Bible de Gutenberg.

### Sports

#### Salles de sport
Mons compte également plusieurs salles de sport privées, une salle d'escalade (Face Nord).

#### Football
Le RAEC Mons, un club de football étant relégué en division 2 de son dépôt de bilan lors de l'année 2015, qui, le 23 juin 2020, annonce un projet de renaissance. Ils évoluent actuellement en Division 1 ACFF au Stade Charles-Tondreau.

#### Basket-ball
L'Union Mons-Hainaut, club de basketball de première division est basé à la Mons Arena (3 700 places assises).

#### Natation
En ce qui concerne l'offre au niveau des piscines, Mons possède, après la fermeture de la piscine de Flénu pour cause de vétusté, deux piscines communales, une à Cuesmes, et l'autre, inaugurée le 18 mars 2011 au Grand Large.

#### Cyclisme
Chaque année, le club des Dragons Audax Mons organise une randonnée cyclo-touriste Mons-Chimay-Mons.

### Tourisme

#### Le Grand-Large

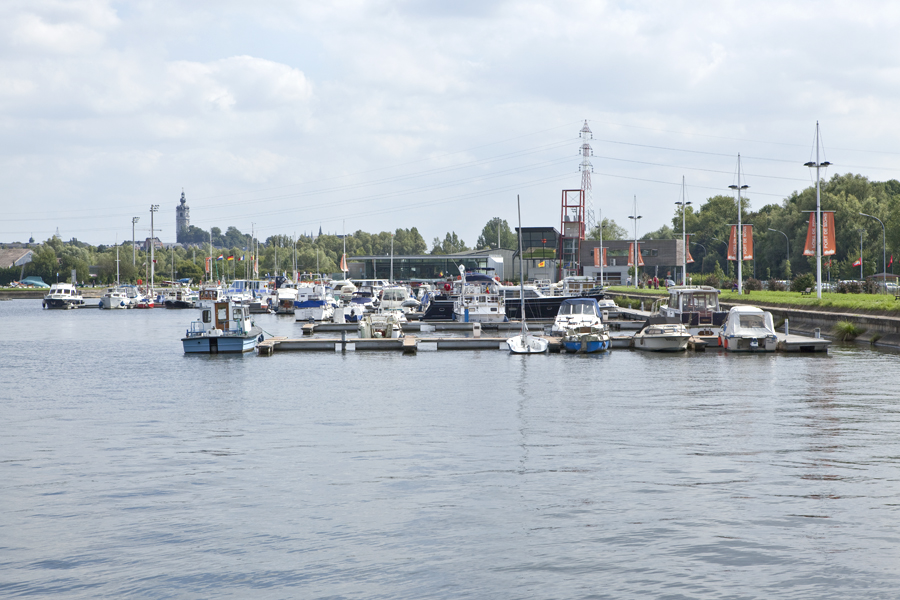
Le port de plaisance.

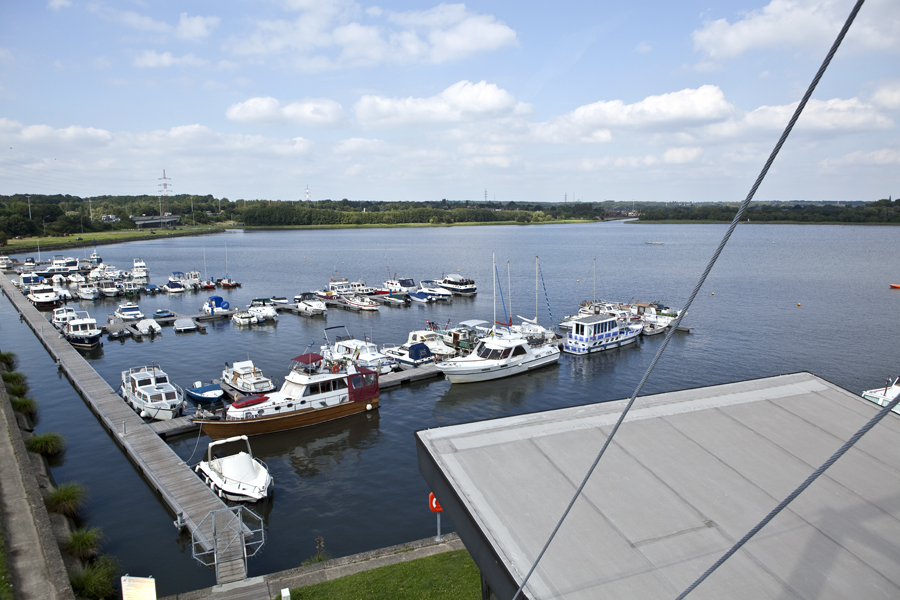
Le port de plaisance vu de la capitainerie.

Mons dispose d'un port de plaisance au Grand-Large, équipé de 157 anneaux et d'une capitainerie moderne opérationnelle sept jours sur sept de 9 h à 18 h 30. Le Royal Club nautique Mons-Borinage (RCNMB) y organise ses activités. On peut y suivre des cours de navigation et y obtenir les brevets nécessaires à la navigation sur les cours d'eau belges. Le Grand-Large est une extension du canal Nimy-Blaton-Péronnes qu'il relie au canal du Centre, à proximité de l'autoroute E19 reliant Bruxelles à Paris.

## Administration municipale et politique

### Élections communales de 2018
|       |             |        |       |       |         |     |
| Parti | Parti       | Voix   | %     | +/-   | Sièges  | +/- |
|       | PS          | 22 735 | 44,25 | 10,91 | 23 / 45 | 6   |
|       | MR          | 11 043 | 21,49 | 3,59  | 11 / 45 | 3   |
|       | Ecolo       | 6 566  | 12,78 | 3,96  | 6 / 45  | 3   |
|       | PTB         | 4 365  | 8,50  | 4,89  | 3 / 45  | 2   |
|       | Agora - cdH | 3 243  | 6,31  | 2,41  | 2 / 45  | 1   |
|       | PP          | 1 036  | 2,02  | Nv.   | 0 / 45  | 0   |
|       | DéFI        | 950    | 1,85  | Nv.   | 0 / 45  | 0   |
|       | Autres      | 1 438  | 2,80  |       | 0 / 45  | 0   |
| Total | Total       | 51 376 | 100   |       | 45      | 0   |

### Vie politique
La vie politique montoise est marquée depuis le milieu des années 1950 par la prédominance du Parti socialiste. La puissance de ce parti de gauche, renforcée par les électeurs des communes du Borinage fusionnées à partir de 1972, s'enracine dans son histoire sociale et économique comme pour la plupart des autres grandes villes wallonnes. Il arrive que l'on explique son maintien au pouvoir par les conditions économiques moroses de la région depuis la fermeture des charbonnages dans les années 1950 et 1960.
Ces dernières années, la ville a pu profiter de la notoriété de son (ancien) bourgmestre Elio Di Rupo qui a été ministre-président du gouvernement wallon, puis Premier ministre de Belgique de 2011 à 2014.
Le Parti socialiste, malgré la majorité absolue dont il dispose, partage le pouvoir de 2000 à avril 2016 avec le Mouvement réformateur, un parti de droite.  Ensuite, le PS s'allie avec le CdH un parti centriste.
Après les élections communales de 2018, le PS forme une coalition avec Ecolo.
À la suite des élections communales de 2024, le PS forme une coalition avec le PTB et Ecolo, une première pour une commune de Wallonie.
| Résultats des élections de 1994 | Résultats des élections de 1994 | Résultats des élections de 1994 | Résultats des élections de 2000 | Résultats des élections de 2000 | Résultats des élections de 2000 | Résultats des élections de 2006 | Résultats des élections de 2006 | Résultats des élections de 2006 | Résultats des élections de 2012 | Résultats des élections de 2012 | Résultats des élections de 2012 | Résultats des élections de 2018 | Résultats des élections de 2018 | Résultats des élections de 2018 | Résultats des élections de 2024 | Résultats des élections de 2024 | Résultats des élections de 2024 |
| ------------------------------- | ------------------------------- | ------------------------------- | ------------------------------- | ------------------------------- | ------------------------------- | ------------------------------- | ------------------------------- | ------------------------------- | ------------------------------- | ------------------------------- | ------------------------------- | ------------------------------- | ------------------------------- | ------------------------------- | ------------------------------- | ------------------------------- | ------------------------------- |
| Parti                           | Voix                            | Sièges (sur 45)                 | Parti                           | Voix                            | Sièges (sur 45)                 | Parti                           | Voix                            | Sièges (sur 45)                 | Parti                           | Voix                            | Sièges (sur 45)                 | Parti                           | Voix                            | Sièges (sur 45)                 | Parti                           | Voix                            | Sièges (sur 45)                 |
| PS                              | 18 693 (37,37 %)                | 20                              | PS                              | 31 420 (61,35 %)                | 30                              | PS                              | 27 088 (51,55 %)                | 27                              | PS                              | 28 066 (55,16 %)                | 29                              | PS                              | 22 735 (44,25 %)                | 23                              | Liste du Bourgmestre            | 22 436 (44,64%)                 | 22                              |
| PSC                             | 10 609 (21,21 %)                | 10                              | PRL-MCC                         | 8 079 (15,77 %)                 | 7                               | MR                              | 8 694 (16,55 %)                 | 7                               | MR                              | 9 106 (17,90 %)                 | 8                               | Mons en Mieux !                 | 11 043 (21,49 %)                | 11                              | Mons en Mieux !                 | 14 435 (28,72 %)                | 14                              |
| MDL                             | 7 223 (14,44 %)                 | 7                               | PSC                             | 5 280 (10,31 %)                 | 4                               | cdH                             | 6 157 (11,72 %)                 | 5                               | Ecolo                           | 4 490 (8,82 %)                  | 3                               | Ecolo                           | 6 566 (12,78 %)                 | 6                               | PTB+                            | 4 675 (9,30 %)                  | 4                               |
| Ecolo                           | 5 034 (10,06 %)                 | 4                               | Ecolo                           | 5 051 (9,86 %)                  | 4                               | Ecolo                           | 4 547 (8,65 %)                  | 3                               | cdH                             | 4 437 (8,72 %)                  | 3                               | PTB+                            | 4 365 (8,50 %)                  | 3                               | Les Engagés                     | 4 499 (8,95 %)                  | 3                               |
| FN                              | 3 518 (7,03 %)                  | 2                               | Bloc-W                          | 872 (1,7 %)                     | 0                               | FN                              | 4 400 (8,37 %)                  | 3                               | Citoyen                         | 2 197 (4,32 %)                  | 1                               | AGORA - cdH                     | 3 243 (6,31 %)                  | 2                               | Ecolo                           | 3 461 (6,89 %)                  | 2                               |
| ARL                             | 2 839 (5,67 %)                  | 2                               |                                 |                                 |                                 |                                 |                                 |                                 | PTB+                            | 1 835 (3,61 %)                  | 1                               | Citoyens                        | 726 (1,41 %)                    | 0                               |                                 |                                 |                                 |

| Collège communal 2024 | Collège communal 2024 | Collège communal 2024     |
| --------------------- | --------------------- | ------------------------- |
| Bourgmestre           | Nicolas Martin        | PS - Liste du Bourgmestre |
| 1er Échevin           | Maxime Pourtois       | PS - Liste du Bourgmestre |
| 2e Échevine           | Céline De Bruyn       | PTB                       |
| 3e Échevine           | Charlotte De Jaer     | Ecolo                     |
| 4e Échevine           | Catherine Houdart     | PS - Liste du Bourgmestre |
| 5e Échevin            | Achile Sakas          | PS - Liste du Bourgmestre |
| 6e Échevine           | Argyro Gyparakis      | Liste du Bourgmestre      |
| 7e Échevin            | Massimo Falasca       | Liste du Bourgmestre      |
| Présidente du CPAS    | Natacha Vandenberghe  | Liste du Bourgmestre      |

### Liste des bourgmestres depuis 1800
| Bourgmestres               | Mandat    | Parti               |
| -------------------------- | --------- | ------------------- |
| Constant Duval de Beaulieu | 1800-1815 | -                   |
| Edmond Dupré               | 1815-1827 | -                   |
| Théodore Tahon de La Motte | 1827-1836 | Parti libéral (PLP) |
| Dominique Siraut           | 1836-1848 | Parti libéral (PLP) |
| Désiré Dethuin             | 1849-1866 | Parti libéral (PLP) |
| François Dolez             | 1866-1879 | Parti libéral (PLP) |
| Arthur Lescarts            | 1880-1885 | Parti libéral (PLP) |
| Léon Paternostre           | 1885-1888 | Parti libéral (PLP) |
| Henri Sainctelette         | 1888-1905 | Parti libéral (PLP) |
| Jean Lescarts              | 1905-1925 | Parti libéral (PLP) |
| Victor Maistriau           | 1926-1953 | Parti libéral (PLP) |
| Léo Collard                | 1953-1974 | PSB                 |
| Abel Dubois                | 1974-1989 | PSB / PS            |
| Maurice Lafosse            | 1989-2001 | PS                  |
| Elio Di Rupo               | 2001-2018 | PS                  |
| Nicolas Martin             | 2018-     | PS                  |

### Budget et fiscalité
En 2006, le budget de la ville de Mons s'est élevé à 165 111 634,00 euros. Ce budget, qui est en partie le fruit des recettes fiscales communales, a été en équilibre grâce à un apport financier de la Région wallonne (Plan Tonus). Il a permis à la ville de mener plusieurs projets de restauration de son patrimoine architectural. Les recettes fiscales de la ville proviennent de diverses sources :
- Taxe communale pour l’enlèvement des immondices ;
- Taxe communale pour le raccordement à l’égout ;
- Taxe additionnelle à l’impôt des personnes physiques (8 % en 2007) ;
- Délivrance de documents administratifs payants…

Malgré quelques variations mineures, ces différents montants restent proches de la moyenne nationale belge, même si certaines communes de Belgique sont parfois privilégiées grâce à une situation économique locale plus enviable.

### Infrastructures publiques
Mons abrite, entre autres, six commissariats de proximité de police (Mons-Centre, Jemappes, Cuesmes, Grands-Prés, Havré et Ghlin). une caserne de pompiers, deux hôpitaux, une prison (pour les longues peines), un palais de justice, une cour d'appel et le siège du gouvernement de la province de Hainaut.
La ville de Mons est desservie par plusieurs établissements hospitaliers regroupés sous l'entité du CHU Helora. Les principaux sites hospitaliers sont :
- CHU Helora – Hôpital de Mons – Site Constantinople, qui dispose de 263 lits[105] ;
- CHU Helora – Hôpital de Mons – Site Kennedy (anciennement Hôpital Ambroise Paré), qui compte 415 lits[106].

Le Centre Hospitalier Universitaire et Psychiatrique de Mons-Borinage, une intercommunale, comprend également le Centre hospitalier psychiatrique du Chêne aux Haies, doté de 375 lits psychiatriques, de 70 places d’hospitalisation de jour, ainsi que de 90 lits en Maisons de Soins Psychiatriques (MSP).

### Gestion des déchets
Afin de résoudre une partie du problème de la gestion des déchets, les autorités montoises ont mis en place une technologie écologique innovante de mise en valeur des immondices organiques : la biométhanisation. C'est un procédé qui consiste à transformer des déchets biodégradables en compost, tout en produisant un gaz naturel renouvelable. Ce gaz sera transformé en électricité. Cette biométhanisation est confiée à l'ITRADEC. Cette méthode propre de transformation des déchets biodégradables diminue les mises en décharge et l'incinération, deux méthodes hautement nocives pour l'environnement.
L'épuration des eaux est confiée à une intercommunale, l'IDEA, qui gère les fonds des contribuables. Ses responsabilités ont été récemment étendues à la collecte des immondices anciennement assurée par l'ISPH (Intercommunale de Salubrité Publique du Hainaut).
Malgré les efforts consentis par les citoyens dans le tri sélectif des déchets, l'intercommunale de gestion des déchets autorise l'incinération par Holcim, la cimenterie d'Obourg. Les riverains sont attentifs aux répercussions sur la pollution de l'air par les rejets de l'activité de cimenterie additionnés de ceux émis par l'incinération des déchets ménagers.

### Jumelages
La ville de Mons est jumelée avec :
| Ville | Ville       | Pays | Pays        | Période     |
| ----- | ----------- | ---- | ----------- | ----------- |
|       | Briare      |      | France      | depuis 1962 |
|       | Changsha    |      | Chine       | depuis 1998 |
|       | Little Rock |      | États-Unis  | depuis 1997 |
|       | Sefton      |      | Royaume-Uni | depuis 1964 |
|       | Thoissey    |      | France      | depuis 1963 |
|       | Vannes      |      | France      | depuis 1952 |

- Vannes (France) depuis 1952 ;
- Briare (France) depuis novembre 1961. Le jumelage associe à l'origine Briare avec Jemappes : il fait suite à la création de la CEE ;
- Thoissey (France) depuis 1963. Le jumelage entre Thoissey et Obourg est né de l'amitié entre un adjoint au maire de Thoissey, M. Berlioz, et le président du cercle les « Troubadours » d'Obourg, M. Lusuky ;
- District métropolitain de Sefton (Royaume-Uni) depuis 1964. Le jumelage associait à l'origine Bootle, devenu Sefton à la suite d'un regroupement de comtés et de districts urbains en 1974, avec Mons ;
- Changsha (Chine) depuis 1998 ;
- Little Rock (États-Unis) depuis 1999. Wesley Clark, commandant en chef du SHAPE entre 1997 et 2001 et citoyen de Little Rock, est à l'origine de cette association : il souhaitait ainsi remercier Mons pour l'accueil de ses compatriotes ;
- Kairouan (Tunisie) depuis 2000.

## Urbanisme et patrimoine architectural
Le centre-ville est constitué en grande partie de maisons en briques rougeâtres. Bien qu'il y ait quelques constructions anciennes et plus rarement nouvelles en pierre bleue, son usage se limite en général à des parties décoratives des façades. Une grande partie du centre est constituée de maisons accolées, à deux ou trois étages maximum. Dans les secteurs commerçants, le rez-de-chaussée est utilisé pour des fonds de commerce, alors que les étages sont utilisés pour l'habitation. Bien que généralement invisible de la rue, l'arrière des maisons est généralement équipé d'un petit jardin.
Les faubourgs de la ville sont en général également constitués de maisons accolées, en briques. Celles-ci disposent néanmoins de plus grands espaces verts à l'avant ou à l'arrière. Dans les zones plus éloignées du centre, on retrouve des villas à quatre façades.
La ville compte un certain nombre d’immeubles et sites inscrits au patrimoine culturel immobilier classé de la Wallonie.
La ville a connu après la Seconde Guerre mondiale une politique assez limitée de construction de buildings. Quelques HLM ont ainsi été bâties à Ghlin, Hyon et Jemappes, dans la proche banlieue de la ville. Depuis la fin des années 1990 et surtout depuis l'incendie criminel qui a eu lieu dans un de ces bâtiments, la ville mène une politique de déconstruction de HLM qui est toujours en cours à l'heure actuelle. Toute une série de bâtiments à caractère social sont également dispersés dans le centre-ville et sa proche banlieue.
16,5 % de la population de la ville habite en appartement (17 % pour la Belgique) et 82,7 % en maison unifamiliale (82,3 % en Belgique). Sur les 82,7 % de maisons unifamiliales, seulement 26 % (37,3 % en Belgique) sont des maisons séparées alors que 55,7 % (44,4 en Belgique) sont des maisons accolées ou mitoyennes. Cela représente assez bien une ville moyenne de Belgique. Les grandes communes disposent en effet de moins de maisons unifamiliales, mais de beaucoup plus d'appartements alors que les plus petites communes disposent de peu d'appartements et de beaucoup de maisons unifamiliales. Il est intéressant de remarquer que les chiffres indiquent très clairement la forte présence de maisons accolées plutôt que de maisons séparées : cela représente bien l'urbanisation du centre-ville, mais également de noyaux urbains tels que Jemappes et Cuesmes.

### La Grand-Place
La Grand-Place est le centre de la vieille ville. Elle se situe tout près de la rue commerçante (piétonnière) et du beffroi. Elle est pavée à la manière des vieilles villes et abrite de nombreux cafés et restaurants, ainsi que l'Hôtel de ville.
Le contour de la place est accessible aux voitures, mais il leur est interdit de stationner ou de circuler en son centre.

#### L'Hôtel de Ville

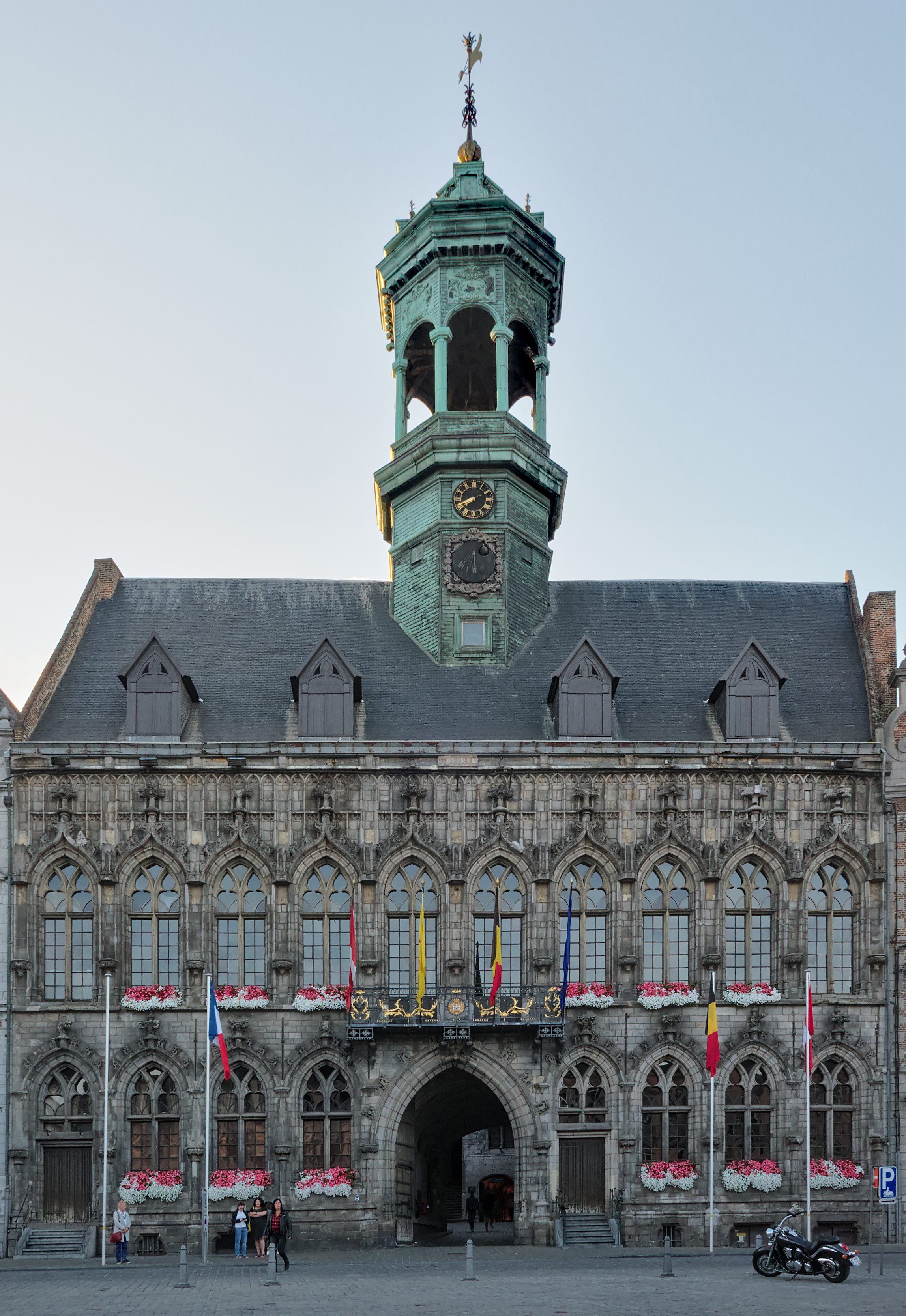
L'hôtel de ville.

L'architecte Mathieu de Layens originaire de Soignies, auteur entre autres de l'Hôtel de Ville de Louvain, fut appelé pour en dresser les plans. Il devait s'agir d'un édifice en style gothique flamboyant mais il semble bien que le plan (que l'on n'a pas retrouvé) n'ait pas été respecté, notamment par l'abandon du deuxième étage, qui était pourtant prévu. Le campanile de style Renaissance fut ajouté au XVIIIe siècle. Il contient une cloche datant de 1390, la Bancloque, et porte une horloge à cadran donnant sur la Grand-Place ainsi qu'une horloge lumineuse. Le XIXe siècle vit diverses modifications de la façade, l'enlèvement des meneaux de pierre à l'étage et de divers ornements de pierre.
Dans son état actuel, l'Hôtel de Ville présente un ensemble remarquable de divers bâtiments abritant une grande partie des services communaux. Ces bâtiments ont subi de nombreuses modifications au cours des siècles, des restaurations et des ajouts d'éléments provenant d'autres bâtiments, comme une cheminée gothique du château de Trazegnies, des portes sculptées du XVIe siècle provenant de démolitions, une cheminée venant du château de Gouy-lez-Piéton, une autre cheminée de 1603 venant du château d'Havré.
Le 23 avril 2006 a été inauguré un groupe statuaire en bronze de Gérard Garouste, déjà auteur d'une fresque pour la salle des mariages. L'œuvre, évoquant le combat de saint Georges et du dragon, se trouve en façade de l'hôtel de ville, au bas des rampes de l'escalier donnant accès à l'une des entrées de l'Hôtel de ville.
Le 19 avril 2021, des travaux de rénovations qui s'étendront sur 500 jours, ont commencé, obligeant l'hôtel de ville à se couvrir d'échafaudages. Une enveloppe de près de 6,5 millions d'euro a été prévue.

#### Le jardin du maïeur

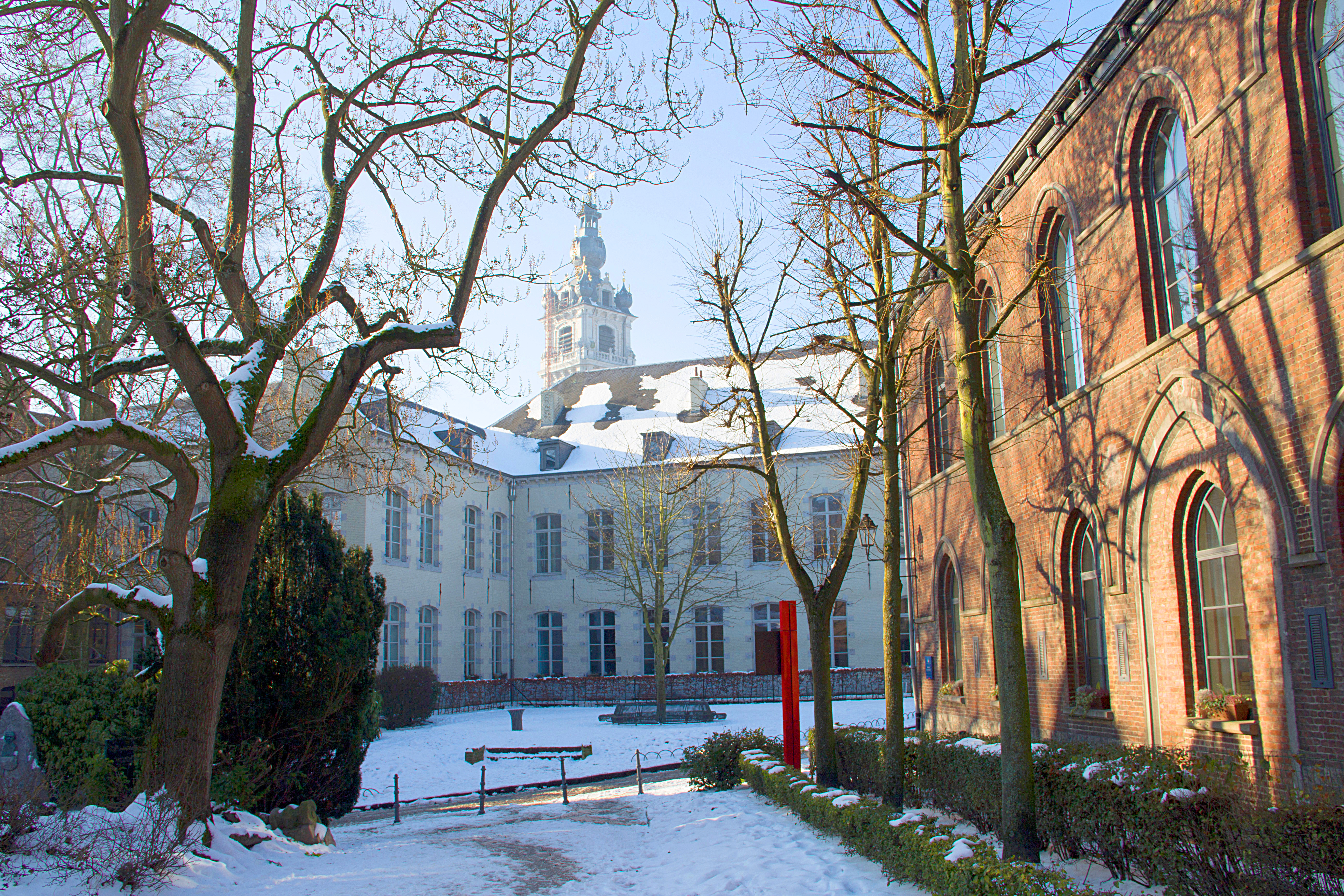
Le jardin du maïeur et l'hôtel de Gages.

L'ensemble des bâtiments entoure un petit parc de forme très irrégulière, le jardin du Maïeur, avec une sortie dans la rue d'Enghien. On y trouve la fontaine du Ropieur, réalisée par le sculpteur Léon Gobert (1869-1935) : le ropieur est le symbole du garnement montois, arrosant les passants avec l'eau de la fontaine. Le jardin est clos du côté sud par l'ancien Hôtel du Marquis de Gages, un bâtiment protégé dont la cour intérieure abrite parfois des événements culturels.

#### Le singe du grand'garde

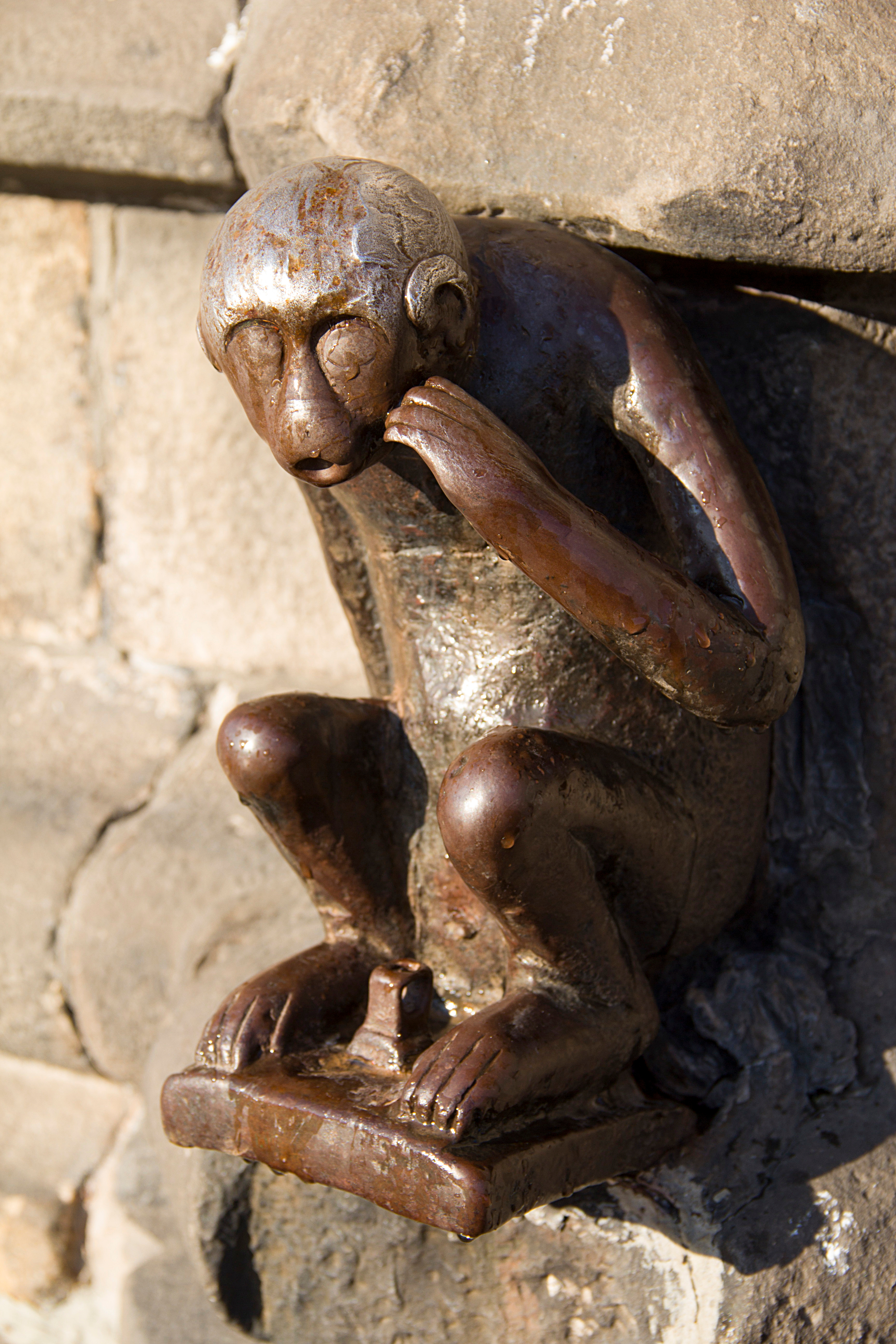
Le singe du grand'garde

Devant l'entrée principale de l'Hôtel de ville se trouve une petite statue en fer forgé d'un singe. Son origine n'est pas vraiment connue, mais elle date de plusieurs siècles. Certains historiens affirment qu'elle a été placée là afin de porter chance à la ville et à ses habitants. De nos jours, la tradition veut que celui qui passe devant le singe doive lui caresser la tête avec la main gauche pour obtenir la réalisation d'un vœu. On peut remarquer sur la photo que la tête du singe n'a plus la même couleur que le reste de son corps et qu'elle apparaît usée. Son histoire repose sur trois hypothèses: le chef-d'œuvre d'un forgeron voulant accéder à la maîtrise de son art, un pilori pour enfants turbulents ou l'enseigne d'une taverne, "L'estaminet de la grand place" qui se trouvait dans les caves de l'hôtel de ville. Il fut déclaré porte-bonheur par la jeunesse montoise en 1930.

### La collégiale Sainte-Waudru
Bien que située au cœur de l'ancien comté de Hainaut, elle est une des églises les plus caractéristiques et les plus homogènes de l'architecture gothique brabançonne.
La collégiale a été bâtie au XVe siècle sur ordre des chanoinesses. Elle constitue, avec le beffroi tout proche, un symbole majeur de la ville de Mons. Elle renferme de nombreuses œuvres de Jacques Du Brœucq.
Elle est faite de  grès, de pierre bleue et de briques, matériaux locaux. Son plan, classique, est en forme de croix latine. Elle mesure 108,60 mètres de long, 35,75 mètres de large et s'élève à 24,56 mètres à la clef de voûte. Le chœur est entouré d'un déambulatoire et de 15 chapelles rayonnantes, il fait 32,71 mètres de long et sa largeur, identique à celle du transept et de la grande nef, est de 10,60 mètres.

La collégiale Sainte-Waudru de Mons
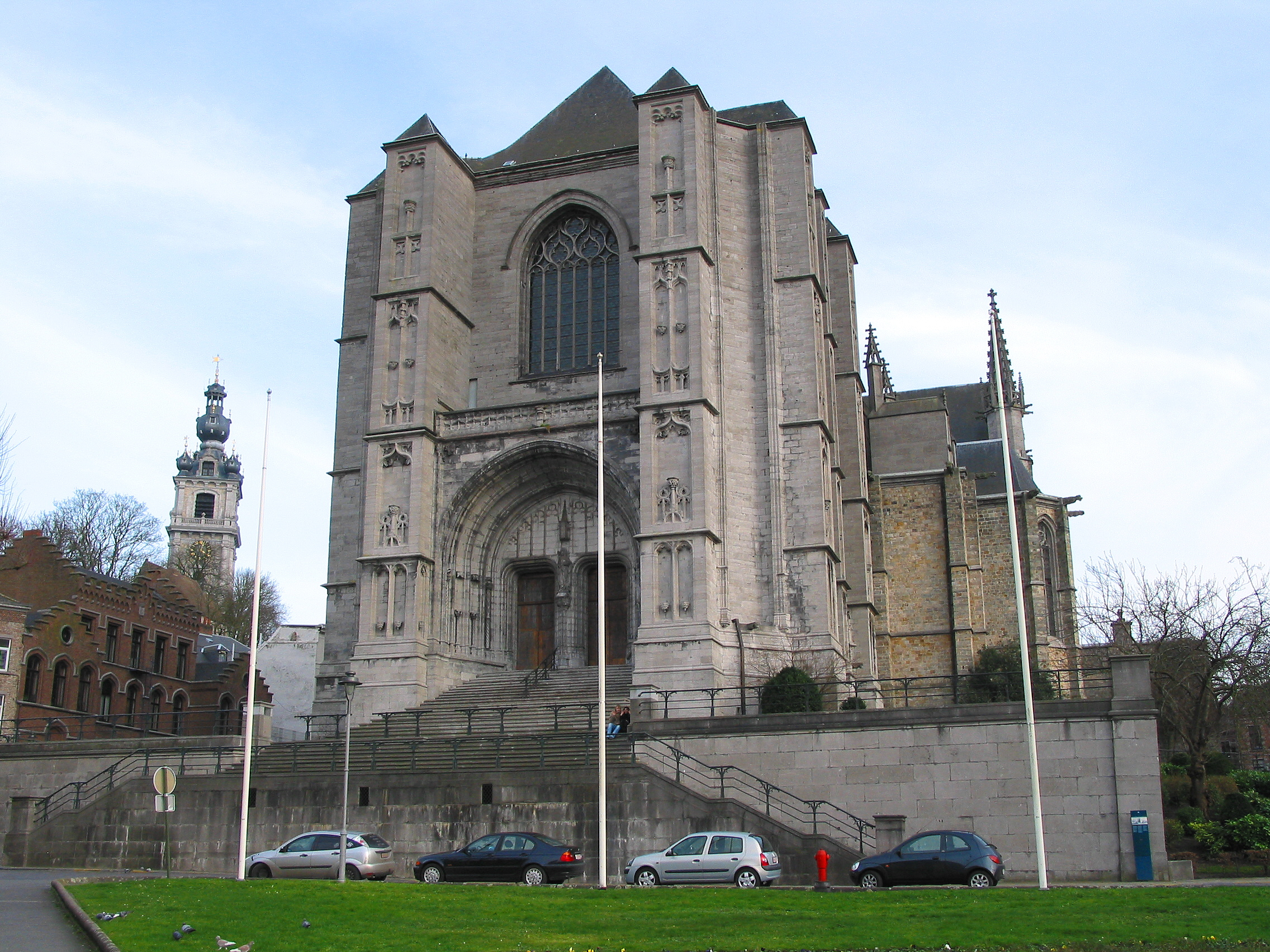
La collégiale
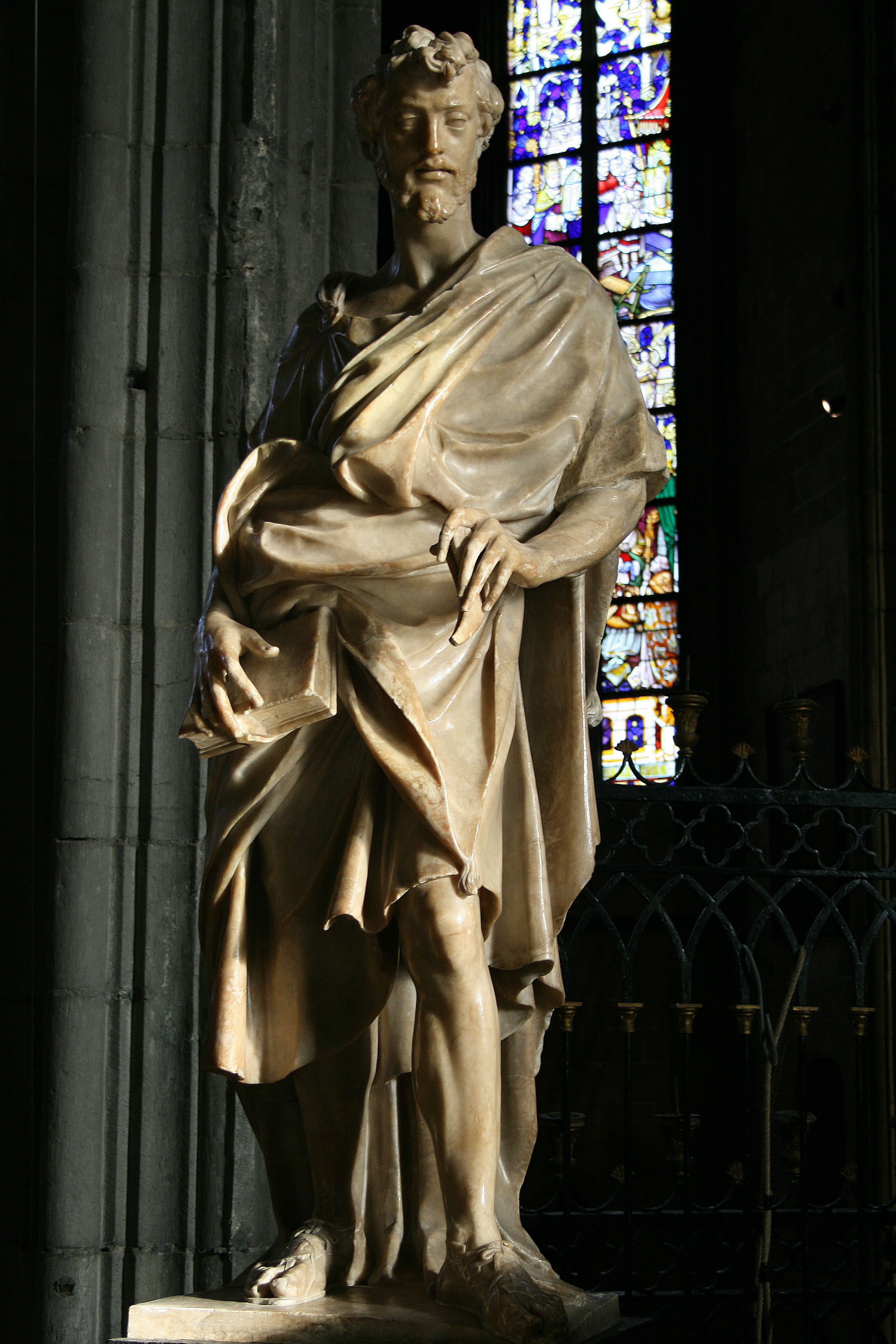
Statue de saint Barthélémy dans le chœur, sculpture de Jacques Du Brœucq
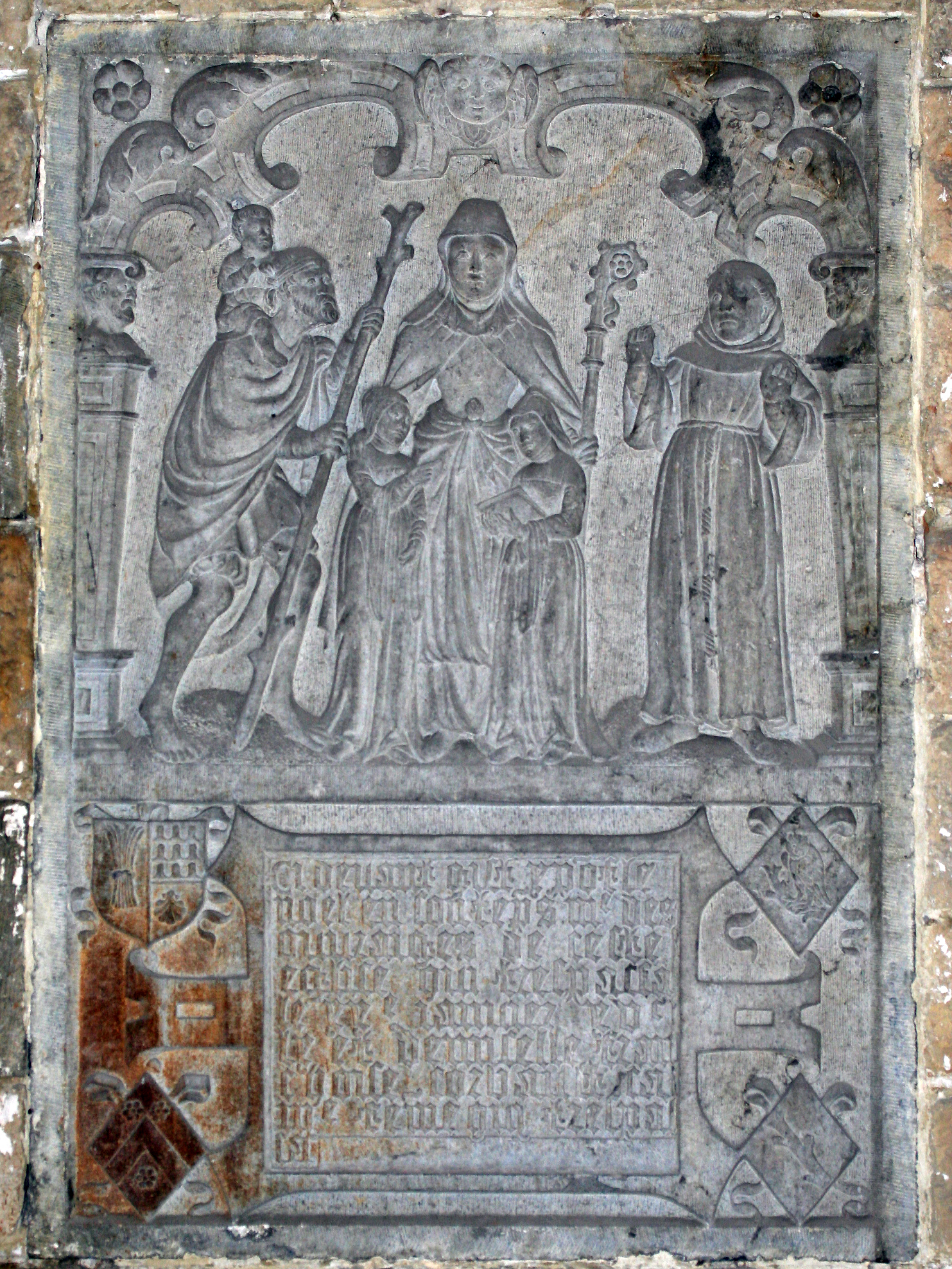
Bas-relief du mur intérieur occidental
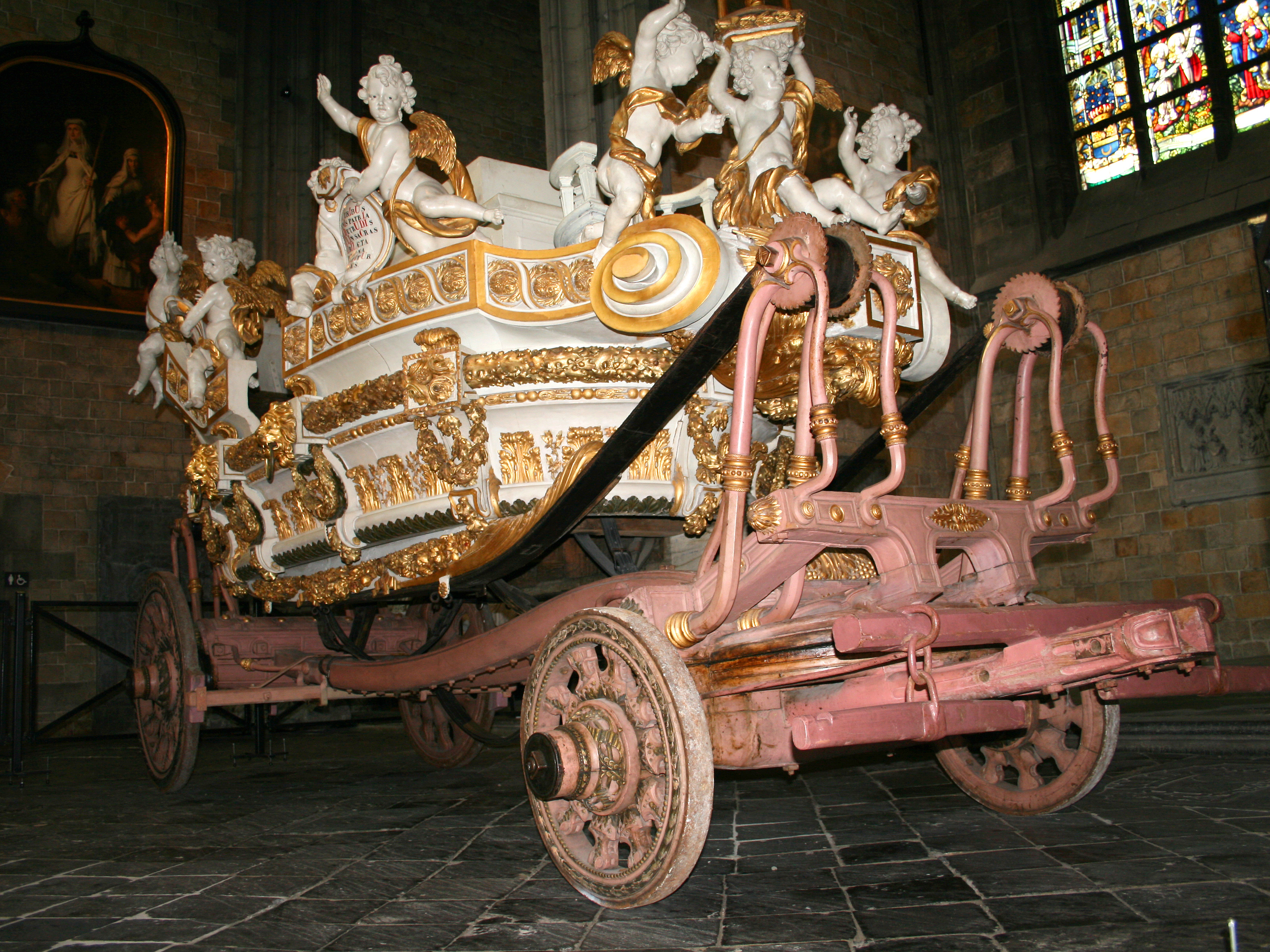
Le Car d'Or est visible dans l'église

### Le Beffroi

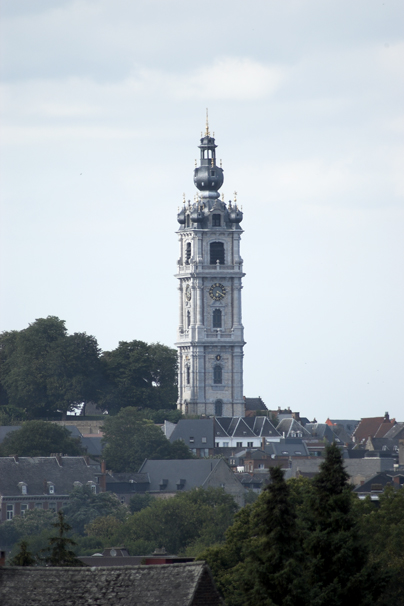
Le beffroi.

Surnommé El catiau par les Montois, il a été bâti au XVIIe siècle. L'édifice de 87 m de haut est le seul beffroi belge de style baroque. Un carillon de 49 cloches est logé en son sommet. Il est classé patrimoine mondial de l'Unesco depuis le 1er décembre 1999.
Victor Hugo a dit de ce beffroi dans une lettre à sa femme :
« Figure-toi une énorme cafetière, flanquée au-dessous du ventre de quatre théières moins grosses. Ce serait laid si ce n'était grand. La grandeur sauve. »

### Le parc du Château
Le parc du Château occupe un lieu élevé situé à proximité du beffroi. Il occupe l'endroit où se dressait l'ancien château comtal. On peut y voir la chapelle Saint-Calixte, le plus ancien (XIe siècle) édifice religieux de la ville aujourd'hui transformé en musée, la base de la tour César et les vestiges de l'enceinte castrale de l'ancien château comtal datant de la fin du XIIe siècle.

### La maison espagnole

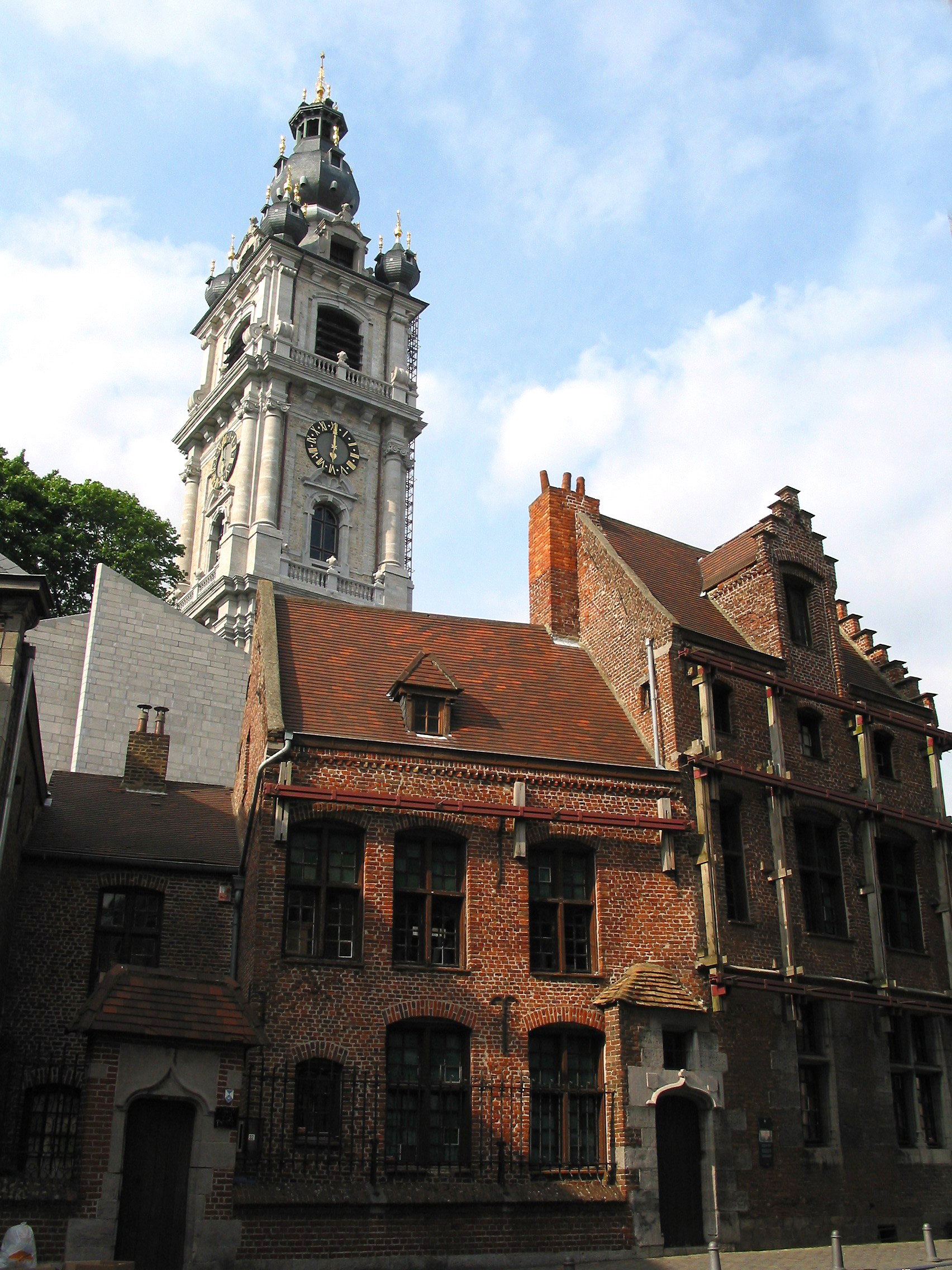
Le beffroi et la maison espagnole.

Maison construite dans le type d'architecture du XVIe siècle, dite espagnole, selon la tradition des anciens Pays-Bas. Les caractères restent gothiques avec des pignons sur rue à pas de moineau ou gradins. Il s'agit d'une architecture sobre utilisant la brique. Ce matériau économique s'est considérablement développé après le grand incendie de 1548, lorsqu'il fallut reconstruire à frais réduits, la pierre étant trop coûteuse. Une ordonnance échevinale de 1548 interdit l'emploi des matériaux inflammables.
Les bâtiments ont été restaurés, en 1919-1920, sur les plans de l'architecte communal E. Bertiaux et sont occupés par la Maison de la Presse.

### La Machine-à-eau
Le site de la Machine-à-eau, dont la machinerie a été démontée en 1961, reste le témoignage des préoccupations sanitaires et hygiéniques nées à Mons dans les années 1865-1870 ; elle marque le passage du système médiéval d'alimentation en eau par les puits, fontaines et pompes à mains, à celui reposant sur des pompes aspirantes et refoulantes. L'eau qui alimentait Mons provenait des sources de la Vallière et du Trou-de-Souris à Spiennes, la Trouille (rivière) servant seulement de force motrice au moteur hydraulique.
Le hall industriel actuellement présent est le seul vestige de la machine qui alimenta Mons en eau potable dès 1871, année où la Trouille fut détournée. Construit en métal et en verre, d'après les plans de l'architecte Hubert et de l'ingénieur Celi Moullan, il contenait une machinerie faite de pompes, tuyaux et canalisations dont le principe était de refouler l'eau du niveau de la vallée jusqu'aux réservoirs communaux aménagés dans la square du château (point culminant de la colline).
Cette innovation sur le plan domestique changea le mode de vie des Montois habitués à quérir l'eau à des puits ou fontaines, parfois situés à plus d'une centaine de mètres des habitations. Elle s'est réalisée dans la continuité d'un autre projet urbain : l'introduction en 1828 du gaz de ville afin d'éclairer les boulevards et les rues nouvelles. Ces deux changements ont été rendus possibles grâce à la démolition des fortifications, qui dégage des terrains, et au détournement de la Trouille dont le rôle stratégique d'alimentation des fossés était alors dépassé.
Le bâtiment de la Machine-à-eau a été restauré au début des années 1990 et a accueilli jusqu'en 2014 différentes activités culturelles. En 2015, l'édifice est transformé et agrandi en vue d'accueillir le Mons Memorial Museum, créé dans le cadre de Mons 2015.

Vues avant et arrière de la Machine-à-eau
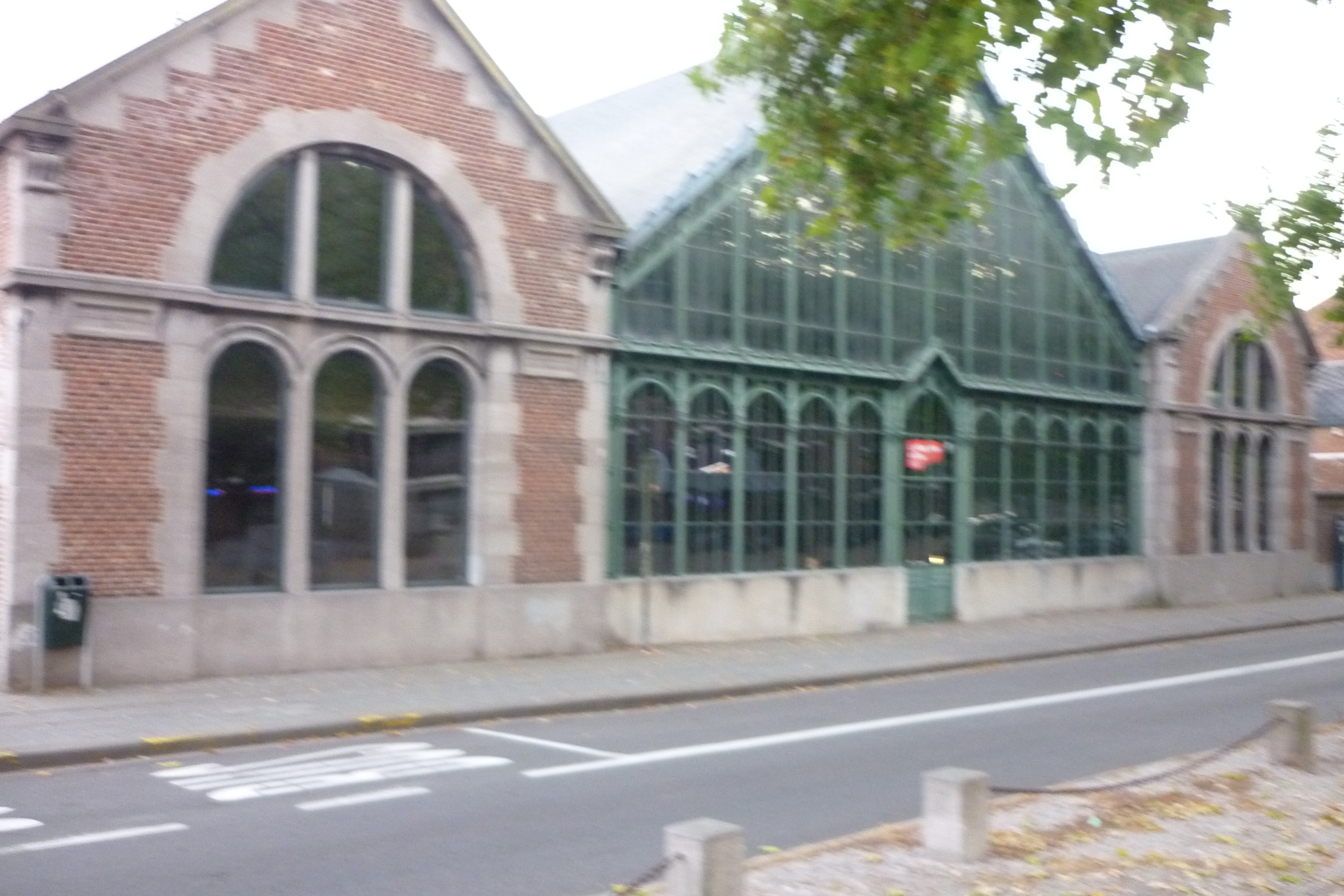
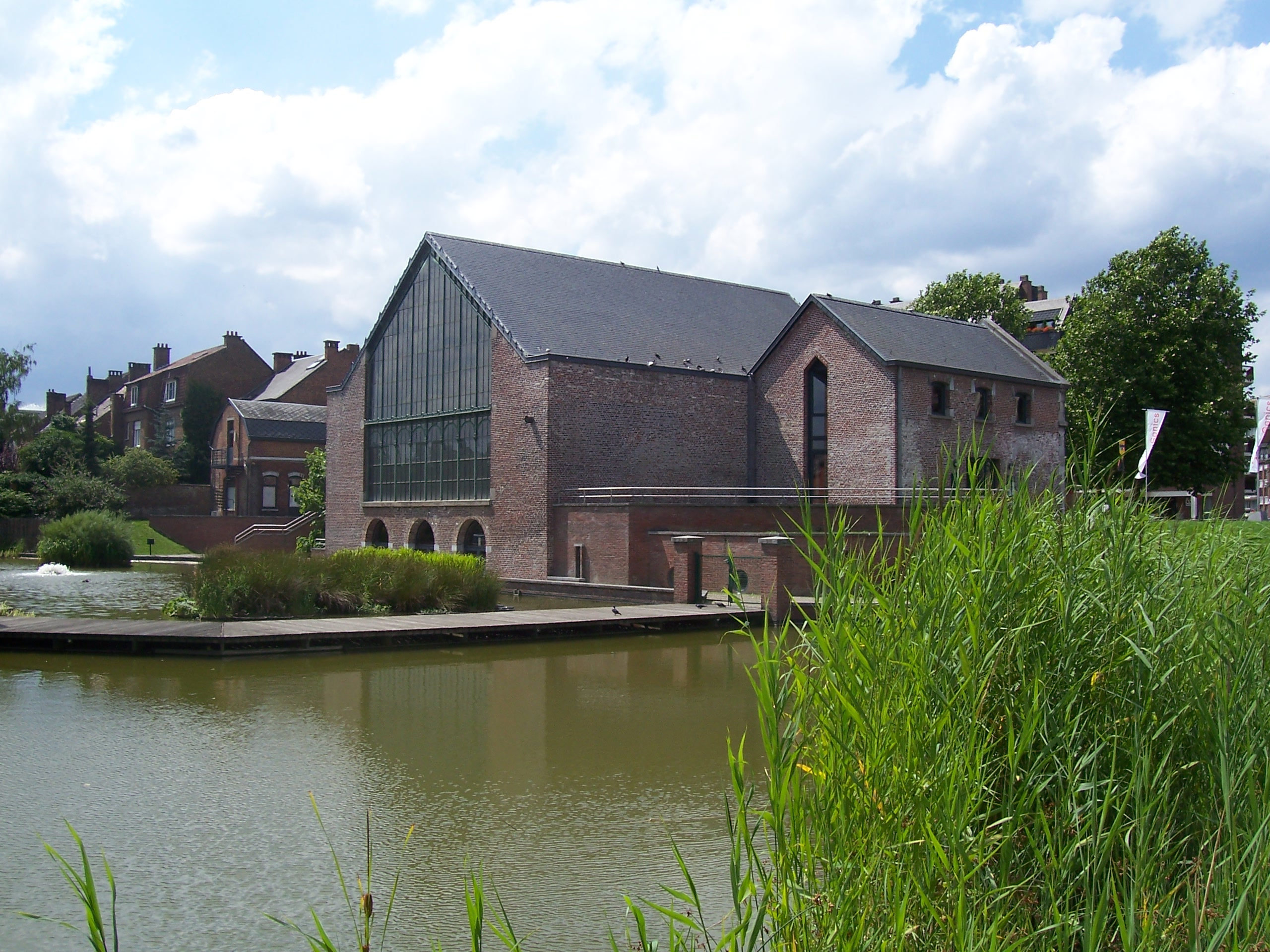

### Waux-Hall

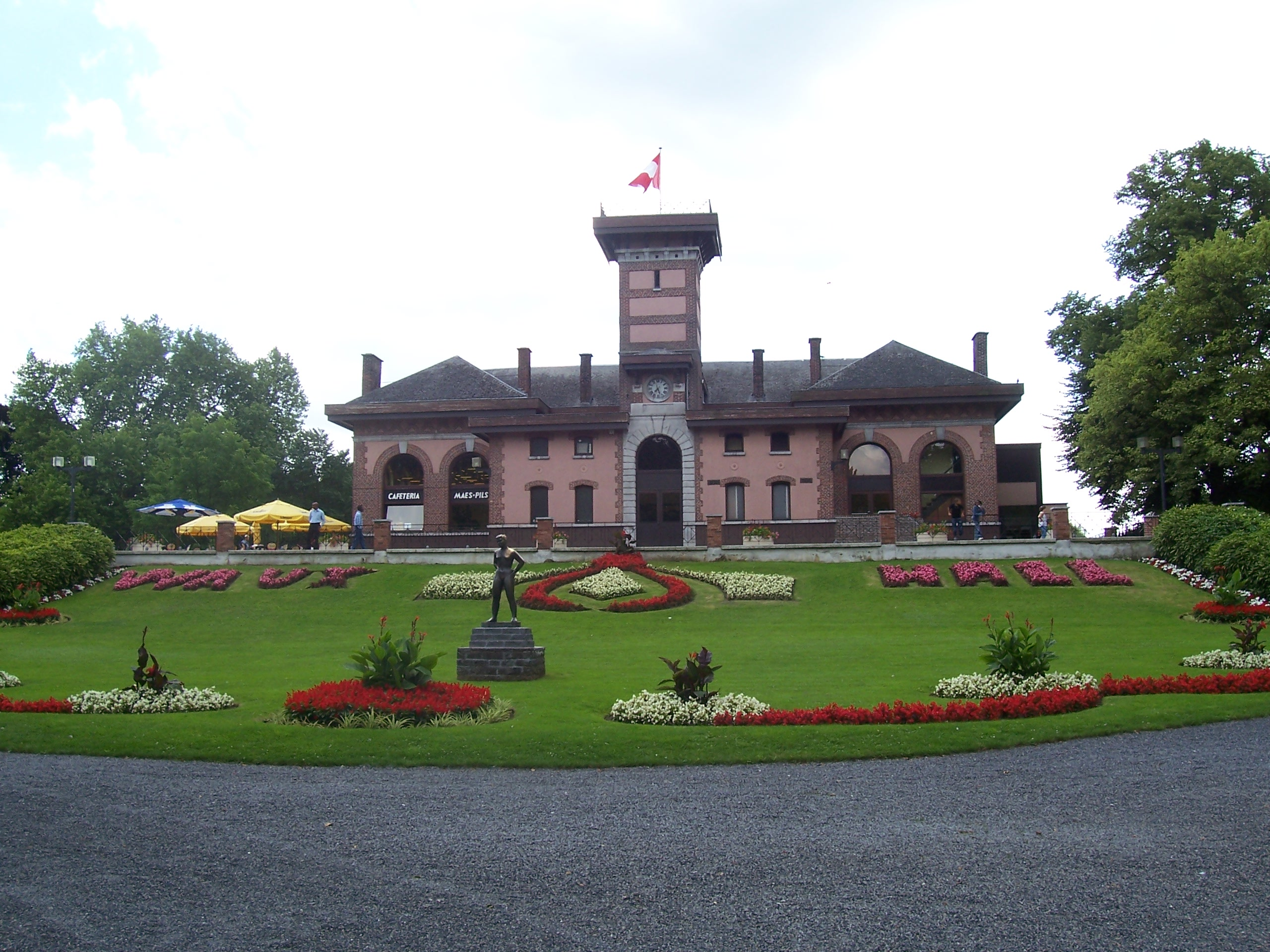
Le pavillon principal du Waux-Hall.

Le parc du Waux-Hall fut aménagé au XIXe siècle (1862-1864) à l'initiative de la Société du Waux-Hall créée à cet effet par des membres de la bourgeoisie. Il s'agit donc à l'origine d'un parc privé. Il est situé à l'emplacement du fort dit des Hollandais qui formait un ouvrage avancé de la dernière fortification (1815-1864). Des restes du fort subsistent encore sous le pavillon actuel. Les jardins ont été dessinés par Louis Fuchs et le pavillon central fut construit par l'architecte Joseph Hubert, en style guinguette.

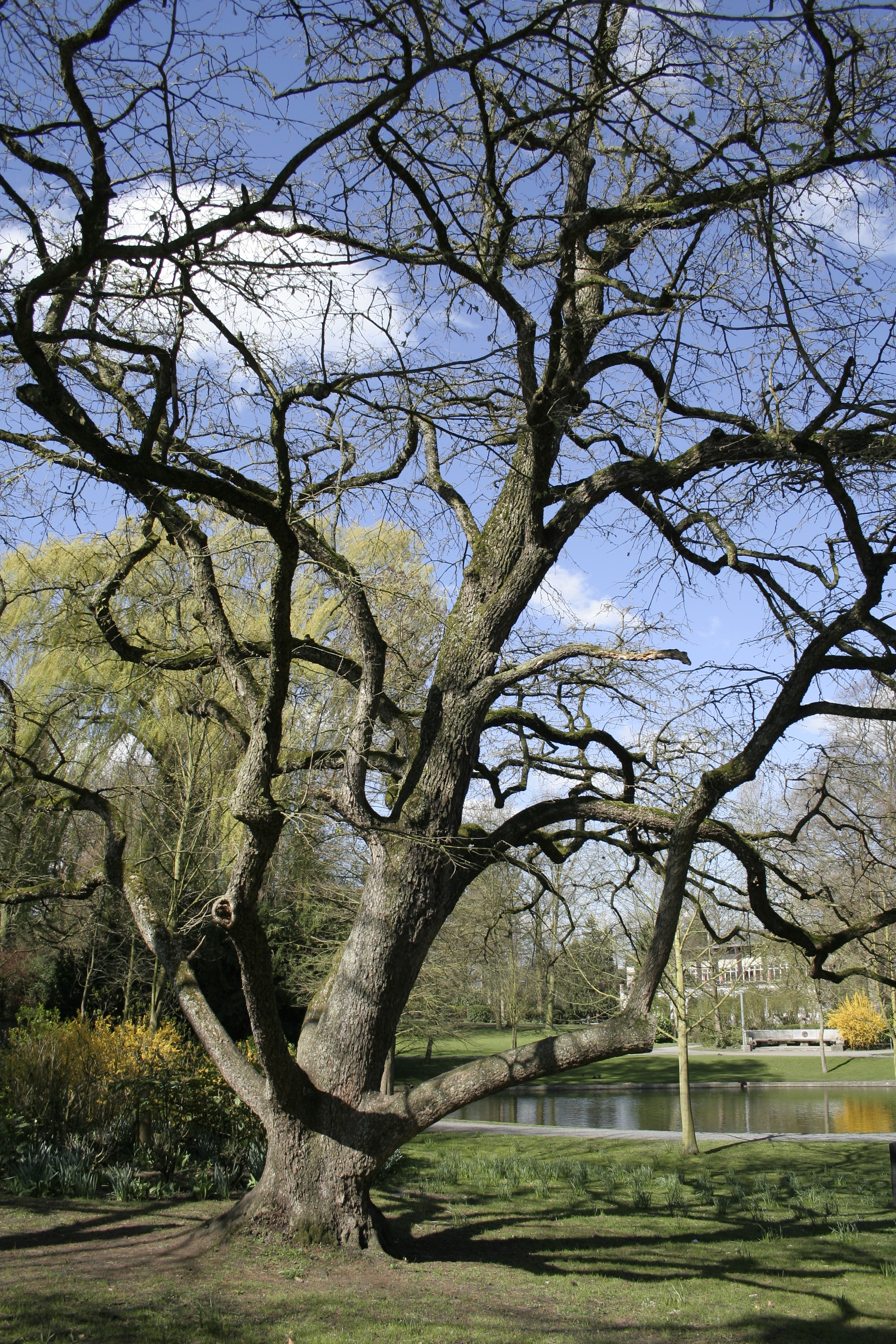
Le noisetier de Byzance remarquable du parc.

Ce vaste parc de 5 ha constitue un des poumons de la ville et servit dès le XIXe siècle d'espace de détente, agrémenté d'étangs, d'allées pittoresques et de grandes pelouses. Divers monuments commémoratifs et sculptures en plein air, dont des œuvres des sculpteurs Grard, Devillez, Hupet, Guilmot, Michel Stiévenart et René Harvent, y sont placés. Le parc contient également diverses essences d'arbres souvent anciennes.
L'École technique et professionnelle d'horticulture, créée en 1863, s'y est installée sous l'autorité de la Société du Waux-Hall. Elle est devenue communale en 1892 au moment de l'acquisition du Waux-Hall par la ville de Mons, puis passa sous l'autorité de la province de Hainaut en 2006.
C'est au pied du pavillon central que se déroulait chaque année, le mercredi après-midi de la ducasse, le combat du petit Lumeçon dont les acteurs sont des enfants. En 2009 cet événement a été transféré sur la Grand-place.

### La Parfaite Union

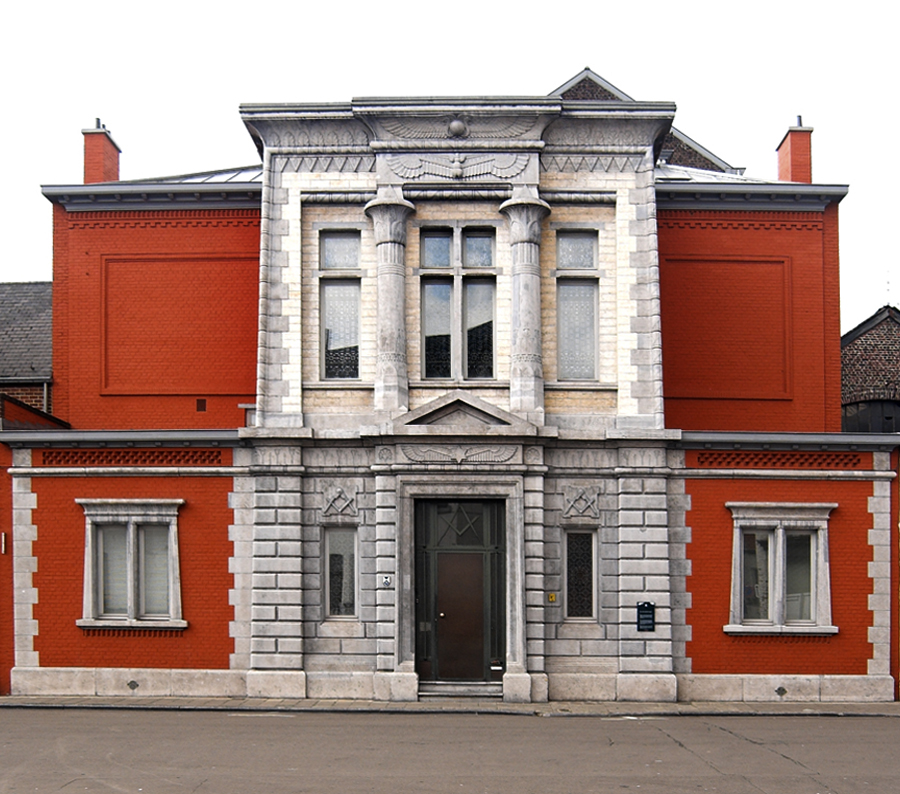
La Parfaite Union

La loge maçonnique La Parfaite Union est la plus ancienne de Belgique et peut-être même du continent. Elle a été fondée en 1721. À cette époque, Mons devint un centre maçonnique important à la suite de la création de plusieurs nouvelles loges (Vraie et parfaite harmonie (1767), À l'Orient de Mons (1783) et la Ligue équitable (1786)).
Après la Révolution française, les réunions eurent lieu en différents endroits. L'avocat Ch. de Bettignies, dans son livre À travers les rues de Mons, édité en 1864, signale que : C'est dans la cour du Dromadaire, qu'a été érigé, sur les plans de l'architecte Vangierdegoom, le nouveau temple de la franc-maçonnerie montoise. Les bâtiments se composent de chambres destinées aux épreuves, et de deux longs salons superposés, placés en équerre, dans la direction de la chaussée, avec la construction dont la façade, ornée du compas traditionnel, donne dans la cour susdite. Le 12 mais 1839, la loge de Mons, dite la Parfaite Union, a célébré par un banquet donné au grand salon de l'Hôtel de Ville, l'inauguration du nouveau local maçonnique.
Par la suite, un concours fut organisé par La Parfaite Union pour la construction d'un bâtiment définitif. Les plans de l'architecte Hector Puchot furent retenus en 1890. Le style néo-égyptien était alors devenu une référence pour l'architecture maçonnique et on peut considérer la loge de Mons comme un modèle du genre avec ses nombreux motifs « égyptiens », chapiteaux papyriformes, frise en bouton de lotus, etc.

### Carré des Arts

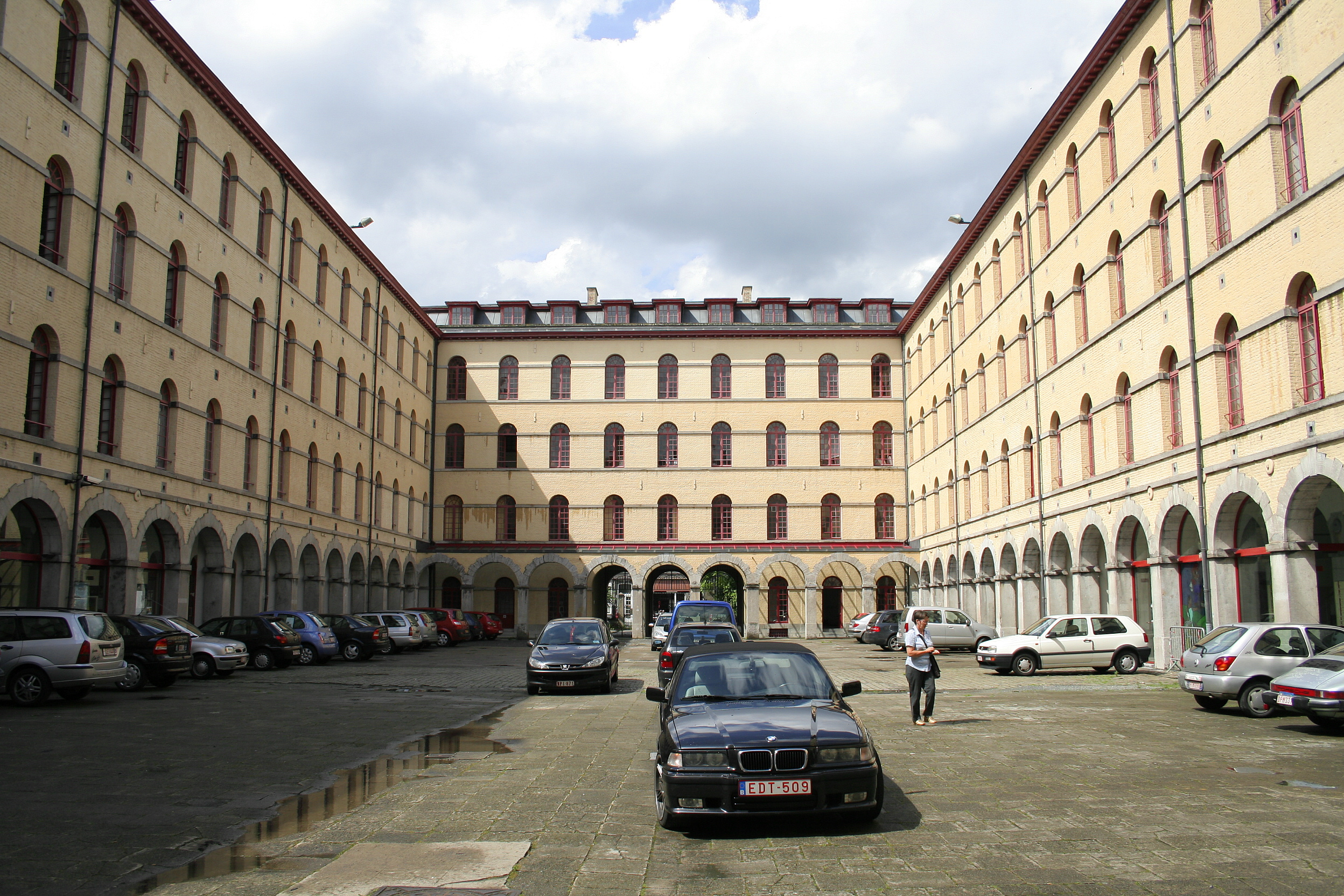
Le Carré des Arts.

La caserne Guillaume, rebaptisée caserne Major Sabbe après la Première Guerre mondiale et appelée depuis les années 1990 Carré des Arts, remonte à 1824-1827, à l'époque du royaume uni des Pays-Bas. Elle est l'œuvre de l'architecte Remi De Puydt (1789-1844). La façade et la toiture du bâtiment ont été classées en 1983 sur avis de la Commission royale des Monuments, Sites et Fouilles.
Conservant sa destination militaire jusqu'à la fin des années 1940, le bâtiment a été ensuite utilisé par l'athénée royal Jean d'Avesnes des années 1960 jusqu'au début des années 1990. Depuis la fin des travaux de reconversion menés entre 1993 et 1995, le Carré des Arts accueille l'École supérieure des Arts plastiques et visuels (ESAPV) et la télévision régionale Télé Mons Borinage (télé MB).
En 2014, la cour du Carré des Arts a été rénovée et équipée d'une toiture amovible selon un projet conçu par le bureau d'architecture AgwA et le bureau d'études Ney & partners à l'initiative en 2008 de la Ministre de la Culture de Fédération Wallonie Bruxelles Fadila Laanan. La couverture se compose de cinq toiles modulaires à double courbure ancrées dans le sol et sous les corniches. À cette occasion, l'artiste Jean-Luc Moerman réalise une vaste fresque abstraite à la peinture bleu cobalt sur le nouveau sol en asphalte engravillonné. Les travaux sont réalisés entre autres afin d'accueillir le "Festival au Carré", proposant une série de spectacles et concerts organisés par le Manège.Mons.

### Fontaine-pilori

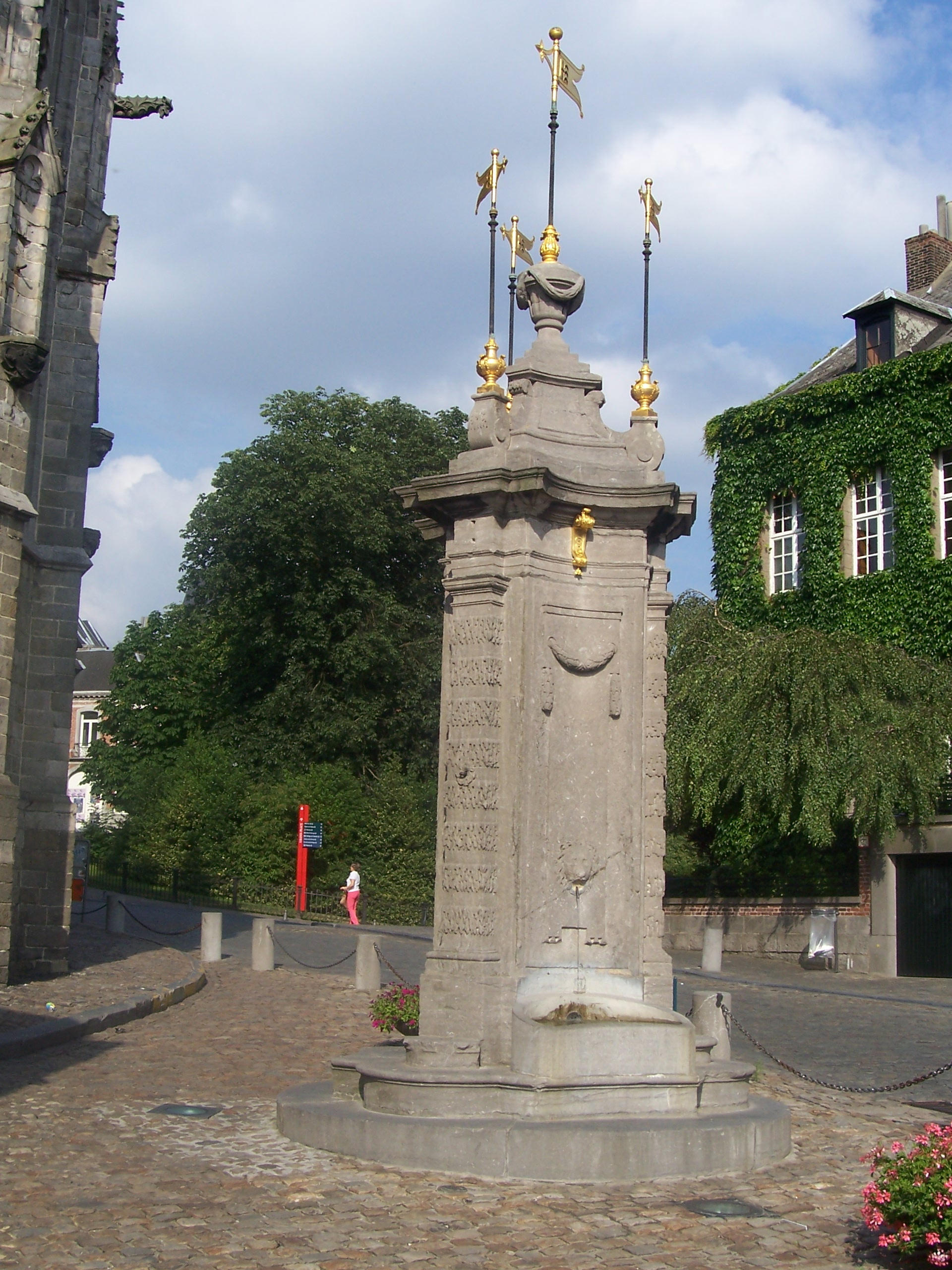
Fontaine-pilori

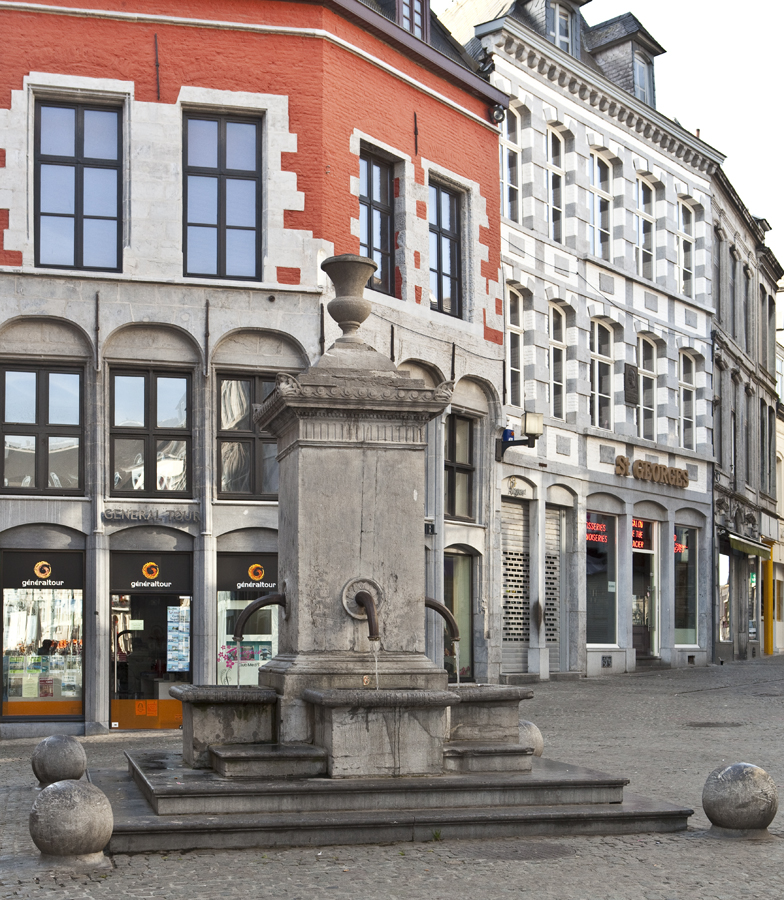
Le Rouge-Puits, au coin des rues de la Coupe et de la Chaussée.

Trois des puits-fontaines qui ornaient autrefois les places de Mons ont subsisté jusqu'à aujourd'hui. C'est le cas de la fontaine-pilori, de style Louis XVI, construite en 1779 en pierre bleue par l'architecte Ouvertus. Elle fut déplacée à plusieurs reprises et se trouve actuellement à la place du Chapitre. Elle fut restaurée en 1930 et vers 1980.

### La place du Parc
Ex place Saint-Jean, elle est dessinée en forme de diamant et rebaptisée au XIXe siècle. Elle comptait alors un kiosque à musique et en son centre une statue de Roland de Lassus, détruite durant la Première Guerre mondiale. Elle comprend aujourd'hui un monument aux combattants morts, un monument en hommage à Antoine Clesse et un espace pour sculpture éphémère en son centre.

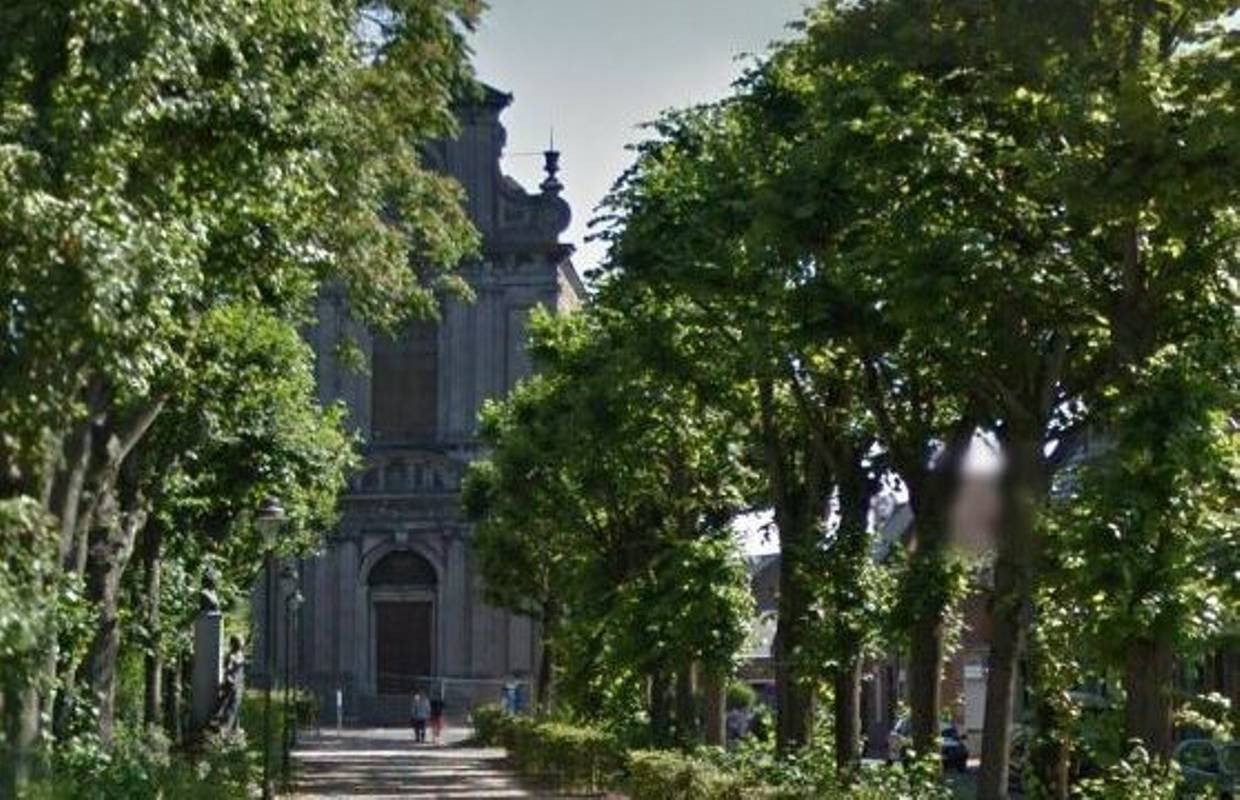
Place du Parc

  La chapelle et le couvent des Visitandines, aujourd'hui investis par l'Université de Mons (UMONS), jouxtent la place aux côtés de bâtisses historiques en briques et pierres.

### Le Rouge-Puits
Construit par Albert Jamot en 1831, ce puits a été transféré au centre du Marché-aux-Herbes en 1877 et y a servi de fontaine après l'aménagement de la distribution d'eau en ville dans les années 1869-1870. Il a retrouvé son emplacement d'origine à l'intersection des rues de la Coupe et de la Chaussée en 1981 (début du piétonnier, côté Grand-place). Après avoir été au Marché aux Herbes, la fontaine (non raccordée à la distribution d'eau) a été placée pendant quelques années au Parc, tout au bout de la rue des 4 Fils Aymond.

### Les Casemates

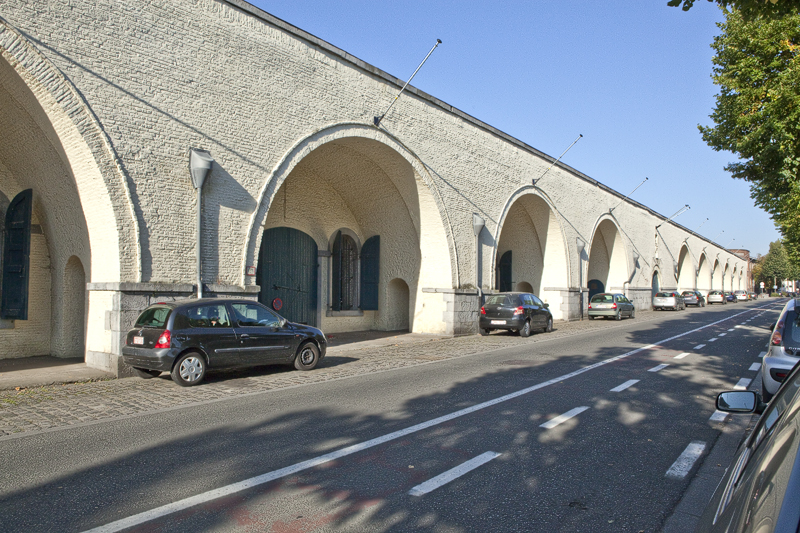
Les Casemates, place Nervienne.

Les casemates et la boulangerie militaire sont les restes des fortifications datant du royaume des Pays-Bas (1814-1830). La loi votant le démantèlement des fortifications date de 1861. Elles sont situées à proximité de la place Nervienne. Le toit de l'ancienne boulangerie a été transformé en un jardin public et ludique destiné aux enfants, tandis que les casemates accueillent le musée de la Route.

### La Tour valenciennoise

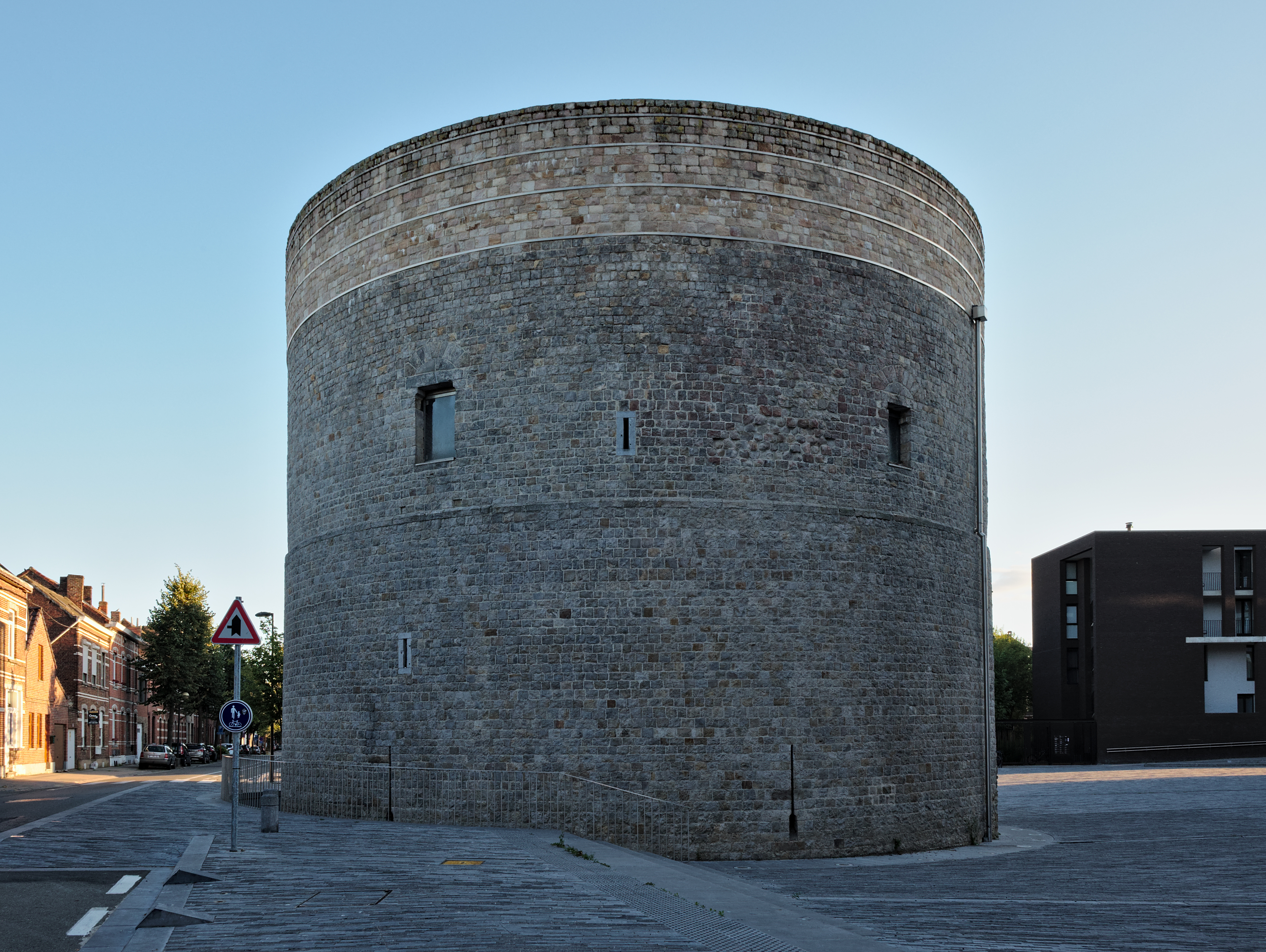
La tour Valenciennoise.

Il s'agit de la dernière trace existante de l'enceinte médiévale qui entourait la ville. Cette construction défensive en moellons de grès de Bray, qui a perdu environ un tiers de sa taille originale, fut érigée aux environs de 1358. Ses murs percés de meurtrières ont une épaisseur allant jusqu'à 4 mètres.
La tour a abrité une installation sonore dans le cadre du festival d'art audio-visuel contemporain Citysonics lors de sa réouverture. Un projet d'installation d'une terrasse accessible au public en son sommet a été finalisé en 2009.

### Les cours de justice
En 1966, le Conseil des Ministres décide la construction de nouveaux bâtiments pour y installer les Cours de Justice : Cour d'Assises, Cour du Travail, Cour d'appel, Tribunal du commerce... Le choix se porte sur l'emplacement de l'ancien « Hall des expositions ». Le maître d'ouvrage est la Régie des Bâtiments et le bureau d'architectes désigné pour le projet est le Bureau Aura (Jean Barthélemy (nl)). La forme triangulaire du terrain a permis de créer des espaces intérieurs, décroissants en hauteur et en largeur, formant une sorte de « cathédrale spatiale » soulignée par un trait lumineux central continu. Sur cet axe majeur, épine dorsale du projet, se créent les espaces de rencontre et de dégagement. Les techniques les plus récentes ont été mises en œuvre en vue d'une gestion économique de l'énergie, en accordant un maximum de confort au personnel et au public tout en assurant la mise en valeur architecturale du bâtiment.
Inauguré en mai 2007, l'ensemble de bâtiments présente déjà (janvier 2011) de nombreux problèmes d'infiltration d'eau et de stabilité. C'est ainsi qu'une des portes d'entrée pesant une centaine de kilos est sortie de ses gonds et a failli tomber sur une avocate qui entrait, des fissures apparaissent entre des blocs de béton, des joints de fenêtres laissent passer le vent et l'eau, il pleut dans la salle des pas perdus... L'absence de contrat d'entretien serait la cause de ces problèmes, mineurs au départ mais allant s'aggravant.

### D'anciennes abbayes
- Le quartier abbatial (1725) de l'ancienne abbaye d'Épinlieu de Mons, fondée en 1216 et supprimée en 1796, est à présent le siège de l'Académie des Beaux-Arts de Mons[130].
- La tour de l'ancienne abbaye du Val des Écoliers de Mons, élevée de 1739 à 1743 par Nicolas de Brissy, est remarquable[130].

### Le cimetière militaire germano-britannique de Saint-Symphorien
Le cimetière militaire germano-britannique de Saint Symphorien accueille 229 sépultures de soldats du Commonwealth et 284 de soldats allemands. Il a une haute valeur symbolique puisqu'y reposent le premier et le dernier mort du Commonwealth, les détenteurs de la 1re Victoria Cross et de la 1re Croix de Fer. Ce site est inscrit depuis 2023 au Patrimoine mondial de l'UNESCO au même titre que 15 autres lieux funéraires et mémoriels wallons.

## Montois célèbres
- Sainte Waudru (?-688), fondatrice de la ville de Mons
- Jean d'Avesnes (1250?-1304), comte de Hainaut
- Jacques de Guyse (1334-1399), annaliste
- Gilles Binchois (ca 1400-1460), compositeur
- Jean Provost (ca 1465-1529), peintre
- Jehan de Thuin (ca 1500-1556), architecte et sculpteur
- Jacques Du Brœucq (1505?-1584), sculpteur et architecte
- Guy de Brès (1522-1567), théologien calviniste
- Nicolas Neufchâtel (1527-1590), peintre
- Roland de Lassus (1532-1594), musicien et compositeur
- Jean Bosquet (XVIe siècle), écolâtre et grammairien
- Jean Yeuwain (ca. 1566-ca. 1626), traducteur de Sénèque
- Charles Malapert (1581-1630), jésuite, poète et astronome
- Michaelina Wautier (1604–1689), peintre
- Charles Wautier (1609–1703), peintre
- Gaspar de Verlit (1622-1682), compositeur
- Marguerite Tiste (1648-1671), condamnée au bûcher pour sorcellerie, elle est exécutée Place du marché.
- Jean-Bonnaventure Thierry de Gages (1682-1753), militaire, vice-roi de Navarre
- Nicolas Éloy (1714-1788), médecin
- Jacques-Joachim de Soignies (1720-1783), peintre
- Charles François Joseph Foncez (1752-après 1830), avocat, magistrat et homme politique belge, député du département de Jemmapes au Conseil des Cinq-Cents
- Louise de Stolberg-Gedern (1752-1824)
- Louis Joseph Lahure (1767-1853), général d'Empire ;
- François-Joseph Fétis (1784-1871), compositeur, critique musical
- Alexandre Gendebien (1789-1869), homme politique
- Ignace Louis Duvivier (1777-1853), général d'Empire, inspecteur général de la cavalerie sous Léopold Ier de Belgique
- Édouard Duval de Beaulieu de Blaregnies (1789-1873), militaire
- Frédéric de Reiffenberg (1795-1850), écrivain
- Renier Chalon (1802-1889), numismate et bibliographe.
- Victor Delecourt (1806-1853), juriste et linguiste
- Étienne Omer Wauquière (1808-1869) peintre
- Paul-Émile De Puydt (1810-1888), botaniste, économiste et écrivain
- Charles François Sury (1814-1865), architecte
- Charles Périn (1815-1905), avocat et économiste
- Antoine Clesse (1816-1889), poète et chansonnier
- Hippolyte Visart de Bocarmé (1818-1851), vicomte guillotiné à Mons
- Jean-Charles Houzeau de Lehaie (1820-1888), homme de science et journaliste ;
- Juliette de Robersart (1824-1900), écrivain
- Victor Tercelin (1824-1891), banquier et homme politique
- Ernest Bazin (1826-1898), inventeur
- Auguste Houzeau de Lehaie (1832-1922), professeur, économiste, homme politique
- Auguste Gerboux (1838-1878), artiste-peintre paysagiste
- Louis Hardenpont (1841-1921), homme politique
- Aimé Rutot (1847-1933), préhistorien
- Jean-Baptiste Flamme (1847-1920), ingénieur belge, pionnier du chemin de fer
- Félicien Stéphenne (1851-1917), industriel
- Désiré Prys (1852-1932), musicien
- Paul Louis Désiré Thomas (1852-1937), philologue
- Louis Devillez (1855-1941), sculpteur
- Edmond Puissant (1860-1934), chanoine, archéologue et collectionneur
- Émile Motte (1860-1931), artiste peintre belge, directeur de l'Académie de Mons
- Léon Rom (1861-1924) Officier de l'État indépendant du Congo
- Jules Cornet (1865-1929), géologue
- Jean Houzeau de Lehaie (1867-1959), naturaliste, botaniste et journaliste
- George Garnir (1868-1939), écrivain, fondateur du Pourquoi-pas ?
- Marguerite Putsage (1868-1946), peintre
- Ferdinand Wattergniaux (1873-1931), homme politique
- Georges-Émile Lebacq (1876-1950), peintre
- Maurice Guilbert (1876-1933), peintre.
- Pol Stievenart (1877-1960), aquarelliste
- Évence-Dieudonné Coppée III (1882-1945), industriel
- Anto Carte (1886-1956), artiste peintre
- Jeanne Schmitz-Rouly (1891-1979), mystique
- Gustave Jacobs (1891-1986), sculpteur
- Lodoïs Tavernier (1892-1957), ingénieur, Père de l'Idée de la CECA
- Charles Plisnier (1896-1952), avocat, écrivain et militant wallon
- Marcel Gillis (1897-1972), artiste peintre, chansonnier, poète
- Fernand Dumont (1906-1945), écrivain surréaliste
- Michel Stiévenart (1910-1991), sculpteur
- Marguerite Bervoets (1914-1944), résistante durant la Seconde Guerre mondiale
- Édouard Hambye, (1916-1990), historien
- Marcel Lefrancq (1916-1974), photographe surréaliste
- Charles Bertin (1919-2002), écrivain
- Paul Cuvelier (1923-1978), peintre, bédéiste
- René Harvent (1925-2004), sculpteur
- Jacques Calonne (1930-), artiste et compositeur
- Paul-Baudouin Michel (1930-2020), compositeur
- Jean-Marie Buchet (1938-), cinéaste
- Salvatore Adamo (1943-), chanteur
- Elio Di Rupo (1951-), homme politique
- René Sterne (1952-2006), bédéiste
- Ptiluc (1956-), bédéiste
- Vincent Rousseau (1962-), coureur de fond
- François Pirette (1963-), humoriste
- Patric Jean (1968-), cinéaste
- Frédéric Herpoel (1974-), footballeur
- Aliénor Debrocq (1983-), autrice
- Georges-Louis Bouchez (1986-), homme politique ;
- Maëlle Dufour (1994-), artiste visuelle belge ;
- Eliot Vassamillet (2000-), chanteur

## Culture

### Arts du spectacle

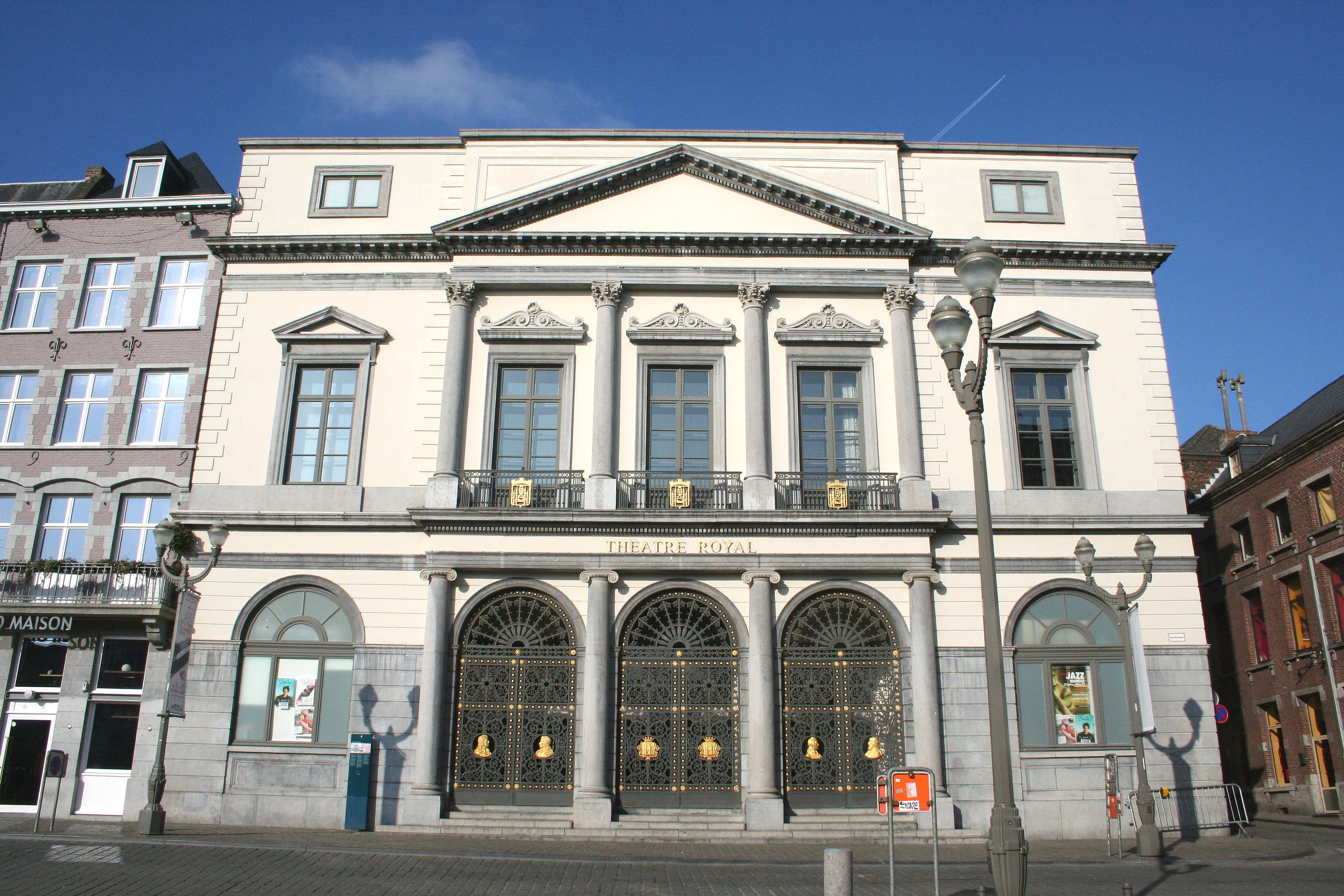
Le théâtre royal.

Mons dispose de deux salles de spectacle principales : le Théâtre royal, de style néo-classique et datant de 1843, et le Théâtre du Manège, inauguré en 2006. Le petit théâtre du Moulin est situé dans le village de Saint-Denis.
La culture musicale montoise se perpétue grâce à l'existence de l'Orchestre royal de chambre de Wallonie qui s'est par exemple produit à Pékin et le Conservatoire royal de Mons. Notons également la facilité d'accessibilité au monde musical grâce à la Médiathèque de la Communauté française de Belgique.
Le septième art est mis en valeur par la présence d’un cinéma du réseau Europa Cinemas nommé Plaza Art et par le grand complexe cinématographique du nom d’Imagix. Chaque année au moment de la Saint-Valentin a lieu à Mons le Festival international du film d'amour. Ce festival créé en 1984 a accueilli quelques célébrités dont Philippe Noiret.
Tous les ans se déroule à Mons un des festivals d'art sonore, City Sonic, organisé par l'association Transcultures, Centre des cultures numériques & sonores.

#### Mons, haut-lieu du théâtre au Moyen Âge tardif
Aux XVe et XVIe siècles, la ville fut le lieu d'une vie théâtrale intense, plus intense que dans d'autres villes comme Namur, Huy, Dinant ou même Liège.
Les chanoinesses jouent La Vie et l'Ystoire de madame Sainte-Waudru (1433) ; en juillet 1455, on représente un Mystère de la Passion sur la grand-place, repris en 1457. La Vengeance de Jhesucrist occupe quatre jours en 1458. Le 2 septembre 1459, à nouveau sur la grand-place, le Jeu de Madame sainte Barbe. On signale encore un concours de rhétoriciens en 1469, le Mystère de la Passion de Notre-Seigneur en 1484, la Vye Sainte Catherine en 1487, le Jeu et exemple de Godefroy de Bouillon et le Jeu et exemple du chevalier Yde en 1489, La Vie de saint Georges et la Vie de dame sainte Barbe en 1491. Au cours de la première moitié du siècle suivant, l'activité ne se ralentit pas avec les représentations diverses en 1502, 1506, 1510, 1520-21, 1534, etc.
Gustave Cohen, professeur à la Sorbonne, a publié le livre des Conduites du régisseur et le Compte des dépenses pour le Mystère de la Passion joué à Mons en 1501. C'est le seul texte que l'on ait conservé de cette vie théâtrale intense et c'est même la seule didascalie que nous possédions, selon Cohen, des mystères du Moyen Âge.
Ce théâtre demandait une mobilisation extraordinaire de la population puisque ce mystère-ci exigea la prestation de non moins de 460 acteurs, la plupart de Mons. Lors de la représentation de cette Passion, l'historiographe de Bourgogne, le chroniqueur Jean Molinet, avait été invité avec, comme à l'accoutumée, les villes du Hainaut et du Nord de la France. La représentation s'est étalée sur une semaine. Des copistes ont établi le texte à partir d'une version empruntée à la ville d'Amiens, qui l'avait jouée l'année précédente. Il a été engagé des machinistes pour les effets spéciaux, et des « conducteurs de secrets » ont été appelés de Chauny, en Picardie. Un théâtre provisoire est installé sur la place du Grand Marché, qui est creusée pour ancrer la structure qui accueille les décors et le public. Les Chambres de rhétorique des villes voisines sont invitées, à 100 km aux alentours, en particulier celle d'Amiens. Il a fallu également payer une surveillance spéciale, la ville étant désertée pendant le spectacle, donc exposée à des dangers extérieurs.

### Artisanat
Mons dispose d'un riche passé dans l'art de l'orfèvrerie. Plusieurs de ces œuvres se retrouvent dans les différents musées et lieux publics de la ville. On y apercevra également des œuvres en porcelaine, mais également de splendides collections de faïencerie locale (XIXe siècle) et de pendules (1795-1815).
Anne-Charlotte de Lorraine, abbesse séculière du chapitre de Sainte-Waudru à partir de 1754, favorisa le développement de la dentelle locale. En 1773, on trouvait plus de 1 000 dentellières dans la ville. Bien que cette industrie ait maintenant totalement disparu, il est possible de découvrir quelques réalisations anciennes dans la collégiale Sainte-Waudru.

### Musées
Mons possède plusieurs musées d'importance. Le BAM (Beaux-Arts Mons), rénové de 2005 à 2007, accueille des collections permanentes d'œuvres (peintures, gravures, sculptures et dessins) des XIXe et XXe siècles. Les artistes représentés sont originaires de Mons et plus généralement du Hainaut (Anto Carte et le Groupe Nervia ; Georges-Émile Lebacq ; Armand Simon, membre du groupe Rupture), mais aussi d'autres artistes belges et internationaux : André Lanskoy, Enrico Baj, Gianni Bertini, Gaston Chaissac, Valerio Adami et Peter Klasen entre autres. Les enfants sont par ailleurs sensibilisés sur différents thèmes culturels au Musée de l'Amusette.

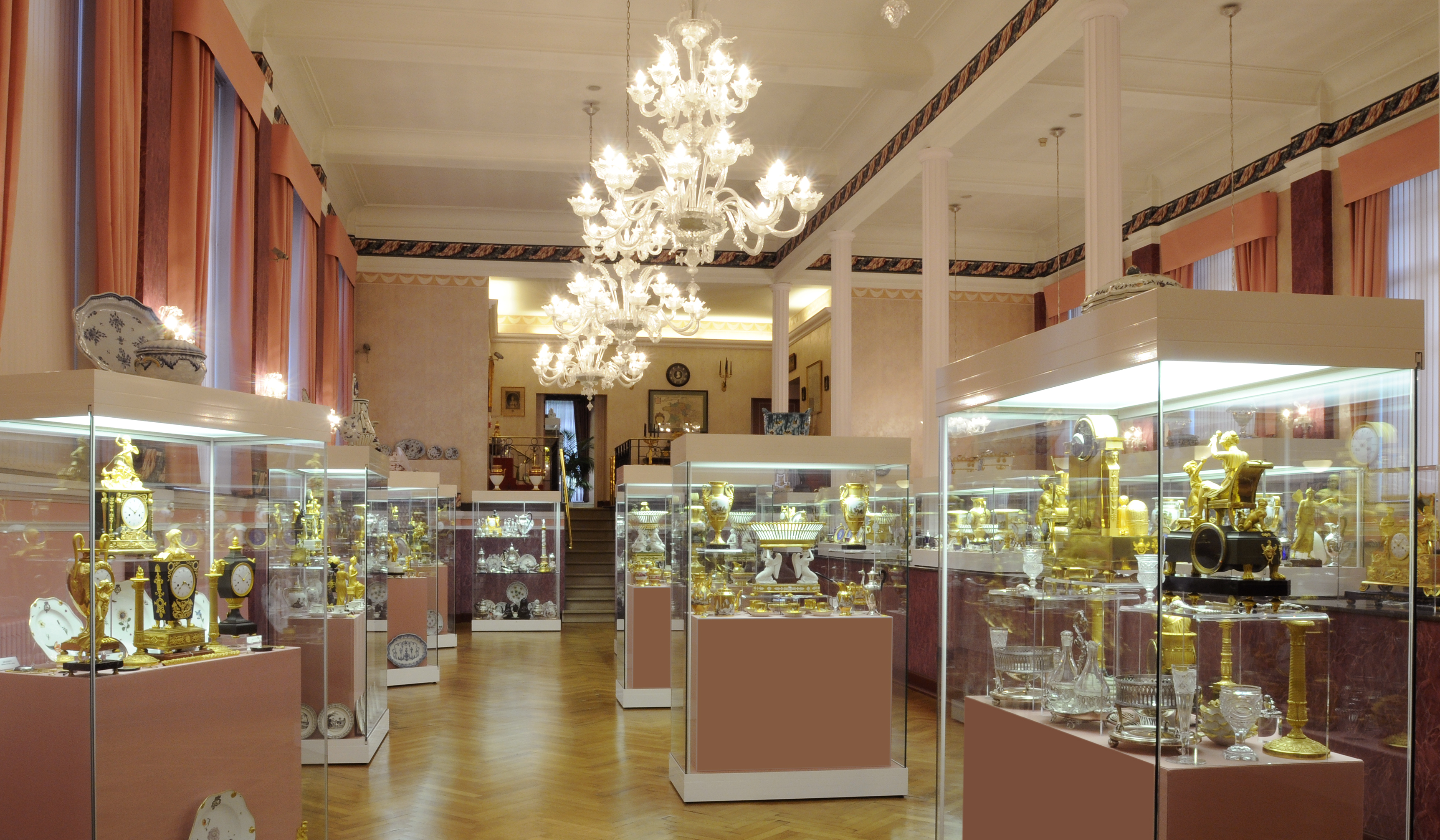
Musée des arts décoratifs François Duesberg.

Le Musée des arts décoratifs François Duesberg possède plusieurs collections prestigieuses dont une collection de pendules de la période Louis XVI, Directoire, Consulat et Empire et tout un ensemble d’objets décoratifs de qualité (orfèvrerie, faïence, porcelaine, …). D'autres musées présentent plutôt des objets en rapport avec la ville comme le Musée du Folklore et de la Vie montoise – Maison Jean Lescarts qui expose des objets relatifs à la vie quotidienne montoise et en particulier des objets concernant la Ducasse de Mons et le Musée Chanoine Puissant qui expose quant à lui des objets des collections offertes à la ville par le chanoine Edmond Puissant.
L'histoire militaire est mise en valeur dans le Musée d’Histoire militaire de Mons qui présente trois collections couvrant la période 1830 à 1945, tandis que le Musée de la Route de Mons présente tout une série d’engins utilisés dans la construction et l’entretien des routes.
Le Musée d'histoire naturelle de Mons propose des collections relatives à la flore et à la faune du monde entier. Le Musée Espace Terre et Matériaux, tout comme le Jardin géologique d’Obourg, présentent des collections de fossiles et de minéraux tout en expliquant également leurs influences dans l’économie locale.
L'histoire religieuse est exposée dans différents lieux de cultes comme dans la collégiale Sainte-Waudru, la Chapelle du Bélian, la chapelle Saint-Calixte et le Musée Saint-Rémy.
Finalement, il existe différents lieux prévus pour l’organisation d’évènements temporaires comme les Abattoirs de Mons, la Maison Folie, la salle Saint-Georges ou bien encore le Mundaneum.

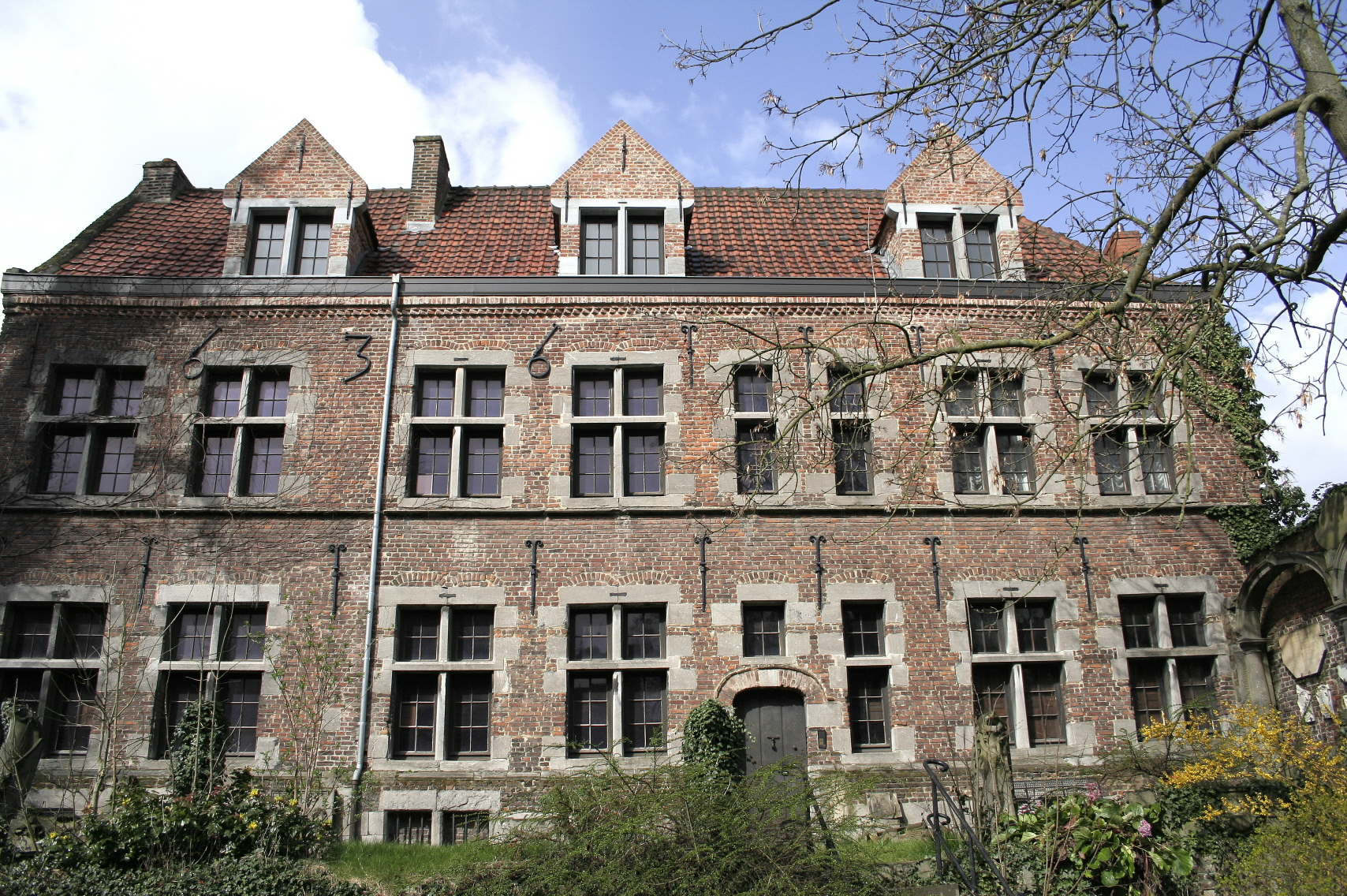
Maison Jean Lescart.
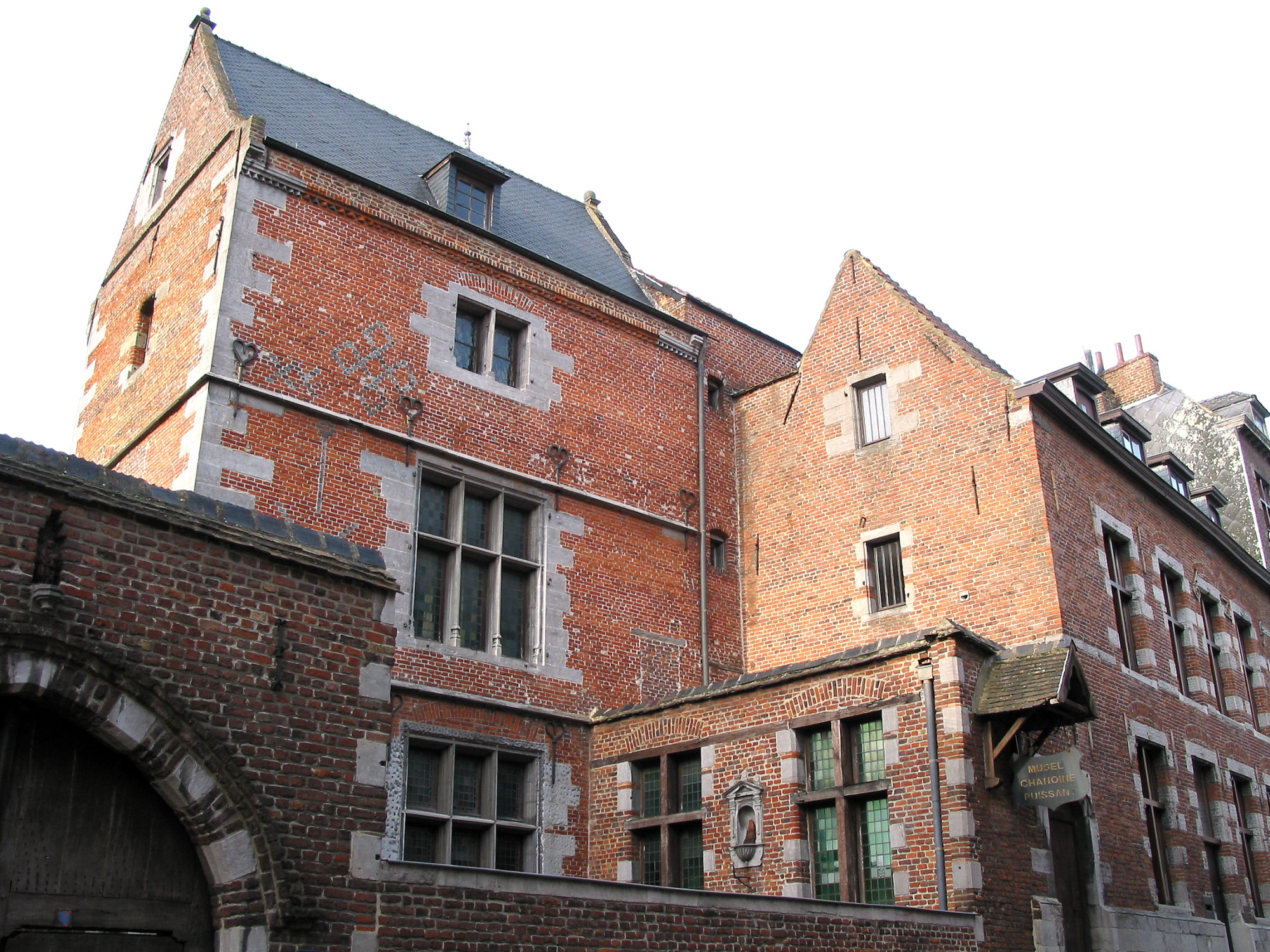
Le musée Chanoine Puissant.
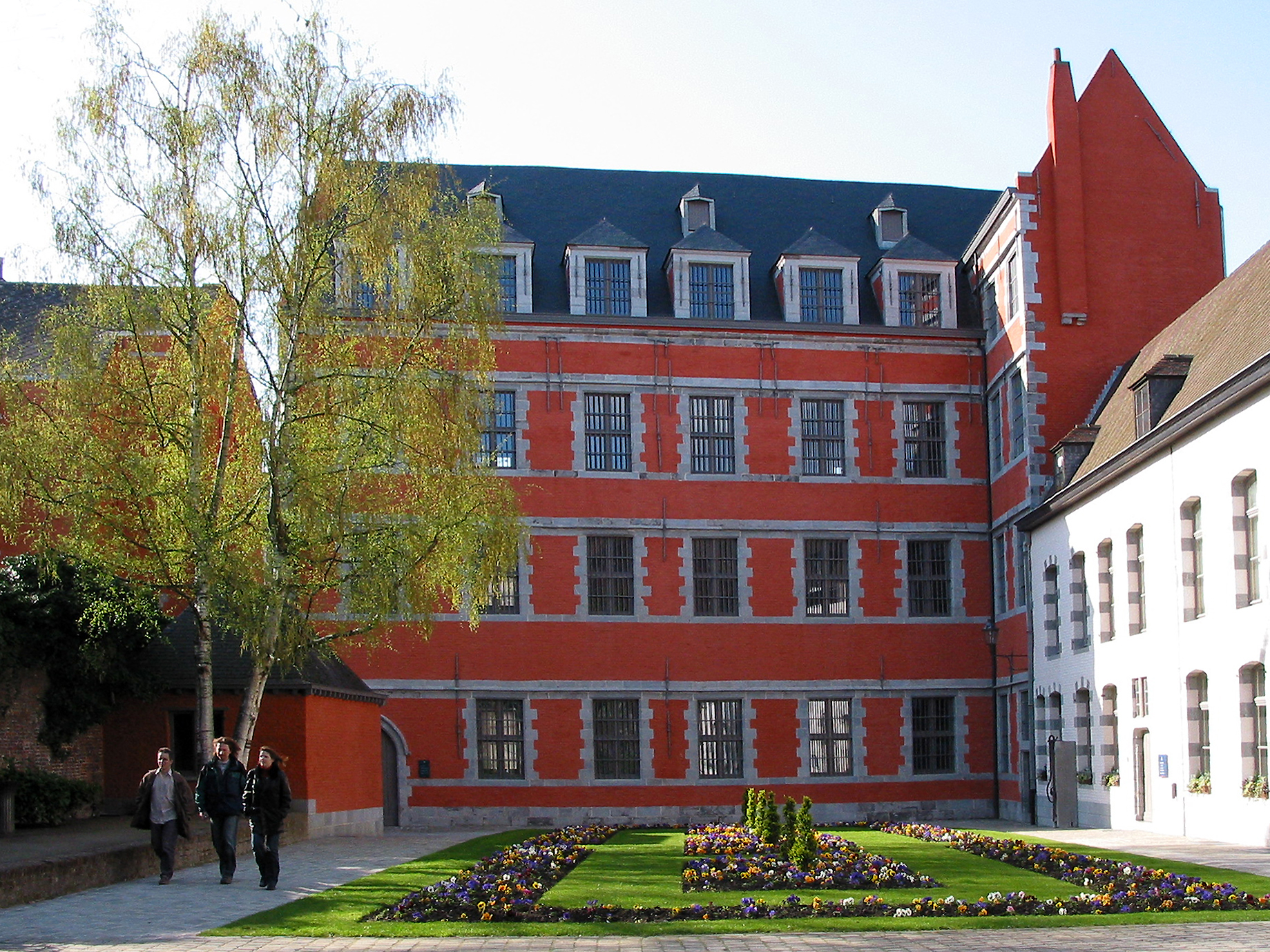
L'ancien mont-de-piété.
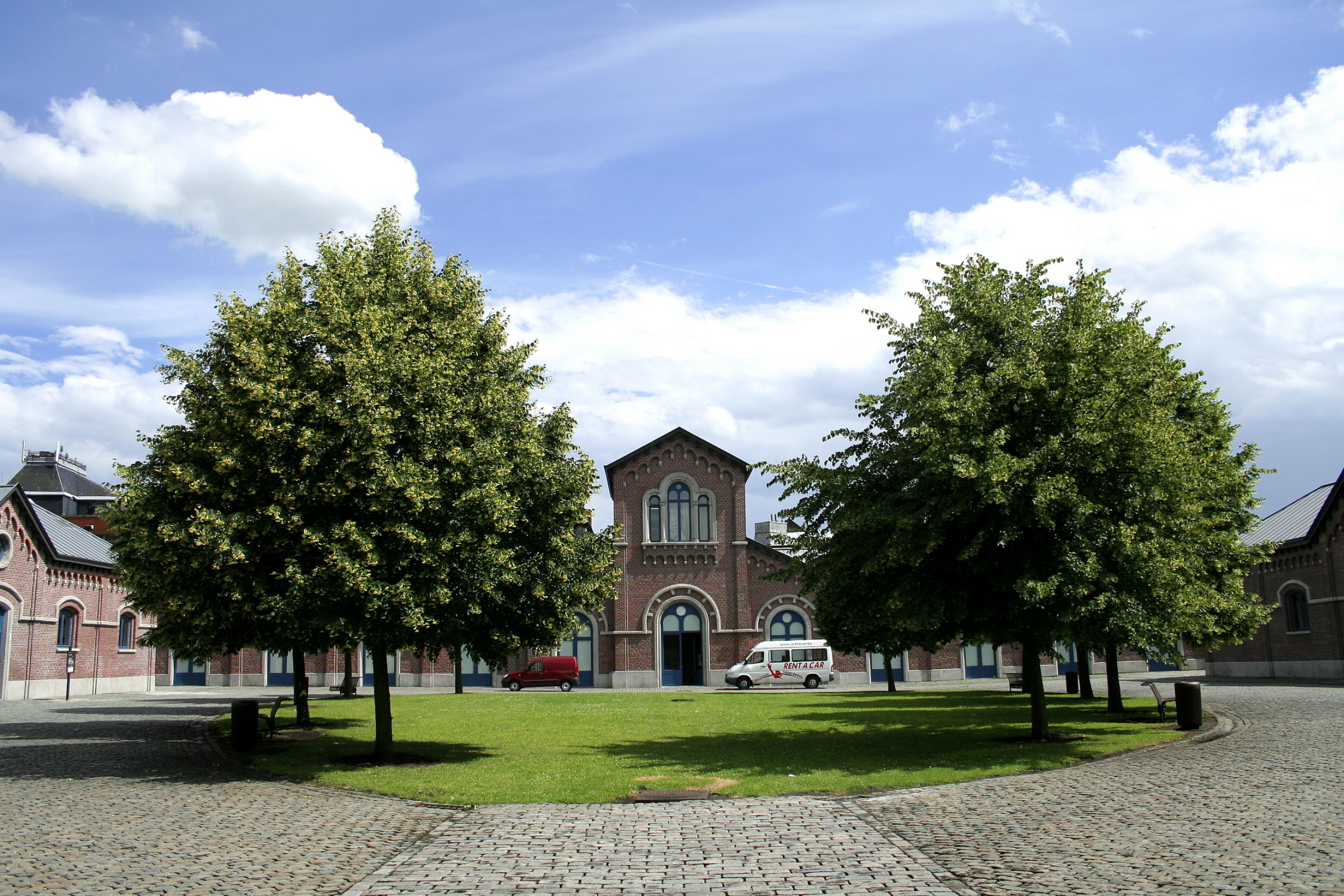
Les anciens abattoirs.

### Folklore

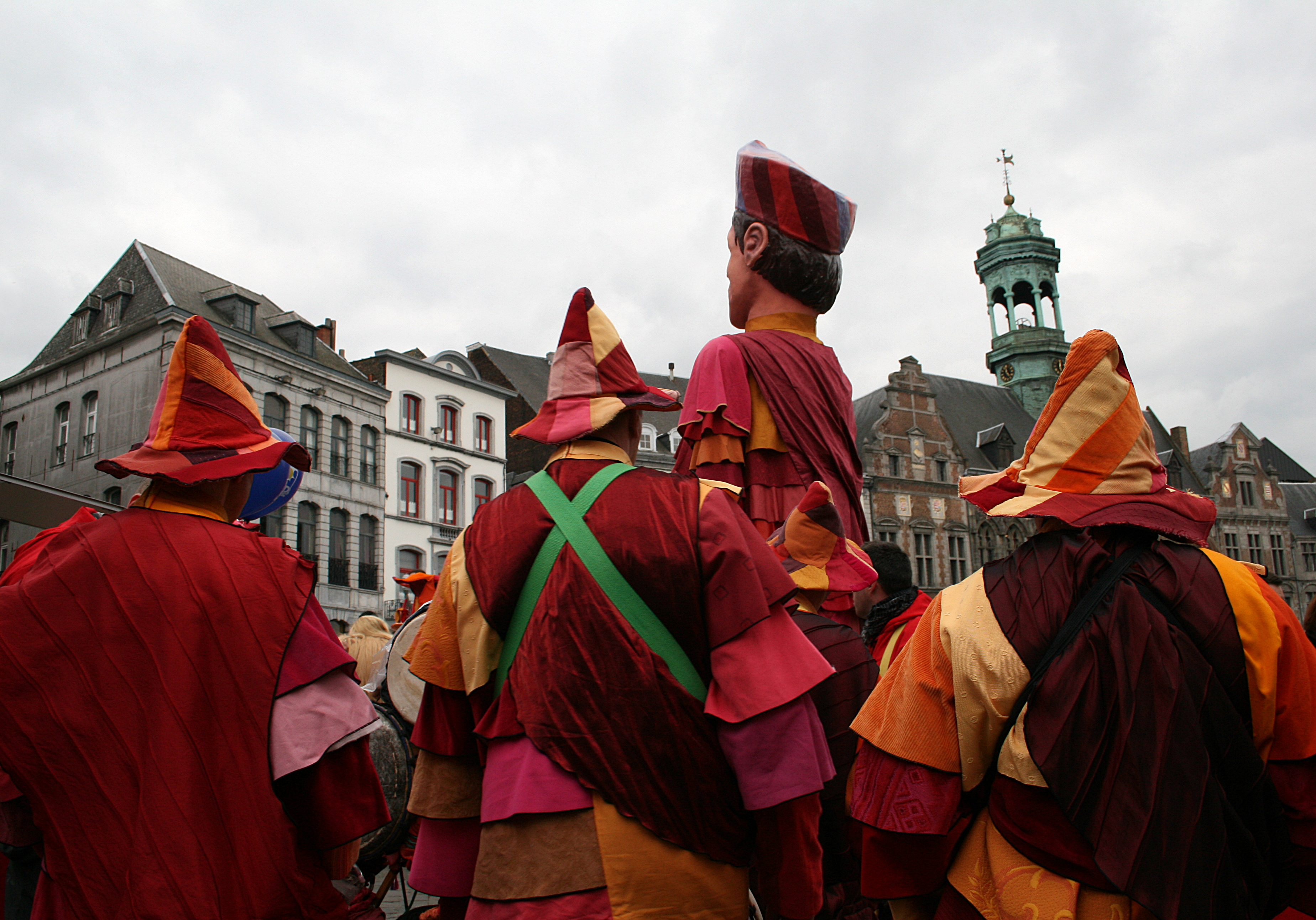
Les géants sur la Grand-Place.

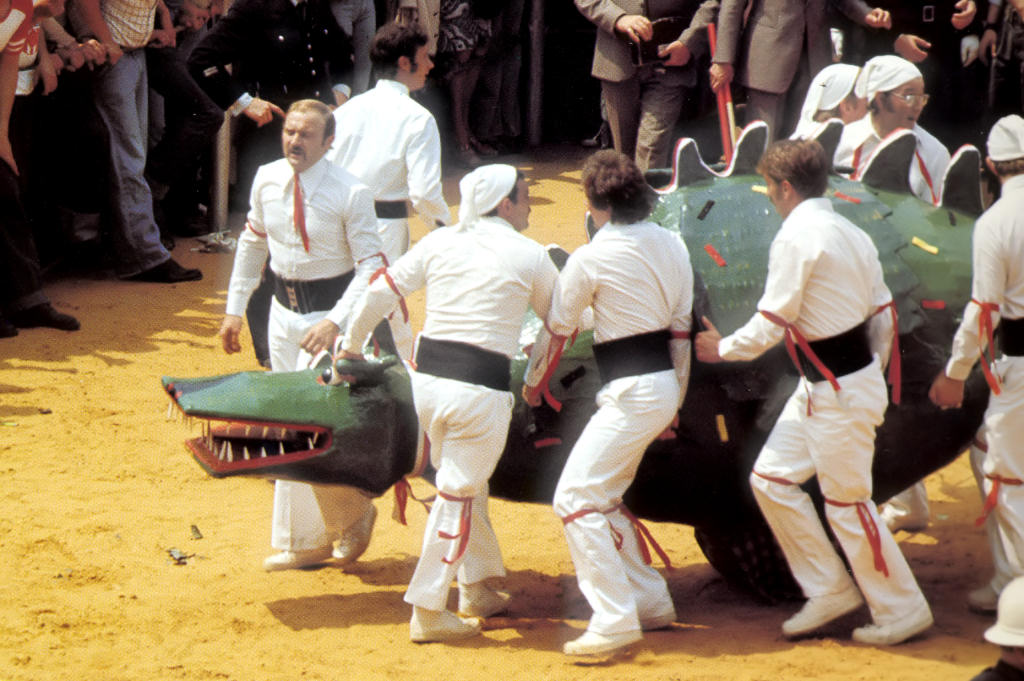
La ducasse.

L’année folklorique montoise débute au printemps avec la ducasse de Messines qui a lieu tous les ans le dimanche le plus proche du 25 mars. Cet évènement festif propose un grand marché aux fleurs pour célébrer le retour du printemps.
L’apogée folklorique montoise est la ducasse de Mons (populairement appelée le « Doudou »). Les festivités ont lieu le dimanche de la Trinité et sont déjà précédées d’activités le vendredi et le samedi soir avec notamment un concert gratuit sur la Grand-Place et se prolongent jusqu'au mercredi suivant, avec le feu d'artifice le mardi soir et le dimanche; jour où se déroule à nouveau le combat mais cette fois ce sont les enfants qui sont acteurs et qui constituent le public.
À la fin du mois de juin et pour fêter le début de l'été, grâce à un comité formé pour la circonstance la ville s’embrase avec Les Feux de la Saint-Jean. Mons voit également en août un rassemblement d'engins militaires de la Seconde Guerre mondiale, appelé « Tanks in Town ».
Durant l'automne, Mons accueille une grande fête foraine, la Foire d'automne. Elle se déroule de novembre à décembre, généralement sur trois ou quatre semaines.
L'année se terminant, la ville se garnit d'illuminations de Noël et organise Mons, Cœur en Neige qui est un marché de Noël qui accueille patinoire, une cinquantaine de chalets en bois, grand sapin de Noël ainsi qu'attractions, spectacles en rues, parades dans la rue piétonne et autres activités festives sur la Place du Marché aux Herbes. L'évènement Mons, Cœur en Neige est si populaire qu'il est devenu l'un des évènements de fin d'année les plus connus en Wallonie.

### Atouts et perspectives
Pour atteindre ses ambitions dans les domaines de la culture et du tourisme, la ville met en valeur son patrimoine culturel.
Indépendamment du sien propre, la ville, l'une des quatre plus importantes du Sillon Sambre-et-Meuse, est au centre d'un espace marqué par des sites exceptionnels comme les minières néolithiques de silex de Spiennes (sur le territoire de Mons). Liés à cette activité industrielle, on notera les ascenseurs à bateaux du Canal du Centre reconnus comme patrimoine mondial par l'UNESCO, le PASS (parc de découverte scientifique) à Frameries, l'ancien complexe industriel du Grand-Hornu, transformé en musée d'art contemporain, dont il n'existe qu'un seul équivalent à l'étranger (en France). Le Fonds Structurel Européen aide à la mise sur pied de ces initiatives.
En tant que ville de la Grande Région, Mons participe au programme de l'Année européenne de la Capitale de la Culture 2007. Elle sera capitale européenne de la culture en 2015 (Mons 2015) après avoir été désignée capitale culturelle wallonne en 2002.
Il faut dire aussi un mot du Musée international du Carnaval et du Masque à Binche, dont le carnaval est reconnu comme Chef-d'Œuvre du Patrimoine oral et immatériel de l'Humanité. Mons est située également à proximité du parc animalier Pairi Daiza, des remarquables châteaux du Hainaut comme ceux de Belœil, Seneffe et d'Attre, de l'abbaye de Bonne-Espérance, elle-même considérée comme patrimoine exceptionnel par la Région wallonne.
Mons est la ville natale de Fernand Dumont : elle a consacré plusieurs expositions aux surréalistes belges et wallons, notamment du Hainaut, groupe auquel peuvent se joindre à certains égards des gens comme le Borain Constant Malva et l'écrivain Achille Chavée, originaire de La Louvière, ville par excellence du surréalisme hennuyer, où sera fondé avec les écrivains montois ou borains cités le groupe Rupture. À propos de Mons qu'il qualifiait de « banquise intellectuelle », Fernand Dumont écrivit : « Il faut avoir vécu en province et particulièrement dans une ville où la bourgeoisie a des prétentions intellectuelles pour mesurer le néant de celles-ci ».
Mons est l'une des rares villes du pays à avoir son propre journal satirique avec El Batia moûrt soû (traduction/adaptation wallonne et picarde du Bateau ivre de Rimbaud), qu'anime notamment le peintre Serge Poliart.

### Cinéma
- La Ducasse de Mons d'Antoine Castille et A. d'Armentières (1926)
- Processions et carnavals / Processies en karnavals de Charles Dekeukeleire (1936)
- Actualités : Regards sur le monde - 1957 / 25 ; anonyme (mai 1957)
- En 1964, Lucien Deroisy réalise Une voix d'or, adaptation tournée à Mons d'une nouvelle de Charles Plisnier[141].
- Fêtes de Belgique : Les Blancs Moussîs de Stavelot et la Ducasse de Mons de Henri Storck (1971).

## Sources
Les archives de la Ville de Mons sont situées à l'avenue de l'Université et conservent la majorité des archives du XIXe et du XXe siècle. Les locaux conservent aussi les archives des anciennes sections qui forment actuellement la commune de Mons. Une bibliothèque administrative, un fonds d'affiches et de photographies contemporaines sont aussi présents. La majorité des documents sont consultables dans la limite du caractère privé de certaines données.
Les Archives de l'État conservent aux Grands Prés à Mons, au sous-sol de Mons-Expo, des archives de la ville de Mons datant du XIIIe au XIXe siècle. Elles conservent également des archives plus récentes de la ville, notamment les autorisations de bâtir (1816-1961) ou encore les délibérations du conseil communal (jusque 1977). Les Archives de l'État à Mons conservent, en outre, de nombreuses archives sur le Doudou, notamment dans le fonds des archives de la ville de Mons. Dans ce dépôt sont conservés plus de 30 km d’archives du territoire des arrondissements judiciaires de Mons et de Charleroi. Ces archives sont consultables par le public en salle de lecture, dans la limite du caractère privé de certaines données. Les Archives de l'État à Mons conservent des kilomètres d'archives publiques de l'Ancien Régime (archives de la Trésorerie des comtes de Hainaut, etc.), d'archives publiques contemporaines (archives de la Cour d'Assises du Hainaut, des tribunaux, du gouvernement provincial, des administrations communales, etc.), d'archives notariales, archives d'institutions ecclésiastiques (couvents, abbayes, etc.) et d'archives privées (archives d'entreprises, d'associations, de familles ayant joué un rôle dans la vie sociétale). On y trouve également de nombreuses sources généalogiques : registres paroissiaux (XVIe siècle-1796) et registres d’état civil (1796-1910) sur microfilms et en ligne, contrats de mariage, partages et testaments ou encore crayons généalogiques.